# Piratería

Bandera Jolly Roger, de Calico Jack, tenida como representación clásica y simbólica de la piratería.

La piratería es una práctica de saqueo organizado o bandolerismo marítimo, por la cual se ataca a una embarcación con el propósito de robar su carga, exigir rescate por los pasajeros, o venderlos como esclavos, y en ocasiones  apoderarse de la nave misma. Su definición según el Derecho Internacional puede encontrarse en el artículo 101 de la Convención de las Naciones Unidas sobre el Derecho del Mar.
Un tipo especial de pirata, desde el punto de vista legal, es el corsario; navegante contratado por un estado, mediante patente de corso, para atacar y saquear las naves de un país enemigo. Disponer del respaldo de un estado, ofrecía la garantía de ser tratado como soldado de otro ejército por el enemigo y, al mismo tiempo, acarreaba ciertas obligaciones; la principal de las cuales era entregar parte de las presas a las autoridades que emitían la patente. Esta distinción es relativa, pues corsarios como Francis Drake o la flota francesa en la Batalla de la Isla Terceira fueron considerados piratas por las autoridades españolas, ya que no existía una guerra declarada.

## Etimología y uso

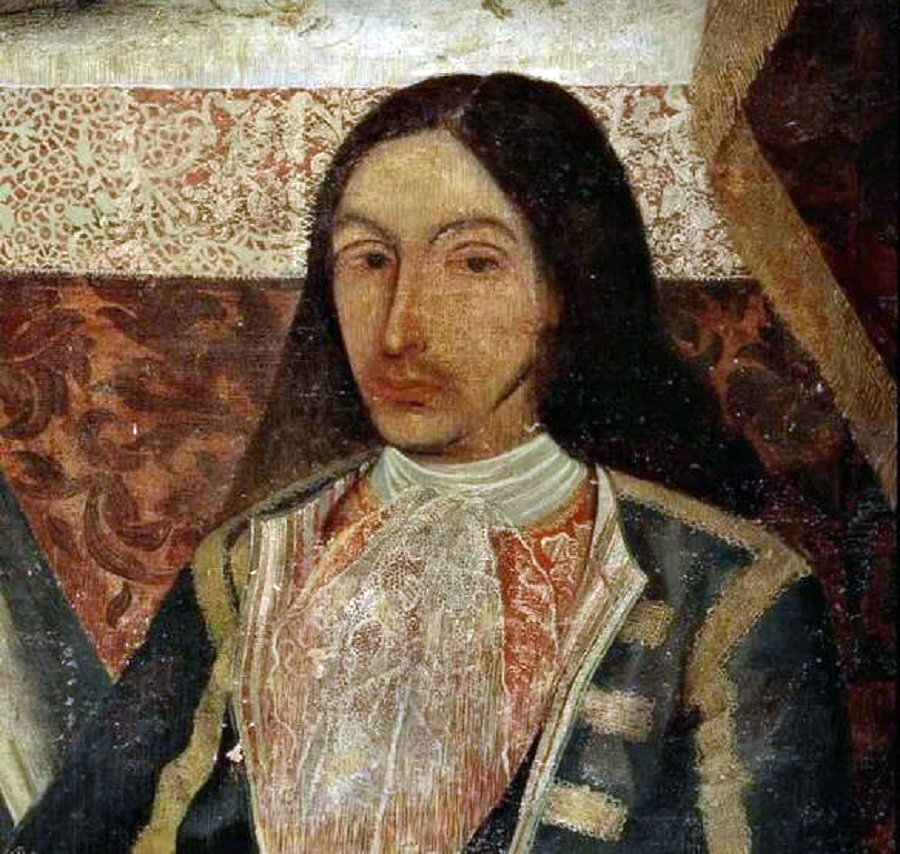
El español Amaro Pargo fue uno de los corsarios más famosos de la Edad de oro de la piratería.

Pirata proviene del latín pirāta, el cual es una adaptación del griego πειρατής (peiratḗs), «salteador», de πεῖρα (peîra), «intento» y πειράω (peiraō), «intentar con esfuerzo». Usado al principio en el sentido de «aventurero», con el tiempo tomó el significado de «saqueador».
El término latino apareció por primera vez en textos de Cicerón y se hizo común durante los últimos años de la República romana, momento de auge de flotas piratas en el Mediterráneo.
Los términos filibustero y bucanero, más específicos, están relacionados con la piratería en el mar Caribe durante los siglos XVII y XVIII.
En 1982, la Convención de las Naciones Unidas sobre el Derecho del Mar dio una definición de pirata según la cual se trata de un delincuente común, que opera en alta mar desde una embarcación.
El término pirata, por extensión, se aplicó a otros contextos. En la década de 1960, se utilizó para designar al secuestro de aeronaves a cambio de un rescate o de transporte a un determinado país, si bien en estos casos el objetivo era de tipo político antes que lucrativo. También se usa para designar a quien roba en una carretera, en especial a vehículos de transporte de mercaderías, en cuyo caso se lo denomina: «pirata del asfalto».
Desde mediados del siglo XX, se denominó radio pirata a la transmisión ilegal de radio. En el ámbito de la informática, pirata alude a un programa que se introduce ilegalmente en un sistema ajeno, con frecuencia para robar información o copiarla y distribuirla. Como sustantivo adjetivado, pirata designa también a un producto o una marca que copian ilegalmente o imitan de manera deliberada a otros.

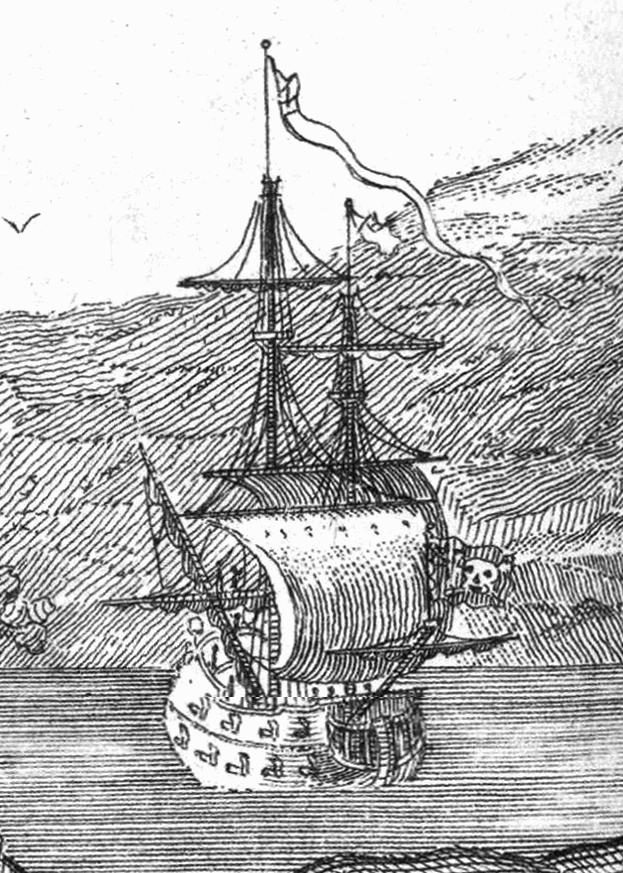
El navío "Venganza de la reina Ana" (Queen Anne's Revenge) del famoso Barbanegra, seudónimo del capitán Edward Teach.

## Historia

### Edad Antigua
Las zonas de mayor actividad de los piratas coincidían con las de mayor tráfico de mercancías y de personas. Las primeras referencias históricas sobre la piratería datan del siglo V a. C., en la llamada Costa de los piratas, en el Golfo Pérsico. Su actividad se mantuvo durante toda la Antigüedad. Otras zonas afectadas fueron el mar Mediterráneo y el mar de la China Meridional.

#### Egipto
Los egipcios consideraban piratas a los Pueblos del Mar porque su principal expedición invasiva se dio por vía marítima y con la finalidad de efectuar saqueos. Sin embargo, muchos otros autores no comparten esta clasificación porque los Pueblos del Mar solo fueron marineros en el último momento de su historia.

#### Grecia

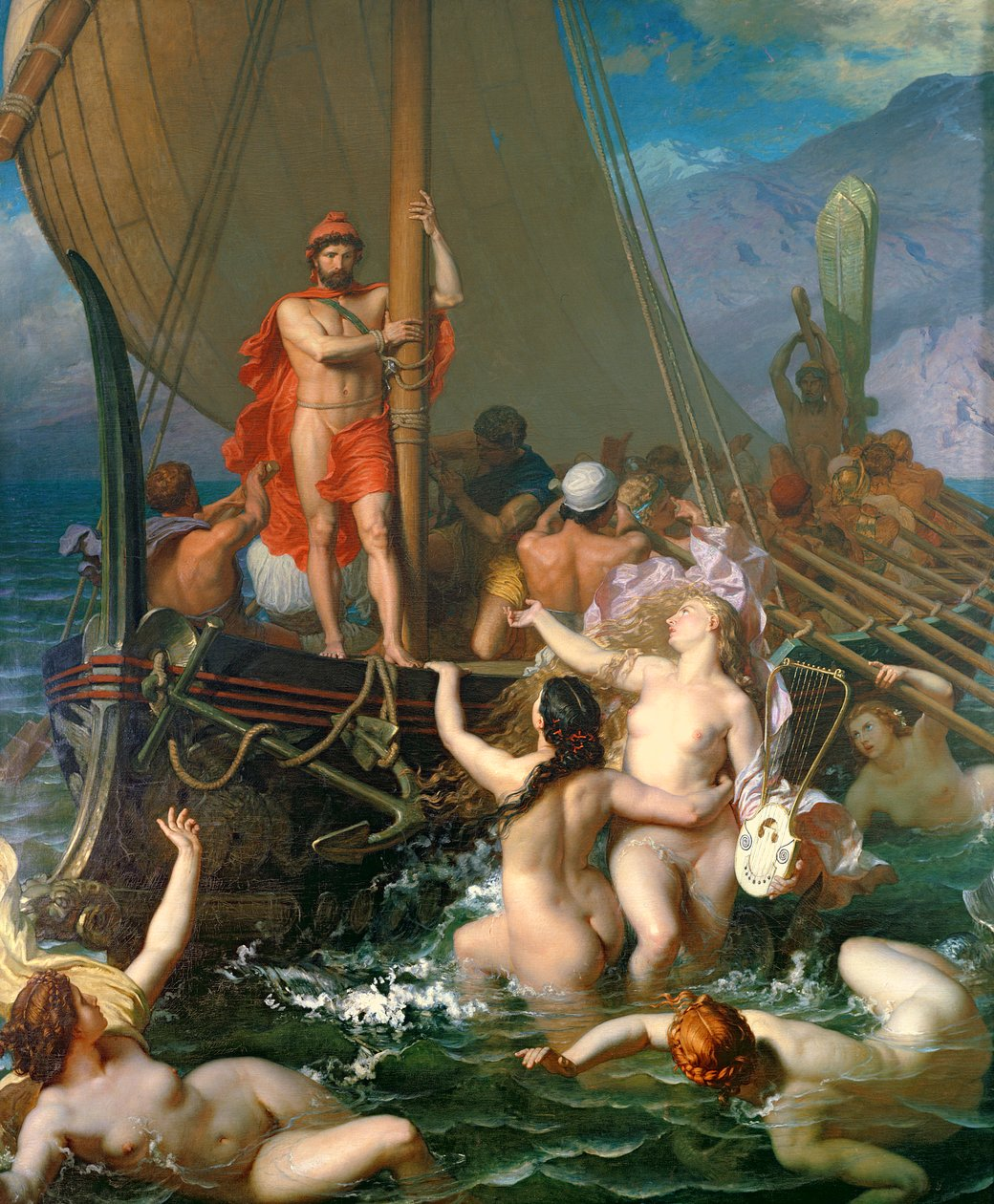
Odiseo atado al mástil de su barco tratando de vencer la atracción de las sirenas. Cuadro «Las sirenas» de Léon Belly, Museo de l'Hotel Sandelin, Saint Omer, Francia.

Aunque los datos no son muy abundantes, por los mitos sabemos que los griegos clásicos fueron buenos piratas.[cita requerida] Uno de los más famosos fue Jasón, quien guio a los Argonautas hasta La Cólquida en busca del Vellocino de oro, lo que, aunque no entre en la definición española de piratería, para algunos es, sin ningún género de dudas, un acto de piratería (personas que vienen por mar para robar).
También Ulises u Odiseo, según las traducciones griega o latina, realizó varios actos de piratería en su regreso a Ítaca, como narra Homero en la Odisea.
Con estos dos ejemplos podemos ver una constante que se repetirá a lo largo de los siglos. Los piratas son, en muchas ocasiones, considerados héroes nacionales en sus países,[cita requerida] pese a practicar lo que en tierra se llamaría robo y secuestro. Especialmente en una sociedad como la griega, donde el oficio de las armas era reconocido y estimado, un motivo que llevaba a glorificar, en lugar de denostar, actos como el citado de Jasón. Debe tenerse en cuenta que el oficio de mercenario, si bien es verdad que es llevado a cabo en tierra, no tenía connotaciones negativas como las tiene actualmente.
Uno de los piratas griegos más famosos de los que sí se tienen referencias fue Policrates de Samos, quien en el siglo VI a. C. saqueó toda Asia Menor en diferentes expediciones y llegó a reunir más de 100 barcos.

#### Roma
En la época final de la República, los piratas en el Mediterráneo llegaron a convertirse en un peligro, desde sus bases primero al sur de Asia Menor en las montañosas costas de Cilicia y más tarde por todo el Mediterráneo, puesto que impedían el comercio e interrumpían las líneas de suministro de Roma.
A diferencia de siglos posteriores, los piratas de la Antigüedad no buscaban tanto joyas y metales preciosos como personas. Las sociedades de aquella época solían ser en su mayoría esclavistas, y la captura de personas para ser vendidas como esclavos resultaba una práctica altamente lucrativa. Pero también se buscaban piedras preciosas, metales preciosos, esencias, telas, sal, tintes, vino y otros tipos de mercancías que solían transportarse en los barcos mercantes, como fue el caso de los fenicios.

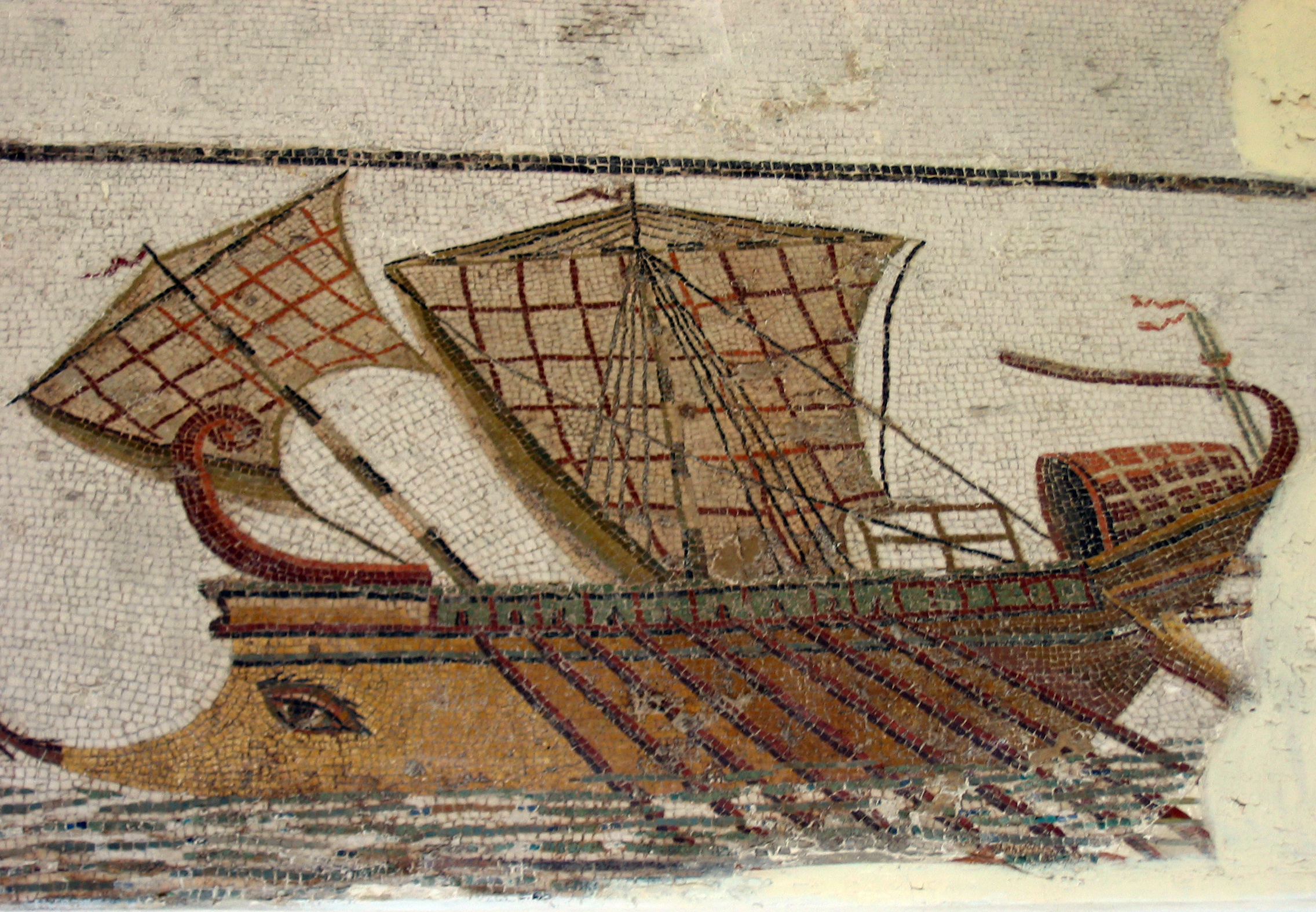
Trirreme de la primera flota romana representado en un mosaico.

Uno de los casos más conocidos de piratería contra las líneas de navegación lo protagonizó Julio César, que llegó a ser prisionero de los piratas cilicios (75 a. C.). Plutarco en Vidas paralelas cuenta que el jefe cilicio estimaba el rescate en 20 talentos de oro, a lo que el joven César le espetó: «¿Veinte? Si conocieras tu negocio, sabrías que valgo por lo menos 50». El cautiverio duró treinta y ocho días, en los cuales el rehén amenazó a sus captores con crucificarlos. Finalmente el rescate se pagó y el futuro cónsul de Roma fue liberado. Pero César cumplió su amenaza, y cuando recobró la libertad organizó una expedición, pagada con su propio dinero, durante la que apresó a sus captores y los crucificó a todos.
La piratería, sobre todo la perpetrada por piratas cilicios, alcanzó niveles preocupantes para Roma hacia el final de la República. En el 67 a. C., el senado romano nombró a Pompeyo procónsul de los mares, lo que significaba que se le otorgó el mando supremo del Mare Nostrum (el mar Mediterráneo) y de sus costas hasta 75 km mar adentro. Se le concedieron todos los ejércitos que se encontrasen a las costas del Mediterráneo, contando así con unos 150 000 efectivos, así como el derecho de tomar del tesoro la cantidad que necesitase. Finalmente, se le proveyó con una flota bien pertrechada. En diversas operaciones eliminó en cuarenta días a todos los piratas de Sicilia e Italia y, tras el asedio y toma de Coracesion, a los piratas de Cilicia, acabando así, en cuarenta y nueve días, con los piratas de la zona oriental del Mediterráneo. Asimismo debe apuntarse que dichos piratas solo presentaron la resistencia imprescindible para poder solicitar una rendición honrosa.

### Edad Media
Siguiendo la división historiográfica clásica podemos dividir a la Edad Media en Alta y Baja. En la primera, los piratas protagonistas fueron los vikingos y los árabes; en la segunda, el centro de atención se desplaza más hacia el Mediterráneo Oriental y la creciente expansión del Islam.

#### El mar Adriático
Pagania fue un territorio poblado por la tribu eslava conocida como los narentinos (neretljani) en una zona del sur de Dalmacia (en la actual Croacia), al oeste del río Neretva (Narenta). Eran conocidos por su destreza marítima y su dedicación a la piratería.
El nombre Pagania responde al hecho de que sus habitantes eran considerados paganos por los pueblos que residían en las regiones vecinas, debido a que dichas poblaciones eran cristianas.
Los serbios fueron descritos por Porphyrogenitus como los terratenientes y habitantes de la región entre la ciudad de Ras y los ríos Pliva y Cetina. En estas regiones vivían los Neretljani, Zahumljani, Travunjani y Konavljani que se consideraban serbios, pero también vivían los serbios en sentido estricto que llamaban a su tierra "Serbia bautizada".
A mediados del siglo X, la frontera entre serbios y croatas seguía el curso de los ríos Cetina y Pliva. Desde el río Cetina se extendían las tierras de los Neretljani, los famosos piratas que, como menciona Porphyrogenitus, eran descendientes de los "serbios no bautizados", habitantes de Pagania y en consecuencia no cristianizados.

#### Los vikingos

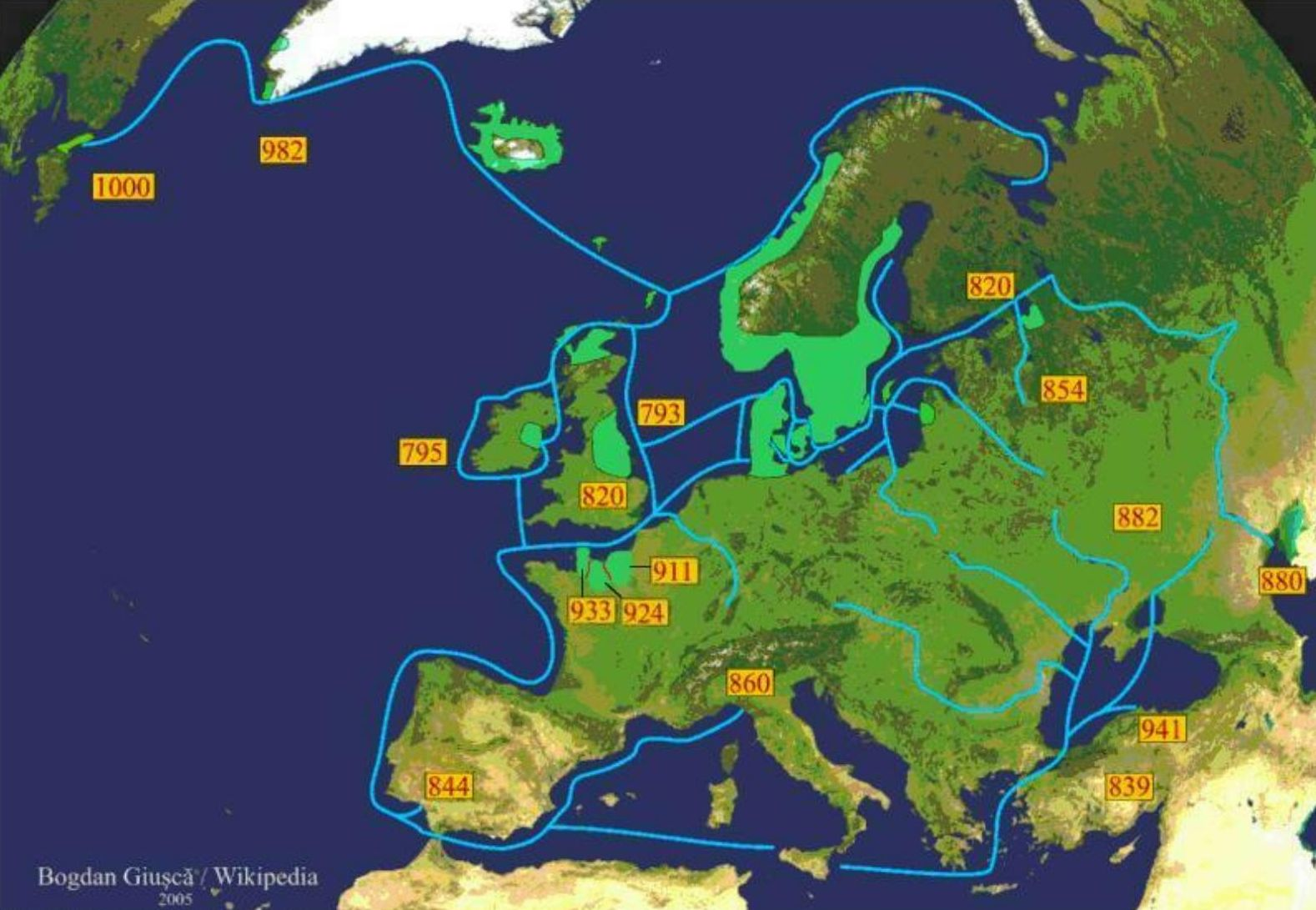
Rutas y años de la era vikinga.

Aunque este pueblo permaneció sumido en luchas internas durante varios siglos, en 793 realizan el primer ataque en la costa norte de Inglaterra y dos años después en Irlanda.
Desde esa fecha hasta poco después del año 1000, los pueblos del norte efectuaron todo tipo de incursiones en el mar del Norte, el Cantábrico y el Mediterráneo (tanto oriental como occidental). El radio que alcanzaban sus excursiones fue aumentando progresivamente, según crecían sus conocimientos de la costa y los ríos navegables. Así, entre otras acciones, podemos reseñar:
- 793 primer ataque en las islas británicas.
- 795 primer ataque a Irlanda.
- 820 ataque a los actuales Países Bajos.
- 834 ataque por los ríos Sena y Loira.
- 840 ataque a la península ibérica.

No existe una postura unánime entre muchos de los historiadores de la razón que llevó a algunos hombres del norte, no a todos, a ir de saqueo (vikingo viene a significar 'el que va a saquear', o también 'el que merodea por las costas'). Los vikingos no solían vincular sus acciones a otros ideales que no fueran el conseguir riquezas, esclavos o tierras donde asentarse, ni tampoco solicitaban algún tipo de permiso a una autoridad superior que justificara sus acciones, como sería posteriormente el caso de los franceses e ingleses con sus patentes de corso. No obstante, la formación de grandes partidas para realizar ataques costeros coincide al menos con la época en que en Escandinavia la población comenzó a organizarse en reinos más o menos extensos y consolidados.
Las expediciones vikingas solían formarlas decenas o cientos de buques navegando y atacando juntos; en contraposición con otras anteriores y sobre todo con las posteriores en el mar Caribe, donde lo frecuente eran ataques de pocos barcos o incluso de uno solo. Debe tenerse en cuenta que un drakkar vikingo podía transportar unos 32 o 35 hombres, como lo atestigua el Barco de Oseberg encontrado en la granja Oseberg de Vestfold, Noruega en 1903.
Un ejemplo de estas expediciones lo tenemos en las crónicas sobre la primera incursión vikinga a la península ibérica en el 840. Un número indeterminado de naves bordearon la costa asturiana hasta llegar a la actual Torre de Hércules (su gran tamaño debió de parecerles importante) y saquearon la pequeña aldea emplazada a sus pies. Ordoño I tuvo noticias de la expedición y condujo a su ejército contra los vikingos, a quienes derrotó recuperando buena parte del botín y apresando o hundiendo entre sesenta y setenta de sus naves, lo que quizá no constituía ni la mitad de la fuerza desplazada por la expedición, como demuestra el hecho de que siguieron su campaña de saqueos. En Lisboa los cronistas hablan de una escuadra compuesta por 53 bajeles.

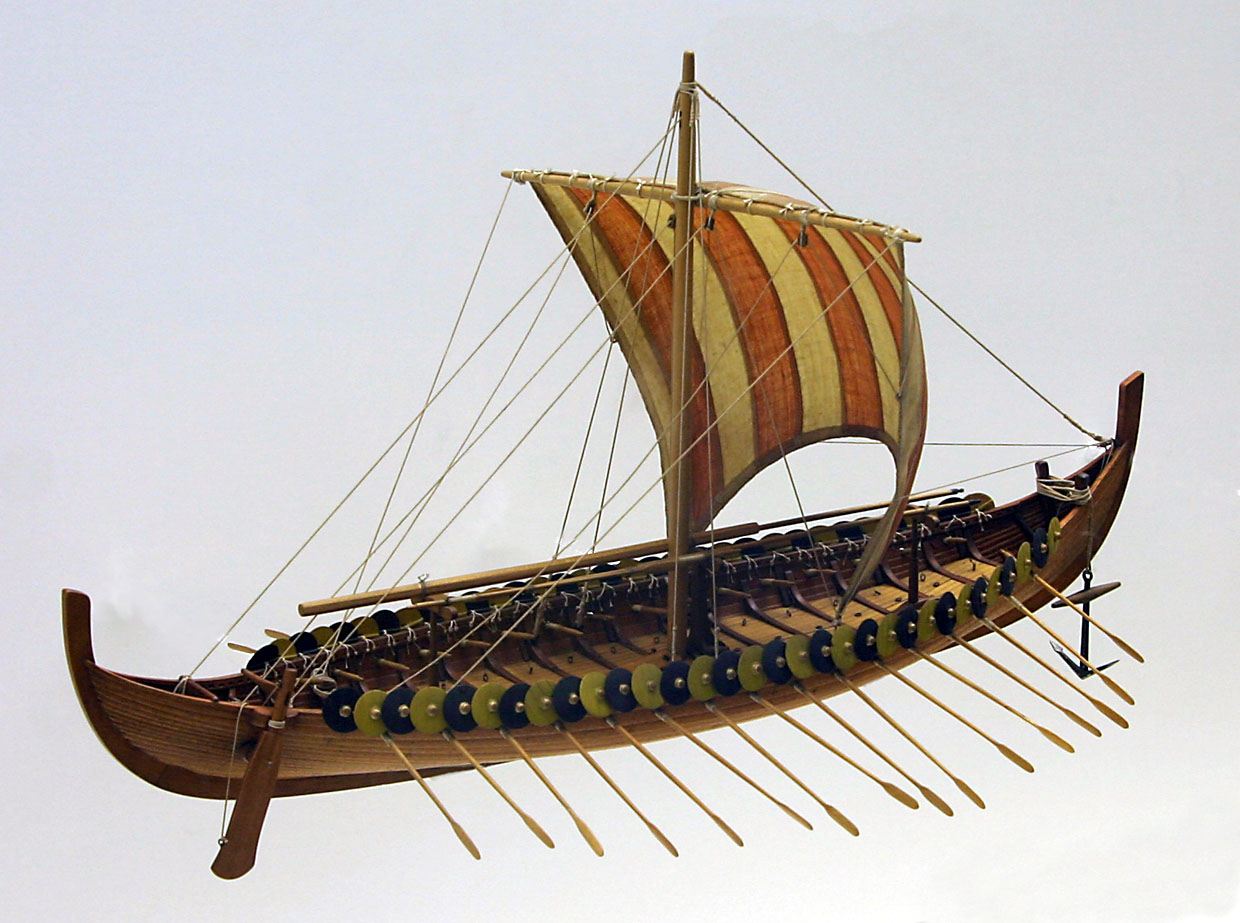
Modelo de barco vikingo de guerra del.

Los vikingos supieron unir a sus grandes dotes marineras la sorpresa y la no poca ferocidad en el uso de la espada. Sin embargo, este pueblo goza de cierta leyenda rosa en lo que a sus dotes militares respecta. Se tiene la idea de que eran los más terribles guerreros europeos o mundiales de la época, siempre dispuestos a luchar hasta la muerte con la esperanza de sentarse a la mesa en el banquete de Odín, tras haber tenido el privilegio de morir con la espada en la mano. Frente a esta leyenda, la historia muestra hechos donde se ve que, como cualquier pirata, atacaban aquello que creían poder conquistar y en muchas ocasiones huían o se rendían. Un ejemplo lo aporta su primera incursión en Al-Ándalus, donde tomaron Cádiz y subieron de nuevo por el Guadalquivir, saquearon minuciosamente Sevilla desde la que lanzaron avanzadillas a pie. No obstante, cuando Abd Rahman II salió con sus hombres y, tras algunas batallas, los vikingos vieron que no podían con la fuerza andalusí, aquellos huyeron, abandonando Sevilla y a muchos rezagados, quienes se rindieron a las fuerzas del emir y terminaron, o bien criando caballos y haciendo queso, o bien con el viejo castigo para la piratería: ahorcados, en este caso de las palmeras de Tablada. La horca para los buitres del mar sería posteriormente casi institucionalizada por los captores de piratas y también por artistas en sus obras, como el poeta español José de Espronceda lo inmortalizaría en obras como la Canción del pirata con sus versos

Y al mismo que me condena
Colgaré yo de una entena
Quizá en su propio navío.

Tampoco es cierto que aquellos hábiles marineros vencieran la mayoría de las veces. Sí se sabe que arrasaron París y York o que se adentraron tierra adentro y capturaron al rey de Navarra, García Íñiguez, en el asedio de Pamplona en el 858, por ejemplo. Pero, como ya se ha indicado, Abdel Ramán II les infligió una seria derrota, como meses antes Ramiro I de Asturias durante la misma incursión y también su hijo, Ordoño I, que marchó contra la segunda expedición por tierras hispanas. Más contundente fue el conde Gonzalo Sánchez, quien terminó con toda la flota de Gunrod de Noruega (Gunderedo, en español); el conde Sánchez capturó y pasó a cuchillo a toda la tripulación y a su rey. Pero quizá la derrota más contundente se la infligió Harold Godwinson, heredero del trono inglés tras la muerte sin descendencia de Eduardo el Confesor; aquel defendió sus derechos frente al pretendiente noruego Harald Hardrade y su flota de 300 naves (más de 10 000 hombres) en la Batalla del puente Stamford en 1066, donde cayó el propio monarca pirata.

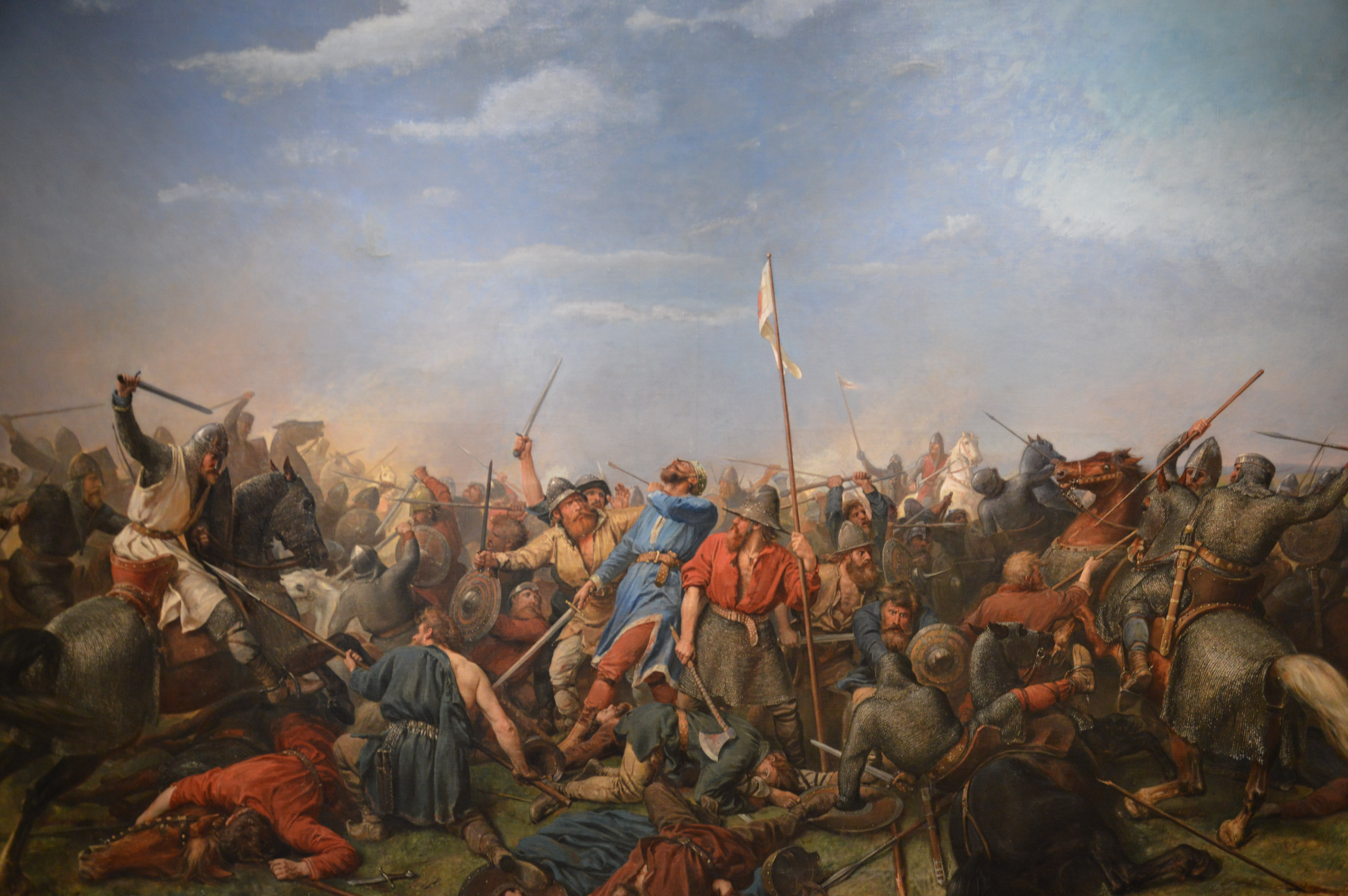
La Batalla del puente Stamford del año 1066. Obra de Peter Nicolai Arbo realizada en 1870.

Los vikingos muestran otra constante en la piratería. Pese a ser considerada siempre una profesión de hombres (con prohibición expresa en algunos casos de embarcar mujeres), las féminas siempre participaron en y dirigieron expediciones, navíos y flotas. Así, numerosas naves normandas eran mandadas y tripuladas en su totalidad por mujeres. Es el caso de Rusla la doncella roja, hija del rey Rieg y hermana de Tesandus, que fue desposeído de su trono por el rey Omund de Dinamarca. La muchacha primero armó un barco y con el tiempo se hizo con una flota entera, con la que atacó a todas las naves danesas que pudo, para vengarse de la afrenta inferida a su hermano. En contra de lo que se podría pensar, fue Tesandus quien la capturó, tras el naufragio de su drakkar, y la sujetó por sus trenzas mientras sus hombres la mataban con los remos (el rey Omund había conseguido atraer bien al príncipe hacia su causa después de adoptarlo).
No se sabe con certeza la causa o causas que terminaron con los ataques vikingos. Algunos autores opinan que la aceptación de la fe cristiana hacia el año 1000 por la mayoría de ellos atenuó su deseo de atacar a sus correligionarios. También se apunta a que las incursiones solo constituían una moda y que cesaron cuando ya no fueron novedad. De cualquier modo, los reinos nórdicos deseaban cada vez más abrirse al resto de países de Europa y comerciar con ellos en lugar de invadirlos. Como ejemplo está el caso del rey castellano Alfonso X El Sabio, que casó a su hermano Fernando con la princesa Cristina de Noruega el 31 de marzo de 1252 porque dicho matrimonio era conveniente tanto para Alfonso X como para Haakon IV.

#### El océano Índico
Si nos atenemos a la distancia de sus rutas, los árabes fueron los mejores navegantes de su época. Ya en el siglo IX fueron capaces de abrir la mayor ruta comercial conocida entre la península arábiga y China, muy por encima de las travesías vikingas por Europa.

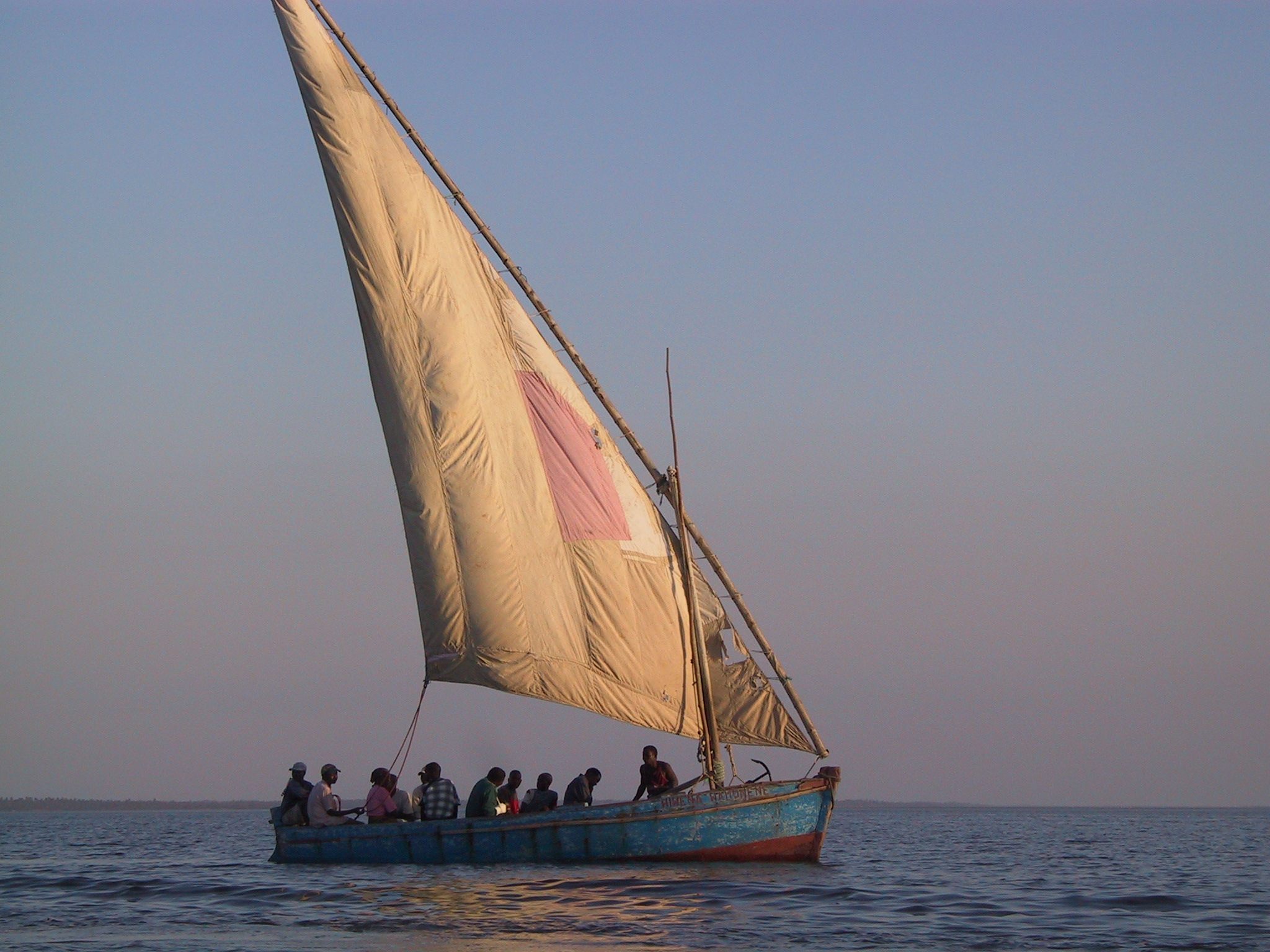
Dhow mozambiqueño en el océano Índico. Los dhows son embarcaciones tradicionales árabes muy parecidas a las utilizadas por ese pueblo en tiempos de los abásidas, cuando fueron diestros piratas y navegantes.

La expediciones árabes buscaban tres cosas: materias primas que pudieran luego trabajar o vender, productos de Oriente para negociar y esclavos que vender. Aunque otros o esos mismos árabes atacaban asimismo barcos para apoderarse de su mercancía. La zona más peligrosa era y continuó siendo el estrecho de Malaca, donde los buitres del mar campaban a sus anchas. No debemos pensar que los ataques piratas eran perpetrados solo por árabes, también participaban en ellos gente de las islas y penínsulas índicas.
Guardando algunos parecidos con las de los griegos, sin ser el mismo caso, las singladuras árabes han llegado a la cultura universal a través de cuentos de cierto carácter mitológico, especialmente por las aventuras de Simbad el marino. Para el escritor Jordi Esteva, en esos cuentos y relatos están plasmadas todas las regiones visitadas por los árabes en sus travesías, bien es verdad que mitificadas con relatos de monstruos gigantescos. Así, en el siglo IX bajeles de Yemen y la actual Arabia Saudita habían abierto rutas por Persia, India y China en Asia y toda la costa este africana, inclusive las costas de Madagascar. En este último continente crearon uno de los sultanatos más importantes, pero no el único, en Zanzíbar, desde el que se canalizaba buena parte del oro, maderas valiosas, pieles exóticas y marfil exportados por el Gran Zimbabue ya desde tiempos de los fenicios.
Dado que los africanos no disponían de muchos productos elaborados, las principales acciones de piratería consistían en la captura de esclavos para ser llevados a la península arábiga. Los otros productos igualmente se rapiñaban, pero era más corriente la compra a los nativos. Debe tenerse en cuenta que África, en razón de enfermedades como la malaria, fue un continente casi vedado a los no africanos. Pero esta actuación pirática de toma de esclavos por la fuerza fue sustituida progresivamente por la compra a negreros africanos. Esta conducta fue una práctica muy común y muy sangrante para los reinos del África negra, comenzando el debilitamiento de sus estructuras que posteriormente aprovecharían los europeos. Fueron estas actuaciones de los piratas/negreros árabes lo que contribuyó a expandir el islam en África. Debido a que las leyes islámicas no permiten la esclavitud entre musulmanes, muchos africanos se convirtieron a esa religión para salvaguardar su libertad.

#### El mar Mediterráneo
La situación vivida por los pueblos europeos occidentales tras la caída del Imperio romano hace que la navegación marítima se reduzca antes de la formación del Imperio carolingio y tras su caída en todo el Mediterráneo Occidental, pero sin desaparecer por completo. En la parte oriental de este mar, la comunicación continúa y con ella la actividad pirática.
Autores como Wolfram Zu Mondfeld incluyen a Roger de Flor, caballero y aventurero de Brindisi, entre los no muchos piratas documentados de la época en esa parte del mundo. La inclusión de Roger de Flor se debe a su carrera naval antes de comandar a los almogávares y entrar al servicio del rey de Sicilia.

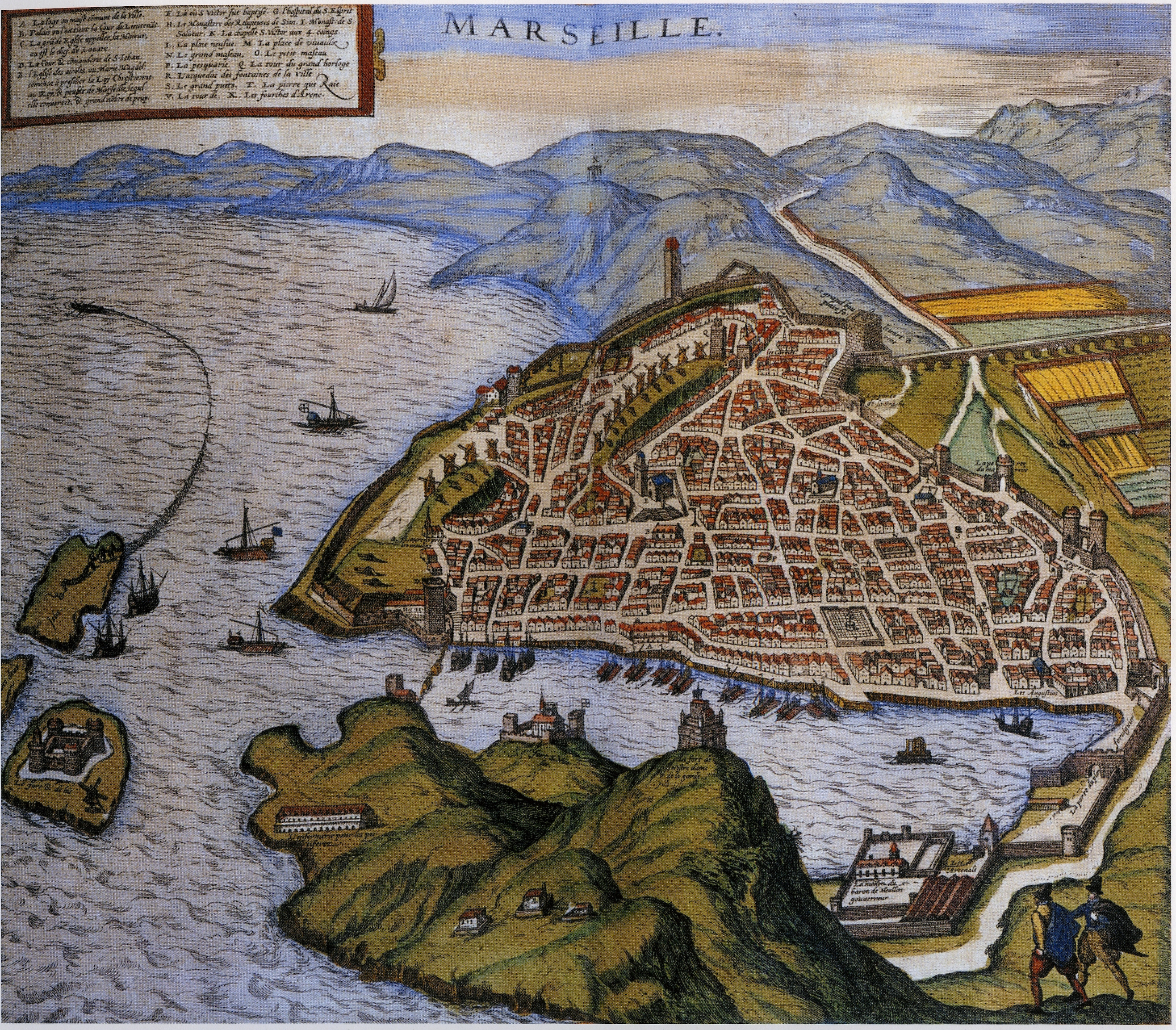
Carta de Marsella del Atlas de Braun y Hogenberg «Civitates Orbis Terrarum».

En 1291 Roger de Flor marchó a la última cruzada y pronto se reveló como un gran marino. Una de sus famosas acciones fue la evacuación con su flota de toda la nobleza de San Juan de Acre; ya sea por haber pedido rescate, haber subastado los puestos o porque la aristocracia franca utilizó sus influencias para lograr una plaza. Con sus naves llenas de adinerados nobles logró llevarlos a Marsella sanos y salvos.
Durante los 20 años siguientes luchó al servicio del rey Federico II de Sicilia hasta que fue reclutado por el emperador de Bizancio Andrónico II y mandó a los almogávares en sus victoriosas batallas contra los turcos. Saqueó Quíos y se estableció en Galípoli hasta ser llamado y asesinado por el Emperador con 300 de sus hombres durante un banquete en su honor. Esto hizo explotar en sus hombres la famosa Venganza catalana al aterrador grito de «¡Desperta ferro!».
Pese a todo, el gran poder corsario de este mar aún estaba formándose y emergiendo en Asia Menor. La progresiva expansión del islam, primero por los árabes en todo el norte de África y después con los turcos en las costas asiáticas, iba a originar toda una serie de señoríos y sultanatos que rápidamente adquirirían fuerza y tamaño, hasta llegar a convertirse en un peligro sin igual para los reinos cristianos de Italia, España y en menor medida las órdenes militares que gobernaban en islas como Chipre, Rodas y Malta. Debe tenerse en cuenta que los árabes y también los berberiscos consideraban una forma de Guerra santa la piratería contra los infieles (véase más adelante en Corsarios berberiscos).

#### Los vitalianos
La piratería europea a finales de la Edad Media la protagonizaron los ya expuestos berberiscos en el Mediterráneo, que comenzaban a crecer en importancia, y los Hermanos de las vituallas en el mar del Norte.
Las ciudades del mar Báltico y algunas de la parte oriental del mar del Norte empezaron a unirse comercialmente hacia el año 1200 para regular primero y controlar después el comercio por esa zona. Con el tiempo se terminó formando una cofradía de ciudades portuarias, llamada la Liga Hanseática y comúnmente conocida como Hansa, a la que terminaron perteneciendo muchas urbes bálticas, principalmente alemanas. Las ciudades cooperaron para defender su independencia de los príncipes territoriales vecinos, asegurarse importantes privilegios comerciales y protegerse contra piratas y corsarios.

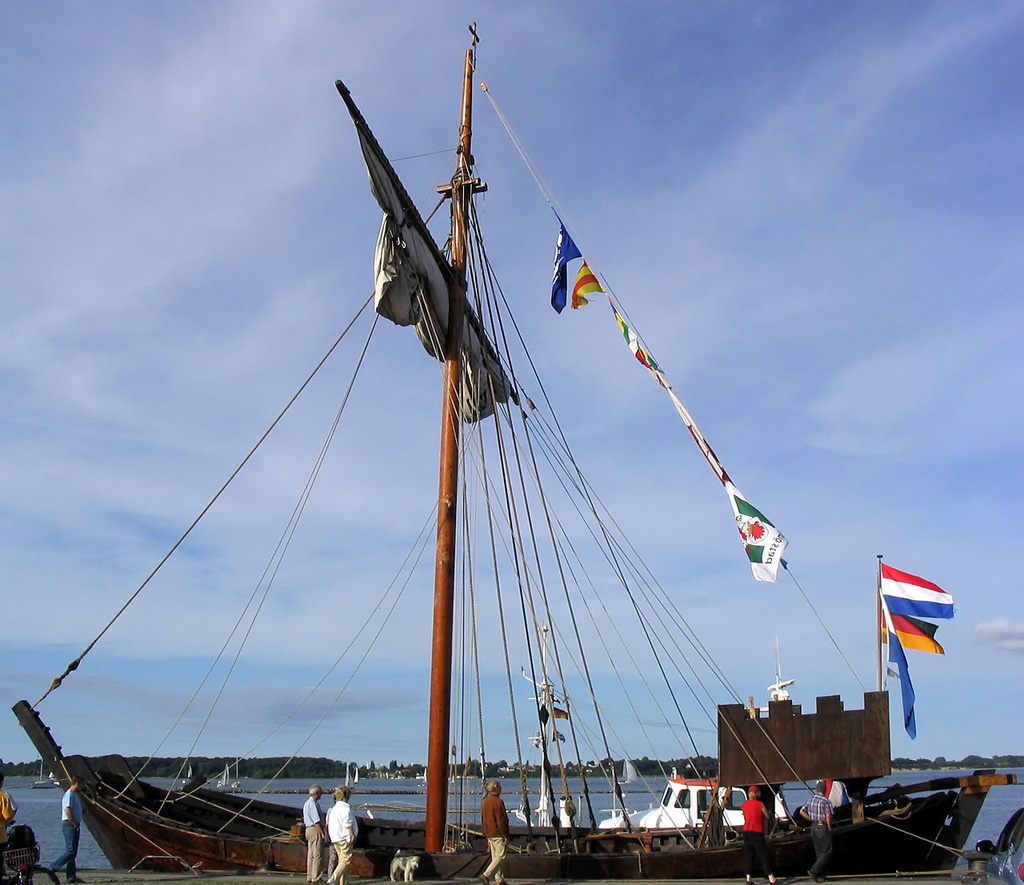
Reproducción de una coca, típica nave medieval del mar Báltico.

En el siglo XIV, Dinamarca y Mecklemburgo se disputaron el control de Suecia. La reina Margarita I de Dinamarca y de Noruega, invitado por nobles suecos, ganó en una batalla contra el impopular rey de Suecia Alberto III de Mecklemburgo y le encarceló en 1389. Suecia, con la excepción de Estocolmo, cayó en manos danesas. Entonces Mecklemburgo incitó a los corsarios a dañar a Dinamarca. Las ciudades mecklemburgueses pertenecientes a la Hansa, Rostock y Wismar, se abrieron al comercio con los corsarios en 1391. Sin embargo, la mayor ciudad hanseática Lübeck apoyó a Dinamarca. En general, la Hansa no osaba tomar partido en este conflicto. De un lado la piratería comenzó a causarle grandes daños, del otro lado una victoria danesa hubiera acabado en el control danés de importantes rutas marítimas.
Los corsarios mecklemburgueses lograron varias veces aprovisionar la ciudad sitiada de Estocolmo con alimentos y otros necesidades para continuar su resistencia, así que los corsarios se convirtieron en vitulianos o hermanos de las vituallas (del latín victualia).
Con el tiempo los valerosos corsarios, que arriesgaban sus barcos y sus vidas para mantener con vida a la población de Estocolmo se degeneró progresivamente, cuando sus actividades volvieron a la simple piratería. Como sería después en el Caribe, los vitalianos acostumbraban a repartir el botín obtenido en partes iguales y a formar algo parecido a una sociedad sin clases. De ahí que también se les llame Likendeeler ('igualitarios').
Su influencia fue grande al fin del siglo XIV y en las primeras décadas del siglo XV y lograron varios actos destacados en los actuales Países Bajos, Alemania e incluso Francia. A la cabeza de este grupo se puso una especie de triunvirato formado por Gödehe Michelsen (también conocido por Gödeke Michels o Gö Michael), Wigbad (asimismo llamado Wigbold o Wikbald) y Claus Störtebeker (Störtebecker para los alemanes). La comunidad había conquistado Visby y Gotlandia y allí prosperaron entre 1394 y 1398, cuando fueron expulsado por la Orden Teutónica. Konrad von Jungingen dirigió a 4000 teutónicos armados en 84 naves contra los vitalianos, acabando con aquel «paraíso báltico». Algunos lograron escapar, entre ellos los tres dirigentes, que buscaron refugio en el señorío de Kennon ten Brooke, en las costas de Frisia. Este aristócrata estaba enfrentado con la mayoría de sus vecinos y aceptó de buen grado la entrada de aquellos piratas, que podían hostigar a sus enemigos.

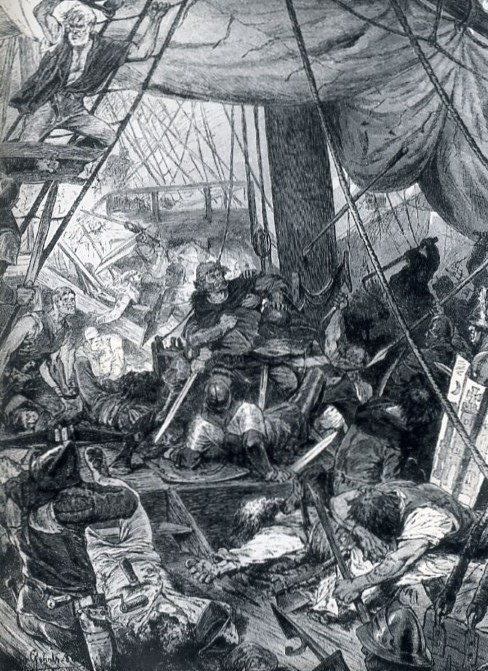
Störtebeker es derrotado en Heligoland. Archivo Histórico de Hamburgo.

La segunda expedición contra la hermandad vitaliana se llevó a cabo en 1400 por los capitanes hamburgueses Albrecht Schreye y Johannes Nanne, que atacaron a los vitalianos en la desembocadura del Ems, matando a 80 y decapitando a otros 36. Al año siguiente, Nilolaus Shoche atacó la desembocadura del Weser terminando con 73 de aquellos piratas.
La suerte seguía en contra de los vitalianos, Jungingen empezó a cambiar su actitud hostil contra sus vecinos[cita requerida] y se reunió en Hamburgo con varios dignatarios, donde manifestó su deseo de apartarse de aquellos individuos. Entonces muchos de estos piratas se retiraron a Noruega, pero Störtebeker decidió quedarse y seguir atacando naves entre las islas de Helgoland y Neuwerk, pero sus días estaban contados. El jefe de la escuadra hanseática, Simón de Utrecht, disponía de una de las mejores naves que habían surcado aquellas aguas hasta entonces, la Bunte Kuh, y junto a otras Carabelas de la paz, como se las llamaba a las naves contra los piratas bálticos, emprendió varias acciones contra Störtebeker y sus hombres.
En las más exitosa camufló a sus naves como embarcaciones mercantes y logró engañar al pirata, siempre muy precavido. Este a su vez atacó la escuadra por la vanguardia y la retaguardia; pero cuando se dieron cuenta de que se enfrentaban a las potentes Carabelas de la paz era ya tarde. Cayeron 70 piratas, entre ellos Störtebeker. Los otros dos compañeros del alemán lograron escapar, pero fueron capturados en la siguiente salida de la nave Bunte Kuh. Pero, como en tantos otros casos, la imagen del pirata Störtebeker ha quedado en la cultura popular alemana como una especie de héroe regional, conservándose en los museos la copa que utilizaba para beber, un cañón de su barco, o siendo nombrado socio póstumo de algunas asociaciones y clubs alemanes.
La captura de los demás piratas vitalianos se produjo en 1433, en las aguas del mar Báltico y mar de Norte. En aquella ocasión fue el aristócrata frisón Edzart Zirksena quien firmó definitivamente la paz con Hamburgo, permitiendo que Simón de Utrecht saliera nuevamente con sus naves y terminara con los últimos reductos de la piratería báltica. El capitán Sibeth Papinga y sus hombres fueron capturados y decapitados, terminando así con el problema pirata.

### Edad Moderna
Tres acontecimientos relacionados marcan la piratería tras la Caída de Constantinopla hasta la Revolución francesa:
- El descubrimiento de América por España.
- La exclusión de Inglaterra, Francia y más tarde Países Bajos tras el reparto de todas esas tierras entre España y Portugal por el Tratado de Tordesillas (bendecido por bula papal).
- Las inmensas riquezas halladas en el Nuevo Mundo.

Una cuarta circunstancia, no tan unida a las anteriores, la constituyó el creciente poderío musulmán, especialmente turco, en todo el Mediterráneo.

#### Corsarios berberiscos

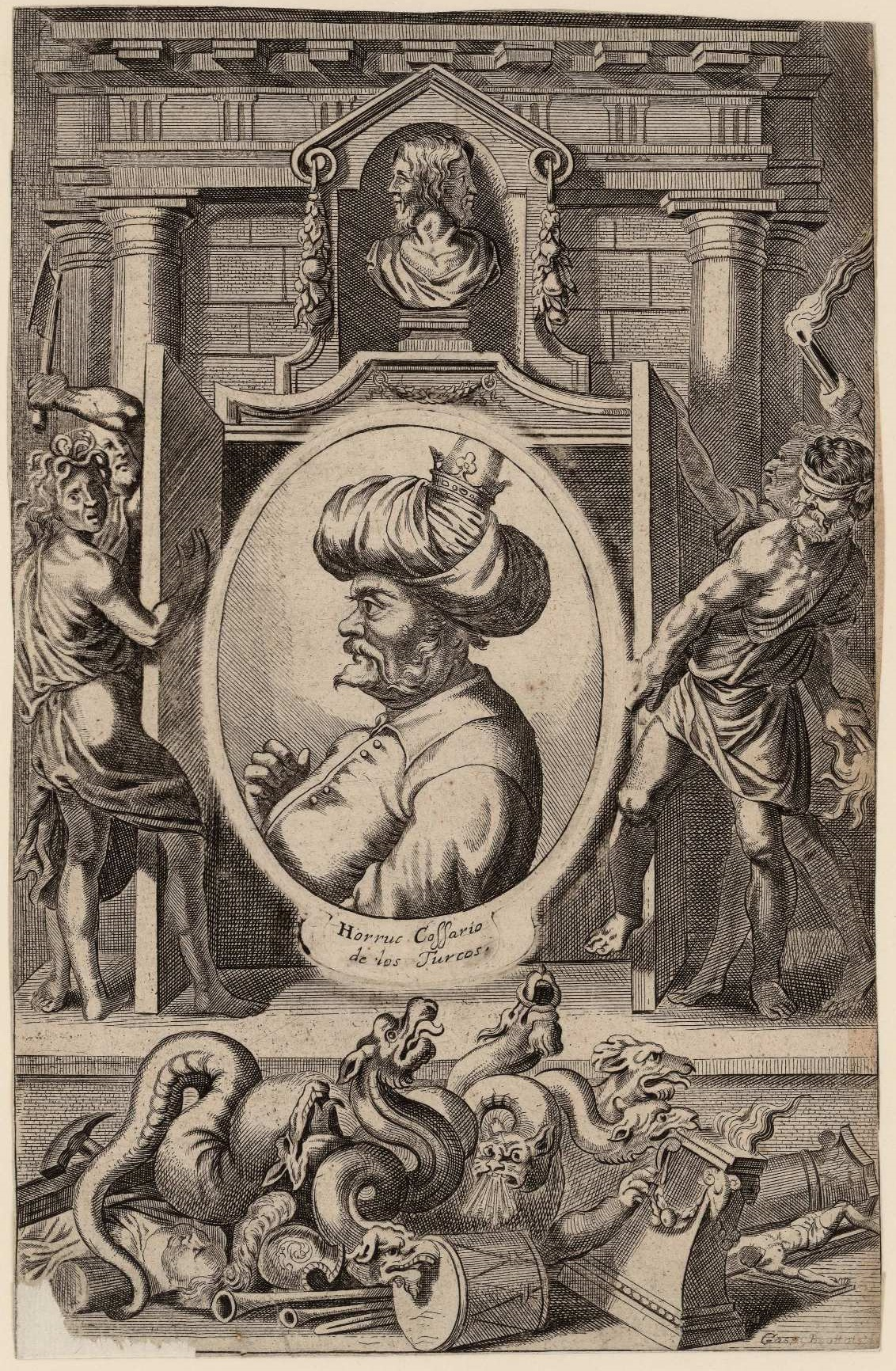
Gaspar Bouttats: Retrato de Horruc (Aruj, Baba Aruj, Barbarroja), aguafuerte, 1681. Inscripción: "Horruc Cossario de los Turcos". Biblioteca Nacional de España.

Desde muy antiguo —como atestigua la campaña llevada a cabo por Julio César contra los piratas— y organizadamente desde el siglo XIV, el mar Mediterráneo conoció numerosas incursiones de piratas y corsarios turcos y berberiscos que atacaban las naves y costas europeas en medio del conflicto entre el Cristianismo y el Islam, que culminó con la conquista cristiana de Granada y la turca de Constantinopla, Chipre y Creta.
Los berberiscos contaban con los importantes puertos de Tánger, Peñón de Vélez de la Gomera, Sargel, Mazalquivir y los bien defendidos en Túnez y Argelia, incluso Trípoli, desde los que atacar cualquier punto del sur europeo y refugiarse con rapidez llevando los rehenes por los que se pedía rescate, mientras que en la costa atlántica se fundó en el puerto marroquí de Salé un estado pirata, la República de las Dos Orillas, que saqueó entre otros objetivos el sur de Inglaterra y de Irlanda.
Debe tenerse en cuenta que la piratería a naves cristianas era considerada por los berberiscos una forma de Guerra Santa y, por tanto, noble y ejemplarizante.
Desde estas fortalezas, los berberiscos atacaban los puertos del sur de la península ibérica, el archipiélago de las Baleares, Sicilia y el sur de la península itálica. Tanto es así que el cronista Sandoval escribió: «Diferentes corrían las cosas en el agua: porque de África salían tantos corsarios que no se podía navegar ni vivir en las costas de España».
Puede sorprender que un peligro tan grande durara tantos siglos, especialmente sabiendo que aquellos puertos no eran partes de un Estado centralizado (el poder de los sultanes era nominal) y el tribalismo predominaba en la región, dividiendo las fuerzas frente a un ataque de Europa. Autores como Ramiro Feijoo puntualizan que aquella región tenía un escaso o nulo valor económico para las monarquías de Zaragoza o Valladolid. Sin embargo, la situación cambió con la firma de la Paz de Lyon en 1504 y los ataques berberiscos a Elche, Málaga y Alicante en 1505.
Los especialistas consideran un error pensar que la península ibérica sufría muchos más ataques que la Itálica. No obstante, la primera contaba con el conocimiento de la lengua, las costas y las costumbres de los andalusíes que habían abandonado la península con la Reconquista. Muchos de ellos se convirtieron en guías, lenguas (esto es, traductores o trujimanes), adalides, leventes o incluso capitanes y, ya en tierra, contaban con la connivencia de los otros andalusíes que reclamaban, e incluso varios musulmanes actuales siguen reclamando, aquella tierra invadida como suya. De esta manera, las viejas incursiones medievales, como la cabalgada o la algarada, vuelven a practicarse desde el mar.

Mercado de Esclavos en la isla de Djerba, Túnez.

En los primeros años del siglo aparece un personaje que, apoyado por los gobernantes otomanos y bereberes, se dedicó a atacar numerosas naves europeas, principalmente españolas e italianas: era Aruj Barbarroja. Este corsario llegó incluso a recibir de manos del rey de Túnez, en 1510, el gobierno de la isla de Djerba, desde donde siguió organizando pillajes y ataques, tales como la conquista de la ciudad de Mahón en 1535. Tras su muerte, su hermano Jeireddín, que había heredado de él el apodo de Barbarroja, llegó a empequeñecer la leyenda de Aruj. Tanto es así que el abad Pierre de Brantôme, en su libro sobre la Orden de Malta, escribió de él: «Ni siquiera tuvo igual entre los conquistadores griegos y romanos. Cualquier país estaría orgulloso de poder contarlo entre sus hijos.»
La mayor parte de las naves berberiscas eran galeras de poca altura, propulsadas por remos, o jabeques. Los remos eran bogados por multitud de esclavos no musulmanes, algunos raptados de países europeos y otros comprados en el África Subsahariana. La galera generalmente tenía un solo mástil con una vela cuadrangular. Las acciones berberiscas fueron aumentando en número y osadía, llegando a tomar posesiones en Ibiza, Mallorca y en la propia España peninsular con ataques en Almuñécar o Valencia. Bien es verdad que muchas de estas acciones culminaban con éxito gracias a la cooperación que los argelinos y tunecinos obtenían de los moriscos, hasta que fueron expulsados por Felipe III.
Pese a ser el Atlántico el principal foco de atención de los Austrias, las acciones en el Mediterráneo nunca se descuidaron. Actualmente toda la costa mediterránea española está todavía jalonada por torres de vigilancia (desde donde una siempre divisa otras dos) y torres de guardia para defender las costas (un ejemplo es Oropesa del Mar, en Castellón). Estos piratas dieron origen a una frase que ha perdurado desde entonces: «No hay moros en la costa». Lo mismo que las acciones de la que hoy llamaríamos sociedad civil, para aliviar el sufrimiento de los cautivos y sus familias con la fundación de la orden de los Mercedarios dedicados únicamente a reunir rescates.
Pero no se debe caer en la idea de que los reyes españoles se limitaban a desplegar una estrategia defensiva. Las operaciones que culminaron con la toma de Túnez y la de Argel por Carlos V y Juan de Austria, incluso la misma Batalla de Lepanto protagonizada por este último estratega, fueron los principales y más grandes intentos de combatir esta piratería que suponía un auténtico martirio para España y otras naciones europeas.
El apogeo de la piratería berberisca llegó en el siglo XVII. Gracias en parte a las innovaciones del diseño naval introducidas por el renegado cristiano Zymen Danseker de origen holandés y el pirata John Ward de origen inglés, los corsarios norteafricanos extendieron sus ataques prácticamente por todo el litoral del Atlántico Norte. De esta época datan ataques tan al norte como en Galicia, las islas Feroe e incluso Islandia. Es posible que incluso alguno de estos barcos hubiese alcanzado las costas de Groenlandia de forma puntual.

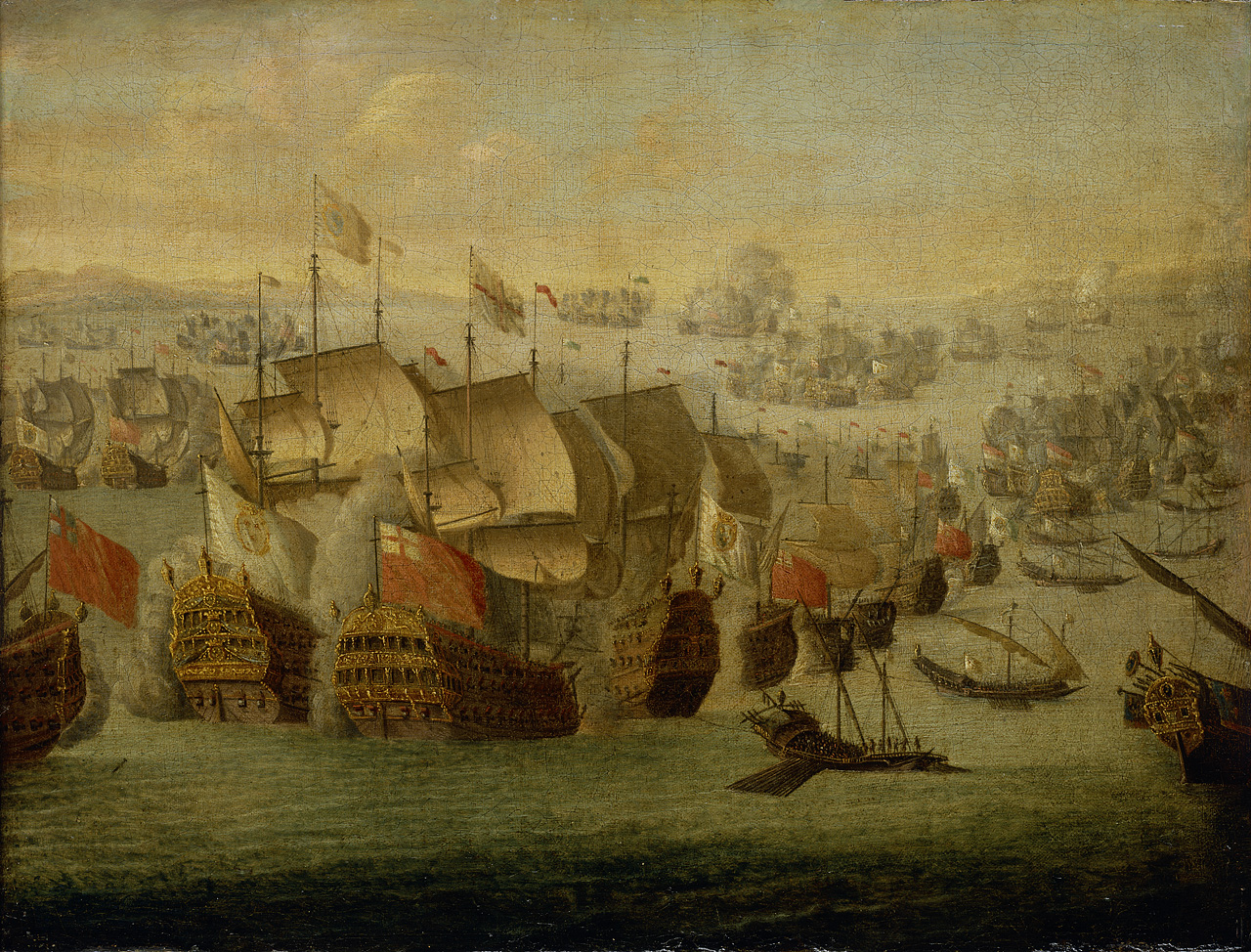
La batalla de Málaga en 1704 fue el mayor combate naval de la Guerra de Sucesión Española. Cuadro del National Maritime Museum, London.

Los nuevos barcos corsarios que navegaban por el mar Mediterráneo y en el Atlántico Norte eran de los denominados Berton en Francia y Bertone en Inglaterra, Italia y en algunas regiones de Francia; estos barcos históricamente desplazaron a las tradicionales galeras utilizadas en la flota del Imperio otomano y por las Repúblicas Marítimas como Venecia y Génova. Los barcos Bertone pertenecían a las flotas de piratas ingleses y berberiscos que constituyeron alianzas con base en puertos del norte de África, en Túnez, Argelia y Trípoli. Estas innovaciones del diseño naval en los Bertone correspondían a la utilización de tres mástiles y el nuevo diseño de perfil del casco redondeado de tabla alta, que incrementaba la velocidad de desplazamiento y extendía la navegación de marítima a oceánica; además les permitía navegar desde los meses cálidos hasta la estación invernal inclusive, lo cual no era posible en la época de las galeras, que solamente eran utilizadas con eficacia en la estación estival; por otra parte, el tipo de velas y aparejos les permitía enfrentar la variedad de vientos presentes en esas latitudes. Todo este conjunto de mejoras impulsó un notable avance en las técnicas de navegación en el Mediterráneo, Atlántico Norte y el Caribe.
En el siglo XVIII la práctica, lejos de decrecer, se mantuvo e incluso aumentó en algunos momentos gracias a la disminución del dominio marítimo español sobre el Mediterráneo occidental con la pérdida de Orán y Mazalquivir durante la Guerra de Sucesión Española en 1708. Aunque estas dos ciudades se recuperaron en 1732.
Las acciones de los piratas berberiscos no remitirían hasta comienzos del siglo XIX, cuando países como Gran Bretaña, Francia y los Estados Unidos cesaron de pagar tributos a los reyes berberiscos y comenzaron a realizar campañas de castigo contra la base pirata de Argel. Ésta vio destruida gran parte de su flota en 1816, y en 1830 cayó ante las fuerzas francesas, que la usarían como punto de partida para crear la colonia de Argelia a lo largo del siglo siguiente. La presión internacional y la decisión del Imperio otomano de acabar con esta práctica, llevaron al fin de la piratería en Marruecos, Túnez y Tripolitania en los años siguientes.
La caída de Argel asestó un golpe mortal a la actividad corsaria en el Mediterráneo, que fue menguando a medida que perdía sus bases, aunque no cesó completamente hasta el siglo XX.

#### Corsarios cristianos

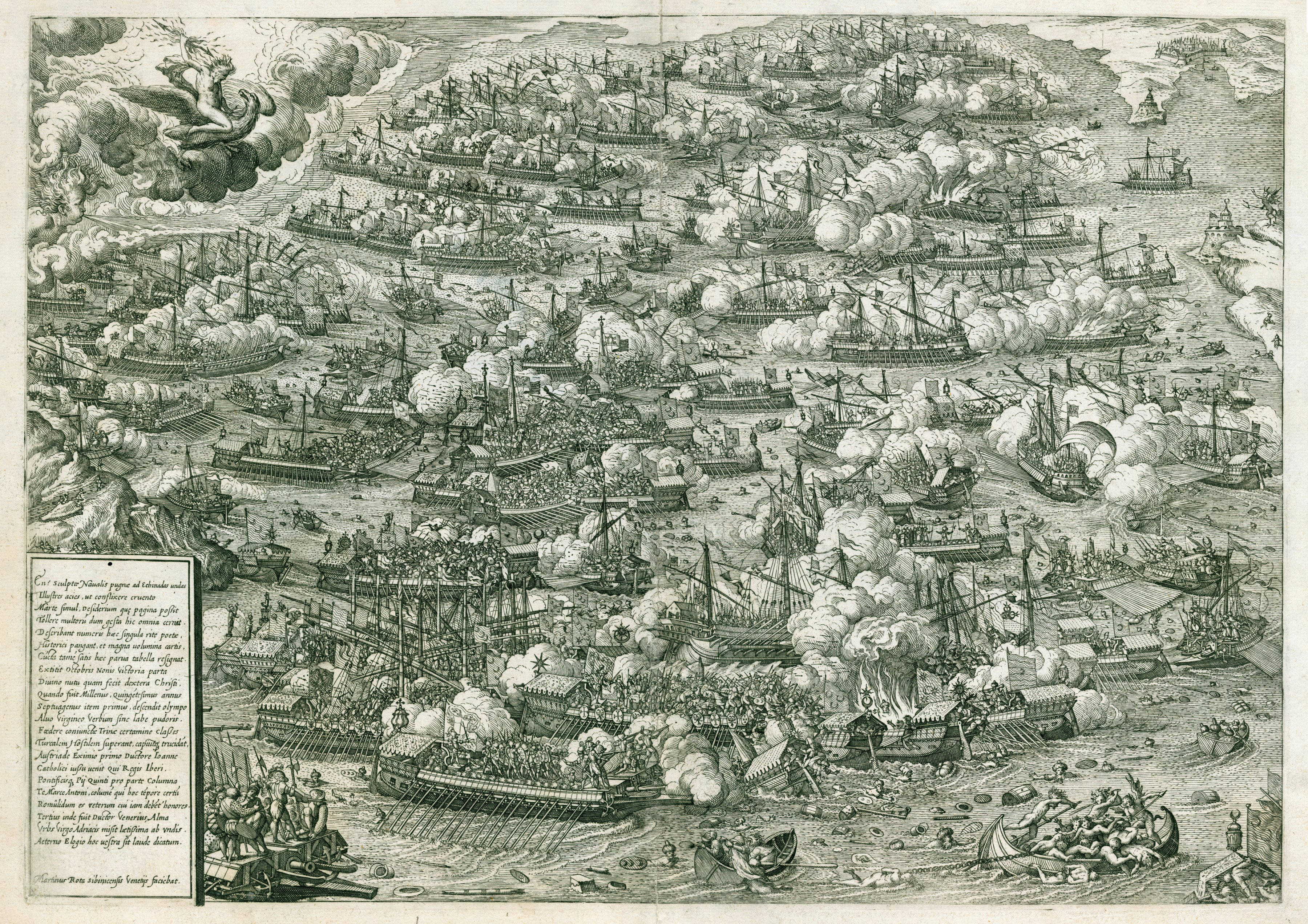
La batalla de Lepanto de 1571, grabado realizado en 1572 por Martino Rota.

Los corsarios cristianos también atacaban los navíos musulmanes bajo las órdenes de los reyes cristianos. Desde las posesiones españolas de Italia solían reclutar militares para ejercer de corsarios en el mar Egeo y el Norte de África. Los navíos españoles, al mando de veteranos de las guerras imperiales de los Austrias, operaban unas veces por su cuenta dando caza a los bajeles musulmanes, y otras se agrupaban para asaltar y saquear ciudades e islas. El más conocido de estos corsarios es Alonso de Contreras, que además dejó en su autobiografía (Vida del capitán Contreras) un relato pormenorizado de las luchas que vivió entre 1597 y 1630.
El 7 de octubre de 1571, las flotas cristiana y otomana entablaron la Batalla de Lepanto, que resultó en una victoria aplastante de la flota cristiana, mientras que la flota otomana fue en gran parte destruida. En la percepción popular, la batalla en sí se hizo conocida como uno de los puntos de quiebre decisivos en la larga lucha otomano-cristiana, ya que puso fin a la hegemonía naval otomana en el mar Mediterráneo oriental y que se había extendido al occidental.

#### Corsarios franceses
Como se ha indicado anteriormente, todas las naciones europeas, excepto España y Portugal, quedaron fuera del reparto de tierras y comercio con las colonias americanas; este solo lo podía realizar la Casa de Contratación con sede en Sevilla.
Pese a que durante muchos años los monarcas de España y Portugal trataron de mantener en secreto lo descubierto en América, en 1521 piratas franceses a las órdenes de Juan Florin lograron capturar parte del famoso Tesoro de Moctezuma, abriendo toda una nueva vía para asaltos y abordajes en busca de fabulosos botines. Tanto es así que al cabo de San Vicente los españoles comenzaron a llamarlo El cabo de las Sorpresas.
Sin embargo, los españoles aprendieron pronto a defenderse de los piratas franceses, más tarde ingleses, y empezaron la construcción de los impresionantes galeones, mucho más armados que los navíos piratas y preparados para frustrar el abordaje con una descarga de sus enormes y numerosas piezas de artillería.

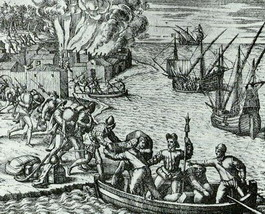
Jacques de Sores saquea y quema La Habana en Cuba.

Ante estos, los corsarios franceses y algunos pocos españoles enrolados con ellos probaron a cruzar el Océano y asentarse en las islas del Caribe donde pudieran atacar pequeños barcos y poblaciones indefensas. Es el caso de Jacques de Sores y Diego Ingenios, que sitiaron Nueva Cádiz y llegaron a capturar a su gobernador, Francisco Velázquez. El corsario francés Jacques de Sores fue quien el 10 de julio de 1555 saqueó y quemó La Habana. También es el caso de la ciudad hondureña de Trujillo, que fue saqueada y arrasada por los piratas en varias ocasiones pese a los refuerzos enviados (sorprende que con tantos ataques, dicha ciudad siga existiendo en la actualidad).
A partir del siglo XVII con la aparición de un nuevo diseño de barco, los denominados Bertone, inicialmente en el mar Mediterráneo, luego en el Atlántico Norte y por último en el mar Caribe, los enfrentamientos cambiaron en lo referente a las tácticas del combate naval. Con el tiempo la maniobrabilidad y agilidad de los bertones mejoró aún más y cerca del año 1650 comenzaron a producirse confrontaciones incluso con navíos del porte de los galeones. El avance también se consiguió en la artillería, puesto que los nuevos barcos estaban dotados de cañones de hierro, de fabricación muy económica con respecto a los cañones de bronce usados hasta finales del siglo XVI y principios del siglo XVII, y por lo tanto era común una dotación de 30 o más cañones por barco, con lo cual se incrementaba enormemente su poder de fuego, al estar instalados rodeando la cubierta del barco en su totalidad, siendo operados por una dotación de unos 50 a 60 efectivos, sobre una tripulación total de 90 a 100 corsarios o piratas.
En el siglo XVII el trópico de la América hispana se convirtió en el escenario donde actuaban a destajo los corsarios y piratas, a menudo amparados por los grandes países de Occidente, principalmente Francia, Inglaterra y Holanda. Las posesiones de España en esa región que era denominada el Spanish Main, constituían todas las zonas costeras que daban al mar Caribe, de Centroamérica y su extensión hacia el norte y el sur del continente.
El libro de Lucena Salmoral "Piratas, corsarios, bucaneros y filibusteros", indica que: «La piratería descendía con las firmas de tratados de paz, que hacían menos necesarios a los buitres del mar. Así pasaban de los honrosos corsarios a ser filibusteros y finalmente a viles piratas, a los que persiguieron y castigaron sin piedad en los siglos XVII y XVIII, cuando ya no eran necesarios».

#### Corsarios ingleses

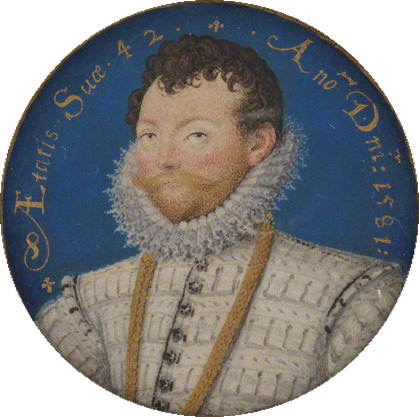
Retrato en miniatura de Francis Drake (1540-1596) realizado por Nicholas Hilliard en 1581, año en que fue armado caballero (Knight Bachelor) por Isabel I de Inglaterra en recompensa por sus servicios a la Corona inglesa.

Más tarde surge como nuevo pirata la figura del corsario inglés, una clase social sui géneris, especializada en el robo marítimo, en el saqueo de ciudades, puertos y mercancías. Los corsarios disfrutaban de lo que se llama patente de corso, es decir, «licencia para robar y saquear» con la autorización explícita del rey u otro gobernante. Esta patente era privilegio de Inglaterra y Francia, que tenían a sus corsarios institucionalizados y cuya actividad se convierte en lícita en tiempos de guerra. De esta manera, los piratas clásicos se van haciendo corsarios, que es una postura más cómoda, pues actúan siempre dentro de un orden legitimado y bajo la protección de la ley.[cita requerida]
La percepción de los corsarios depende obviamente del observador: para los atacados son simplemente piratas, o mercenarios sin escrúpulos, mientras que para sus connacionales son patriotas e incluso héroes.[cita requerida] En Inglaterra, la piratería se convirtió en un negocio legítimo. Fue Enrique VIII el primer monarca que expidió las patentes de corso. Más adelante, la reina Isabel I se convertiría, por este medio, en «empresaria marítima», otorgando las patentes a cambio de parte del botín conseguido.
Asimismo debe tenerse en cuenta que estos corsarios muchas veces eran comerciantes que vendían productos muy necesarios para los colonos y compraban a buen precio los artículos que estos debían vender exclusivamente a la Casa de Contratación. Por lo tanto, en muchas ocasiones, la presencia permanente de piratas en el casi despoblado Caribe insular era bien vista, e incluso necesaria, tanto para los habitantes como para las élites españolas residentes en América. Es el caso de John Hawkins que vendió esclavos llevados desde África y compró especias, principalmente azúcar y tabaco, a mucho mejor precio que el pagado en Sevilla.

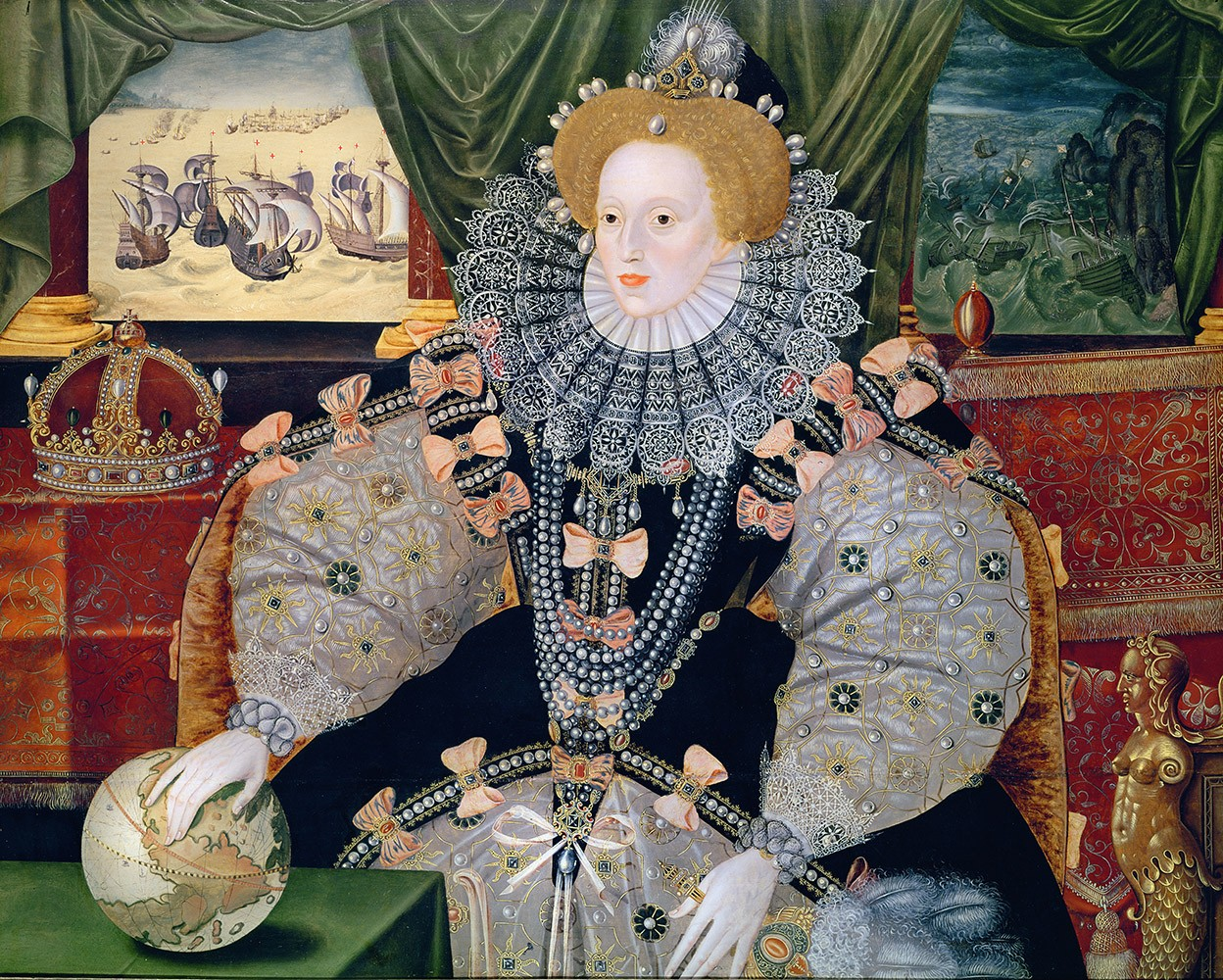
Retrato de Isabel I, conmemorando la derrota de la Armada española en 1588 (representada en el fondo). Obsérvese el globo terráqueo bajo la mano derecha de la reina, símbolo de su eventual poder mundial. Al año siguiente, 1589, la Armada española obtuvo una contundente victoria sobre la Armada inglesa.

En algunos casos, después de expirada la licencia o acabada la guerra, los corsarios vuelven a actividades privadas como ricos burgueses que incluso son condecorados. En Inglaterra existen monumentos levantados a algunos corsarios, considerados como héroes. El más famoso de los corsarios del siglo XVI es, sin duda, Francis Drake, insigne almirante, honrado por su reina en agradecimiento a los servicios prestados y elevado a la categoría de sir. Sobrino de otro pirata, también ennoblecido por la reina, John Hawkins, juntos asaltaron Veracruz en 1568, cuando aún carecía de fortificaciones. Drake tiene en su haber el más cuantioso botín registrado en la historia: dos buques españoles que transportaban oro y plata americanos desde Nombre de Dios, lo que le supuso que Isabel I lo armara caballero.[cita requerida]
Walter Raleigh  inició en 1617 una expedición en la Guayana (actual Venezuela), donde esperaba descubrir minas de oro, y tomó posesión de parte de ese país en nombre de Inglaterra. Tras destruir algunos establecimientos españoles en el río Orinoco, fue detenido a solicitud de Felipe III de España y luego decapitado en la Torre de Londres.
Sin embargo, no todos los corsarios consiguen el título de caballero. Algunos de ellos, una vez acabado el conflicto que propició la expedición de su patente, continúan su actividad convertidos en simples piratas. Una vez más se repite: de corsarios a filibusteros y finalmente piratas, citando las palabras de Lucena Salmoral.
El siglo XVI será un siglo de fomento entre los corsarios y piratas, del asalto y captura de los galeones españoles y el apresamiento de sus hombres. En Dover se llegan a pagar 100 £ en pública subasta por hidalgo capturado.[cita requerida]
Surge igualmente una actividad nueva: los piratas o corsarios se hacen negreros y se apoderan en África de seres humanos para vender y esclavizar. Figura del esclavista británico más sobresaliente de este momento es el ya citado John Hawkins, que pobló de negros africanos toda el área del Caribe.
En 1709, 110 corsarios al mando de Woodes Rogers y Stephen Courtney (el famoso William Dampierre, «el pirata literario», que ya había estado en Guayaquil integraba también el grupo) entran en Guayaquil y se presentan como «negreros», y al ver el miedo dibujado en el rostro del corregidor, Jerónimo de Boza y Solís, no solo exigieron 40 000 pesos de rescate por dos rehenes que se llevaron, sino que se entregaron al pillaje durante cinco días, llegando a acumular 60 000 pesos en joyas y dinero a más de una enorme cantidad de víveres y objetos.

#### Piratas del Caribe

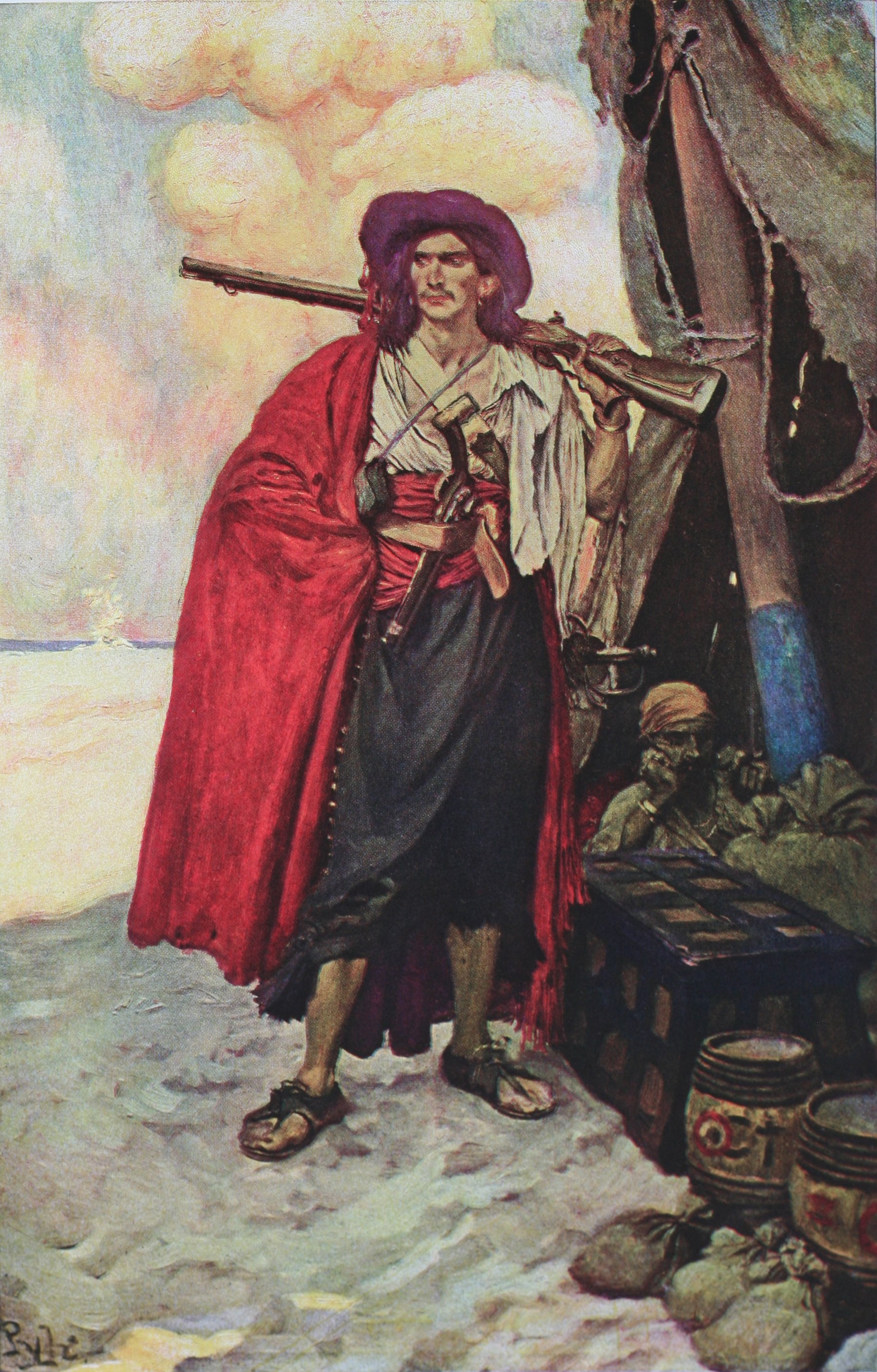
Ilustración de un pirata por Howard Pyle.

La Ruta de las Indias que seguían las embarcaciones españolas, cruzaba el océano Atlántico rumbo a Cuba o a La Española. De estas islas partían rutas hacia el continente: a Veracruz, Portobelo, Maracaibo, La Guaira,  y Cartagena de Indias.
Durante los primeros siglos del dominio español en América, los piratas que intentaban, y en muchos casos lograban, robar valiosos cargamentos de oro y otras mercancías procedentes del Nuevo Mundo abundaron en el mar Caribe, que presentaba un lugar ideal para la actividad por su abundancia de islas en las que los piratas podían refugiarse. Hay que tener en cuenta que los Reyes Católicos permitieron en 1495 a todos sus súbditos tripular naves a las recién descubiertas Indias, lo que hizo que muchas embarcaciones se lanzaran al Atlántico sin la debida preparación, siendo fácil presa para los lobos del mar.
Felipe II ordenó que ningún barco hiciera la Ruta de las Indias sin protección para evitar el ataque de los piratas a los navíos españoles. Para ello optó por la formación de convoyes en los que las carabelas y las naos eran escoltadas por los poderosos galeones y carracas, llamado Sistema de flotas y galeones.
Este sistema constituyó un gran éxito si nos atenemos a la proporción de flotas fletadas (más de cuatrocientas) frente al de flotas atrapadas (dos), que da un porcentaje de capturas de un 0,5%, y ninguna de estas dos se debió a la acción de los piratas o corsarios, sino a la de Marinas de guerra pertinentemente armadas.

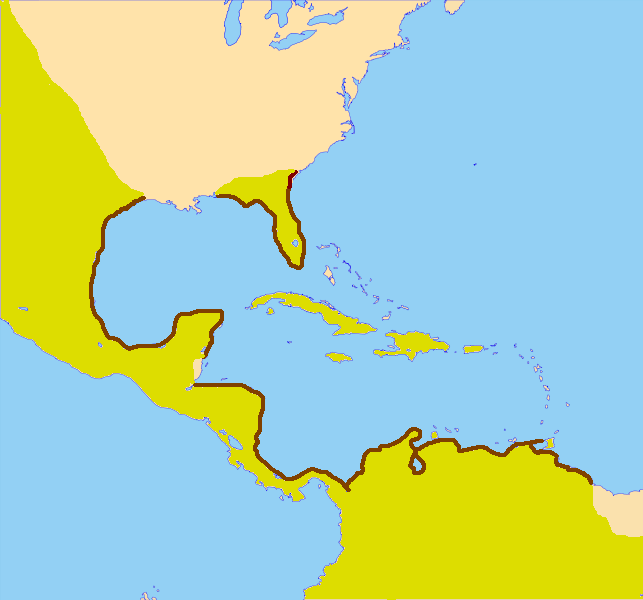
El Spanish Main, la región costera continental de las posesiones españolas que daban al mar Caribe. Principal lugar desde donde salían los navíos que llevaban las riquezas extraídas de América para España.

En cualquier caso, en el siglo XVII el trópico de la América hispana se convirtió en el escenario donde actuaban a destajo los lobos del mar, a menudo amparados por los grandes países de Occidente (principalmente Inglaterra, Francia y Holanda).
Como se ha indicado, se llamó corsarios a los que actuaban por cuenta de sus reyes, quedándose con parte del botín. Por su lado, los simples aventureros y ladrones fueron conocidos con el nombre genérico de bucaneros, pues sus tripulaciones se nutrían de habitantes de las islas que preparaban y vendían carne al bucán, es decir, ahumada. Sembraron el terror y la desolación en las poblaciones situadas en el Golfo de México y el Caribe. Veracruz, San Francisco de Campeche, Cuba, Santo Domingo, Cartagena de Indias, Honduras, Venezuela, Panamá y Nicaragua fueron los lugares más castigados, víctimas de saqueos, asaltos y asesinatos.
Resaltan las figuras del galés Henry Morgan, de los franceses El Olonés (de nombre Jean David Nau) y Michel de Grammont , el neerlandés Laurens de Graaf, Lorencillo (llamado así por su corta estatura; otros hacen referencia a él como Lorent Jácome), todos ellos piratas sin escrúpulos. Los peores asaltos que se recuerda fueron: Maracaibo por El Olonés, Veracruz por Grammont y Lorencillo y Portobelo por Morgan.
Pero esta situación fue cambiando a medida que las colonias iban aumentando en población, y la metrópoli fue invirtiendo en la flota, defensas y guarniciones. De esta forma, a finales del siglo XVI los principales piratas y corsarios habían muerto o estaban prisioneros:
- Richard Grenville fue derrotado y muerto en 1591 en las Azores.
- Thomas Cavendish fracasa en una expedición y fallece en 1592 posiblemente aguas fuera de la isla Ascensión, África.
- David Middelton fracasa también en las Azores.
- George Clifford perdió 14 de sus 28 naves salidas de Plymouth en la Operación Raleigh en 1595; entre ellos cayeron John Hawkins y Francis Drake.
- Walter Raleigh, a quien el capitán Alonso de Contreras llamaba "Guatarral", fue condenado a muerte, sufrió suplicio y fue posteriormente decapitado en 1618.

El historiador británico J. B. Black lo expresó en una frase con tintes nostálgicos: «Los formidables escuadrones de corsarios, que antaño asolaron el Caribe, habían desaparecido».

#### Decadencia de la piratería caribeña
El desastre de la Armada Invencible produjo en España, y en especial en Castilla, una sensación de inquietud ante la indefensión frente a un posible contraataque de Inglaterra y las Provincias Unidas, lo que llevó a los procuradores a atender las demandas de Felipe II que solicitó y obtuvo 8 millones de ducados para nuevas naves y fortificaciones. Este nuevo impuesto fue conocido como Los millones y resultó terrible para los españoles en general y los castellanos en particular, especialmente para las clases más humildes, pero la cantidad fue abonada con creces.
Al año siguiente de la Armada Invencible, los ingleses atacaron Galicia con la Invencible Inglesa, cosechando una absoluta derrota, hasta el punto de determinar el resultado final de la Guerra anglo-española (1585-1604),[cita requerida] resultado materializado en el Tratado de Londres de 1604 en el que España ganaba la guerra definitivamente. Por otra parte, las fortificaciones en América, como la inexpugnable Cartagena de Indias, fueron reforzadas por los mejores arquitectos del Imperio (como Bautista Antonelli), poniéndole la tarea mucho más difícil a los piratas.

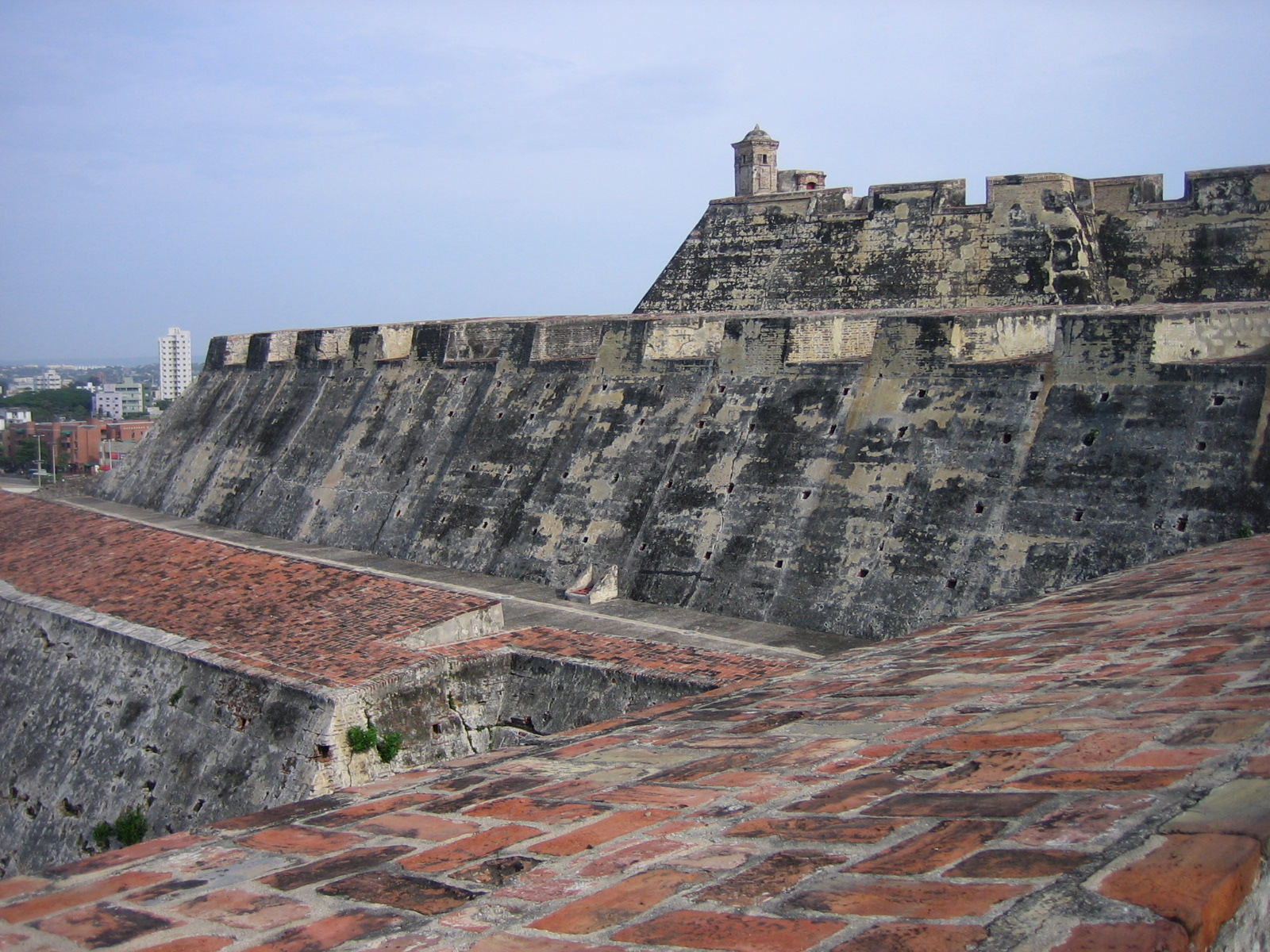
Fuerte de Cartagena de Indias, Colombia. Las impresionantes fortificaciones de esta ciudad fueron reparadas y reforzadas por los mejores arquitectos militares, como Bautista Antonelli.

En el siglo XVII aparece una serie de aventureros que llenan las costas americanas y que van en busca de fortuna. Son mercaderes y negreros, bandidos y contrabandistas. Navegan por iniciativa propia pero con dispensa pública de sus gobiernos respectivos. Se dedican casi exclusivamente al saqueo de las riquezas obtenidas por los españoles, para su propio provecho. A estos nuevos piratas, en España, se les llama herejes luteranos por sus actividades, que se consideran no solo ilegales, sino violadoras de la fe católica. Tenían su cuartel general en las colonias inglesas de Jamaica y Barbados. La isla de Jamaica llegó a ser la isla más rica y fuera de la ley del mundo; fue gobernada por Henry Morgan desde 1674, luego de ser nombrado caballero por el rey Carlos II, quien le otorgó el cargo de Gobernador de Jamaica, su principal función era la de administrar los bienes de la Corona inglesa y combatir el aumento de la piratería en la zona, por parte de corsarios y piratas franceses. Los piratas ingleses se adueñaron de esas costas por espacio de 200 años.
Algunos autores, películas y obras literarias consideran que la piratería fue un factor decisivo en la decadencia del Imperio español. Así Gonzalo Torrente Ballester, en su novela Crónica del rey pasmado, pone en boca de un personaje que la única preocupación para que la Flota de Indias llegara entera a Cádiz era que los corsarios ingleses no llegaran primero. Sin embargo, esa opinión no es unánime y muchos autores estiman que «la piratería tuvo muy poca influencia en la marcha del Imperio».
- Wolfram Zu Mondfeld[1] opina que la causa del empobrecimiento la tuvo la opresión económica creada por el monopolio de comercio con la metrópoli, monopolio ostentado por la Casa de Contratación. A esto, Zu Mondfeld une la limitada capacidad productiva de España, que no podía atender todas las demandas de utensilios, herramientas, enseres y demás mercancías demandados por unas colonias que la superaban en mucho en extensión y población.
- Germán Vázquez Chamorro hace hincapié en que muchos de los más famosos piratas (como Anne Bonny o Mary Read) realmente atacaban barcos pesqueros o chalupas de escaso o nulo valor para la Corona española.[37]
- Este mismo autor, comentando el libro de Lucena Salmoral Piratas, corsarios y filibusteros,[38] indica que la piratería descendía con las firmas de tratados de paz, que hacían menos necesarios a los buitres del mar. Así pasaban de los honrosos corsarios a filibusteros y finalmente a viles piratas, a los que persiguieron y castigaron sin piedad en los siglos XVII y XVIII, cuando ya no eran necesarios.
- Mariano González-Arnao hace ver que la posibilidad de que un barco pirata con 20 o 30 hombres pudiera capturar un galeón con 168 arcabuceros/mosqueteros (más artilleros y marineros) solo se puede dar en obras de ficción.[31]
- J. B. Black se suma a estos puntos de vista de la siguiente manera:

En las guerras entre España e Inglaterra, únicamente el ataque a las naves sueltas tuvo algún éxito. Las Flotas del Tesoro triunfaron por su perfecta organización y porque los españoles tenían un perfecto servicio de información. Admitamos que, aparte de las presas menores, los marinos ingleses sólo en una ocasión pudieron interceptar o apresar una de aquellas codiciadas flotas.

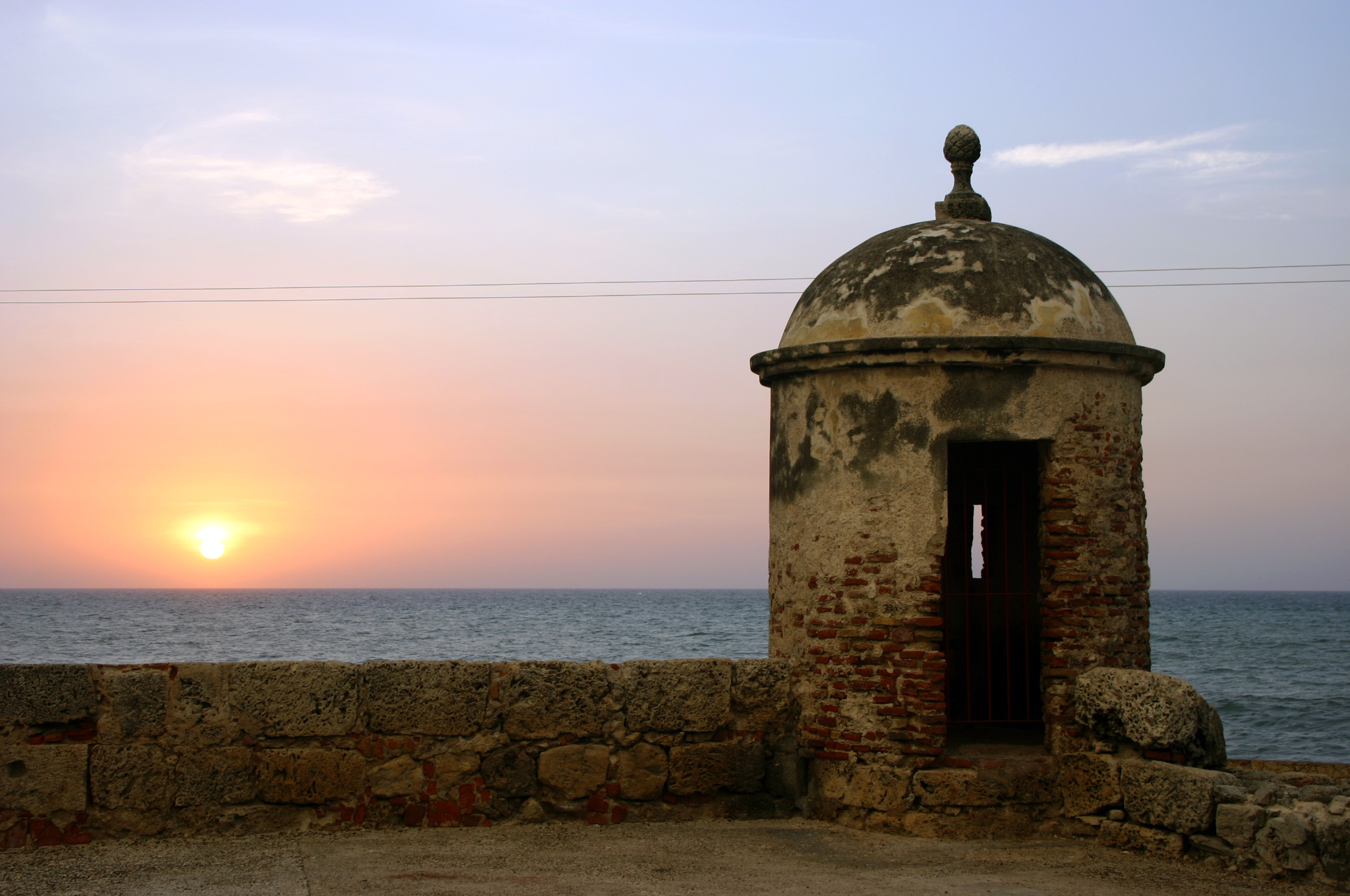
Fuerte de Cartagena de Indias, Colombia. En contra de la creencia popular, ni los piratas ni los marinos de otras naciones pudieron llegar a capturar siquiera el 1% de las flotas que salieron desde el puerto caribeño.

En opinión de estos historiadores, el empobrecimiento causado por los bandidos del mar, pese a tener puntos de verdad, es más una deformación fruto de la literatura y la filmografía.
En la Isla de la Tortuga (frente a las costas de Haití, rodeada de islotes, lo que hace que, a veces, sea mencionada en plural como Las Tortugas), los bucaneros tuvieron una base internacional durante los siglos XVII y XVIII. Formaban una asociación llamada Cofradía de los Hermanos de la Costa. No se conoce el preciso origen de esta cofradía, pero se sabe que llegó a elaborar una constitución que regiría sus vidas. Se presume que era transmitida por tradición oral, ya que no se han encontrado registros escritos al respecto. Tales preceptos son:
— «Ni prejuicios de nacionalidad ni de religión». En este punto, la coincidencia es general. Convivían perfectamente católicos con protestantes e ingleses con franceses. Se privilegia la individualidad como materia de crítica. Las guerras europeas y sus odios no llegan a la Isla de la Tortuga. No hay países, hay hermanos, pero cabe destacar que existían diferencias lingüísticas que separaban a algunos grupos.
— «No existe la propiedad individual». Entendiéndose por esto la propiedad de un determinado terreno. Quiere decir que la isla es de todos y para todos; cabe destacar que los barcos de la cofradía tampoco tenían un propietario fijo.
— «La Cofradía no tiene injerencia en la libertad de cada cual». Quiere decir que no habría impuestos ni imposiciones de trabajos forzados ni código penal. Cualquier problema entre hermanos debía solucionarse solamente entre ellos. La participación en travesías es completamente voluntaria y no existirá obligación alguna cuando llegue la hora de componer tripulaciones o armar un ejército.
— «Si un cofrade abandona la sociedad, jamás será perseguido». Esta ley permitía libertad absoluta para abandonar la cofradía en cuanto su integrante lo decidiera o volver a entrar si lo quería.
— «No se admiten mujeres». Esta ley solo se aplicaba a la restricción de mujeres blancas en la isla, ya que representaban un tipo de propiedad individual. Esta ley evitaba que se formaran formas de vida estables que pusieran en peligro la libertad adquirida. Solo se admitían mujeres negras y esclavas, puesto que las esclavas no eran consideradas personas que pudiesen «apresar» a un hombre en tareas indignas para un hermano.

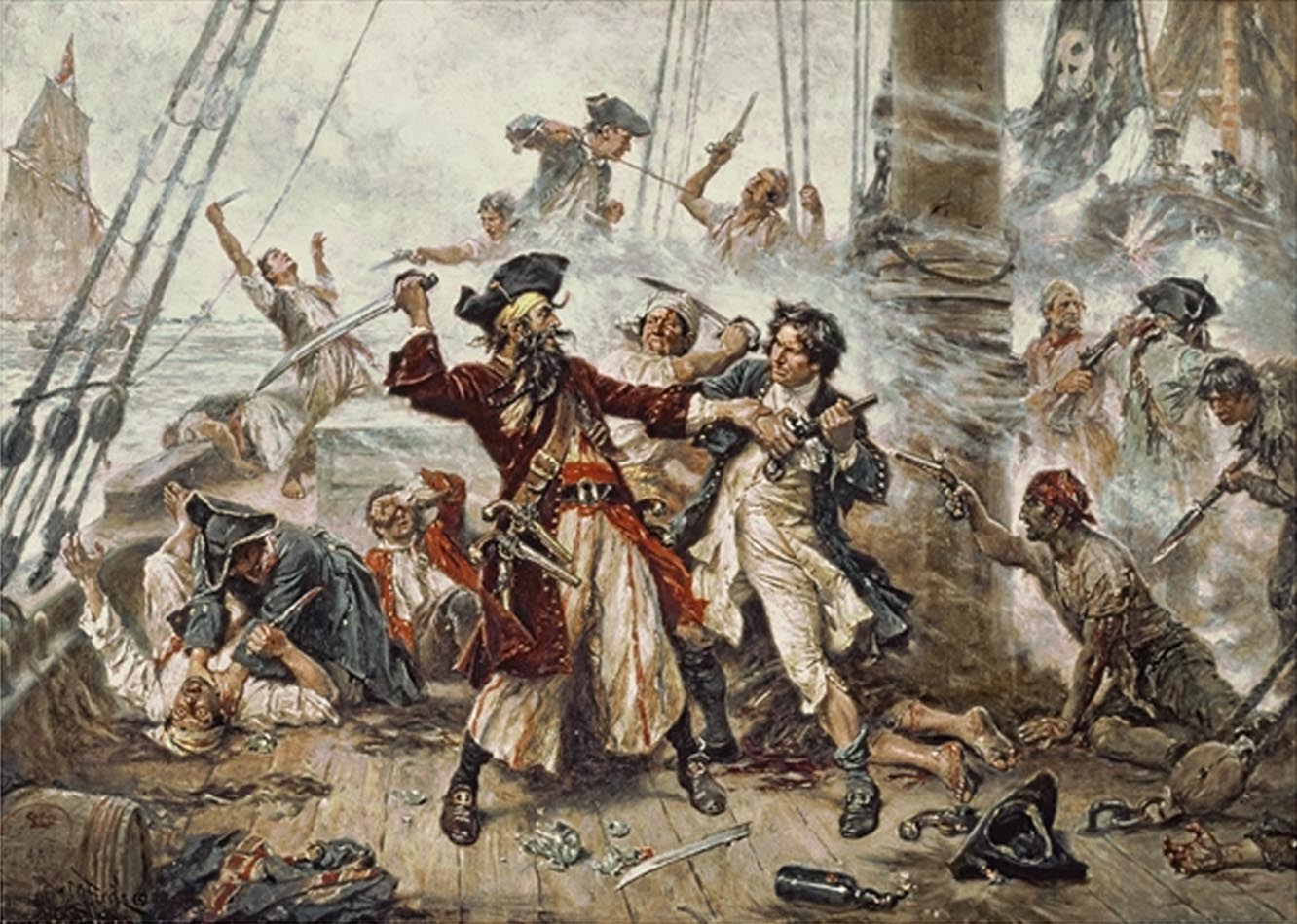
Pintura de Jean Leon Gerome Ferris (1863–1930), que interpreta la batalla entre Barbanegra y el teniente Robert Maynard.

El espíritu libertario de esta hermandad se modeló necesariamente en las propias características de las vidas que habían llevado sus componentes: proscritos, forajidos y a los tipos más crueles que se presentasen, gente por lo general perseguida, atormentada y desarraigada, formularon leyes que fomentaban la libertad de su propia sociedad. Los nombres más conocidos de esta época son los de Michel de Grammont, Pierre Legrand, Henry Morgan, El Olonés, Roche Brasiliano, Bartholomew Roberts y Edward Low. Muchos colonos insatisfechos con el provecho que sacaban a sus tierras y deseosos de enriquecerse con rapidez, se les unieron en sus hazañas.
Lo más curioso de esta constitución es la total ausencia de deberes. La Cofradía solo teme a la omnipotencia, la dictadura, la tiranía. Los nuevos integrantes eran bienvenidos, ya que esta sociedad se hacía más fuerte cuanto más numerosa.
Hubo un pirata con vocación de escritor, llamado Alexander Olivier Exquemelin, que ha dejado un verdadero tesoro histórico en su obra Los piratas de América o Bucaneros de América. Describe a los piratas, la geografía por donde se movían, la historia de muchos de ellos, sociedad, costumbres y recompensas.
Otro tipo de bandidos del mar fueron los «filibusteros», especialistas tanto en el robo y pillaje de barcos españoles como en introducir mercancías de contrabando, sobre todo en Cuba y en las islas cercanas. No hay unanimidad respecto al origen de la palabra. Unos la derivan del inglés free booter, merodeadores del mar. Otros afirman que puede venir del nombre de los buques ligeros fabricados en la zona de Las Tortugas, muy veloces por su proa afilada, por lo que eran llamadas fly-boats y a los que los españoles llamaban filibotes. Existe una tercera versión, más inverosímil, que sostiene que pudo surgir de una hermandad pirata fundada en Las Tortugas, la hermandad de los hijos de los botes o filiboat. En cualquier caso, se trataba de tipos sin escrúpulos como sus anteriores colegas, pero tenían costumbres distintas, pues esta nueva especie liquidaba rápidamente el botín conseguido para empezar de nuevo la aventura del pillaje.

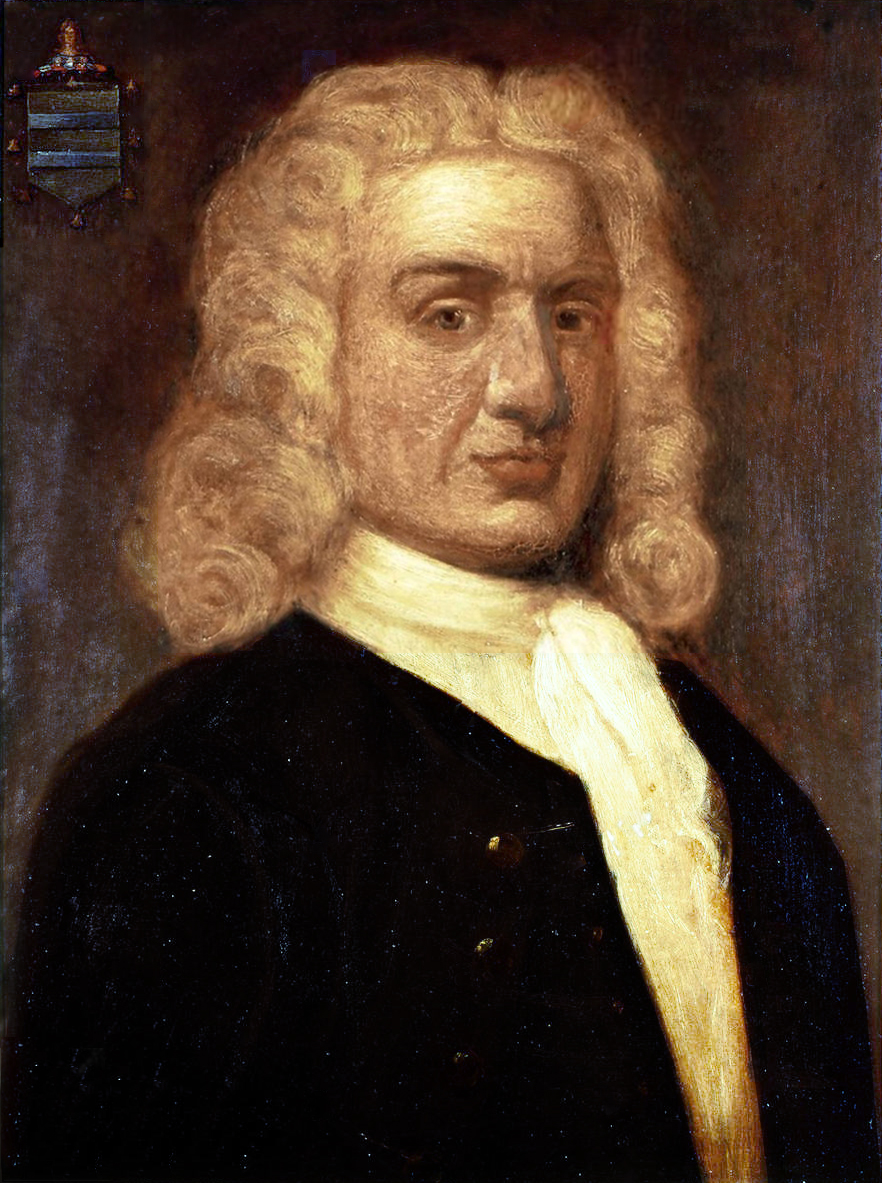
Retrato de William Kidd. Historiadores modernos no lo consideran pirata, debido a que actuó solo como corsario bajo patente de corso de Guillermo III de Inglaterra.

Tenían a gala un lema: «Contamos con el día en que vivimos y nunca con el que habremos de vivir». Belice fue un importante refugio filibustero durante el siglo XVII. Aunque pertenecía a la Capitanía General de Guatemala, los filibusteros encontraron fácil acomodo allí al estar su costa resguardada por arrecifes y de difícil acceso a través del continente.
A partir del año 1697, parte de la piratería se trasladó a América del Norte, con exponentes como Edward Teach, Stede Bonnet y Samuel Bellamy, y parte al continente asiático, al mar Rojo y la costa de Malabar, con su base de operaciones en la isla de Madagascar. En Asia, el nuevo escenario es el mar de la India. El corso británico vuelve a tomar la patente y surgen figuras como Henry Every o Avery y William Kidd. En el Extremo Oriente persiste la actividad de piratas portugueses, holandeses y británicos y sus andanzas visitan los mares de la India, China, Japón, Malasia y Borneo.
En ese mismo año de 1697, por el Tratado de Rijswijk, España cedía a los franceses la mitad occidental de Santo Domingo, territorio que constituiría la futura nación de Haití. La Isla de la Tortuga fue abandonada definitivamente y los filibusteros se dispersaron. Los ingleses decidieron probar suerte en otras aguas, como las del Pacífico; los demás se quedaron en las Antillas, actuando con mucha menor intensidad en espera de tiempos mejores. Pero ni unos ni otros conservaron la vieja organización; la Cofradía de los Hermanos de la Costa había llegado a su fin.
En toda esta selva de piratería hay un personaje insólito que representa el auténtico romanticismo pirata. El Capitán Misson, de nacionalidad francesa, era un idealista, preocupado por la justicia, por construir un estado utópico en alguna isla del océano Índico. Se ha dicho de él que es un equivalente al Quijote en el mundo de la piratería. Sus biógrafos cuentan que siempre repartía equitativamente el botín entre su gente y que dejaba en libertad al capitán de la nave apresada. Misson aparece solo en la obra de Charles Johnson, cuyo cuento de Misson no conviene con los datos disponibles; por eso, la mayoría de los historiadores de la piratería consideran a Misson un mito.

#### Piratas de las Canarias

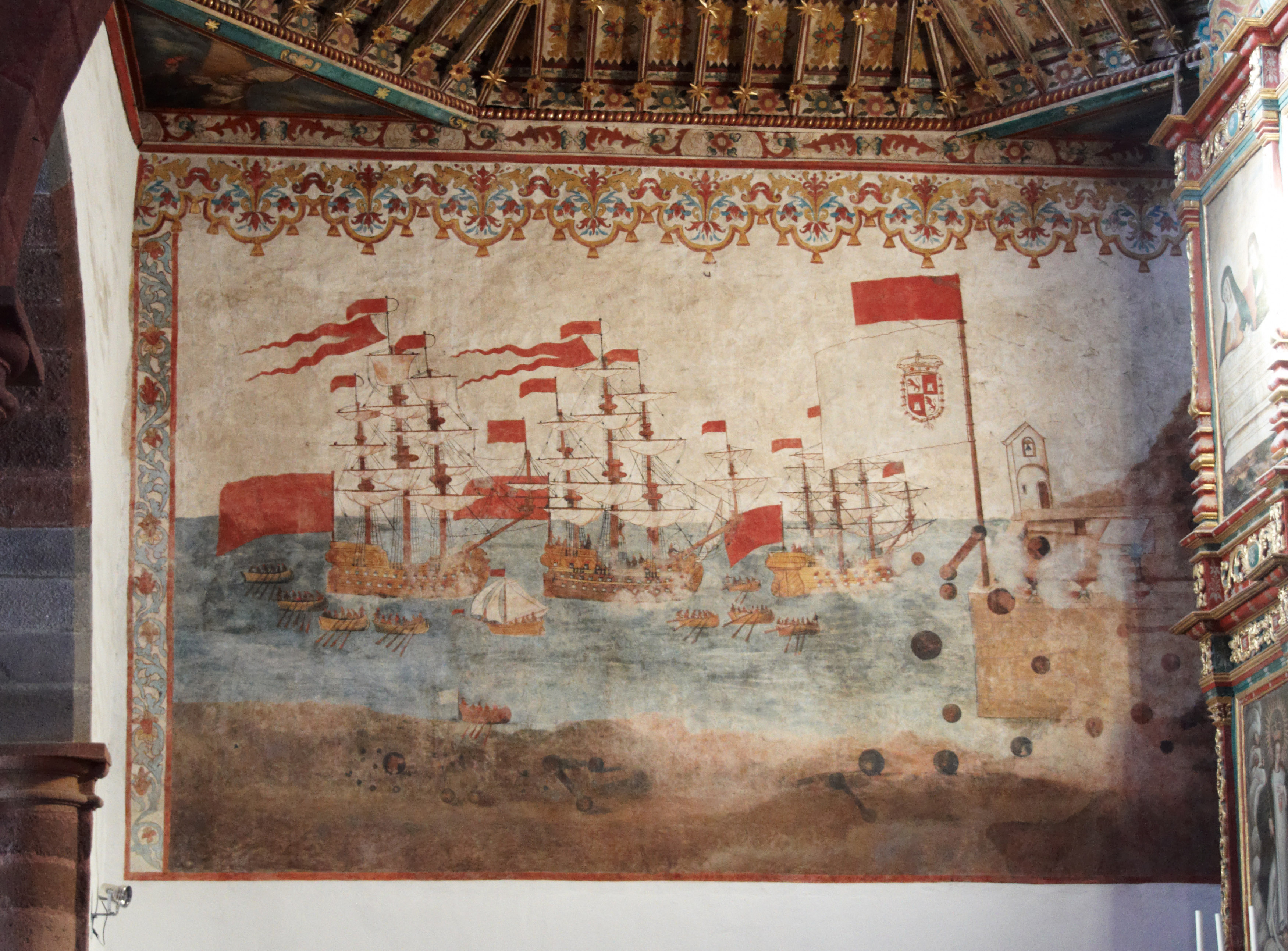
Mural que representa el ataque de Charles Windon a San Sebastián de La Gomera (1743). Iglesia de la Asunción de San Sebastián de La Gomera.

Debido a la situación estratégica de este archipiélago español como encrucijada de rutas marítimas y puente comercial entre Europa, África y América, este fue uno de los lugares del planeta con mayor presencia pirática. En Canarias destacan por un lado: los ataques y saqueos continuos de corsarios berberiscos, ingleses, franceses y holandeses; y por otro lado la presencia de piratas y corsarios oriundos de este archipiélago, los cuáles hacían sus incursiones en el Caribe. Piratas y corsarios como Francois Le Clerc, Jacques de Sores, Francis Drake, Pieter van der Does, Morato Arráez y Horacio Nelson atacaron las islas. Entre los nacidos en el archipiélago destaca sobre todo el tinerfeño Amaro Pargo a quien el monarca Felipe V de España benefició frecuentemente en sus incursiones comerciales y corsarias.
Amaro Pargo participó en la carrera de Indias, logrando una gran fortuna debido a la inversión de sus beneficios en las tierras de las que era propietario en Tenerife, dedicadas principalmente al cultivo de la vid. El intenso comercio que se desarrolló entre el Atlántico y el Caribe fomentó las actividades piráticas y corsarias. Amaro Pargo llegó a participar en intervenciones corsarias a las flotas de otros países europeos, apresando buques y destinando algunos a su venta.

#### Piratas del Índico
La piratería en general, en perspectiva histórica, se desarrolló en cuatro focos de gran actividad, donde los buitres del mar atacaban como verdaderos depredadores: el mar Mediterráneo, el océano Atlántico Norte, el mar Caribe y el océano Índico. De estas ubicaciones geográficas, el Índico fue uno de los principales teatros de operaciones en la edad de oro de la piratería, que destaca por las inmensas riquezas robadas a grandes navíos y valuadas en millones de dólares. Su enclave lo constituyó la gran isla de Madagascar y el centro estuvo localizado en la isla de Sainte Marie, pequeña isla frente a Madagascar; esta fue visitada por renombrados piratas y siendo algunos de ellos los más buscados por las armadas nacionales de países como Inglaterra y Francia.

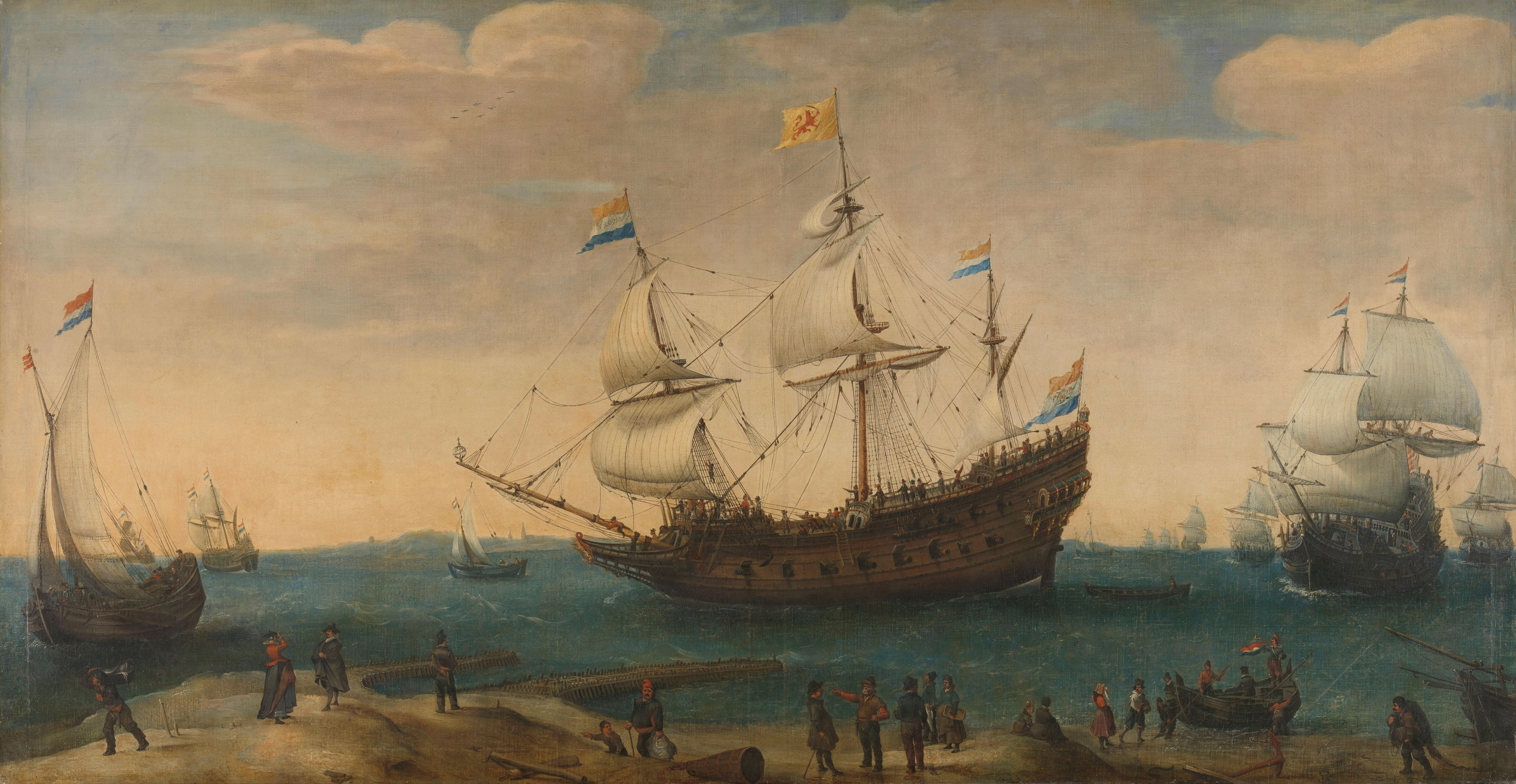
Galeón neerlandés, por Hendrick Cornelisz Vroom, del Rijksmuseum, Ámsterdam.

El capitán Van Tyle navegó en consorcio con el capitán James e hizo varias presas en el océano Índico. Van Tyle poseía una plantación en Madagascar, en donde trabajaban sus prisioneros y esclavos. Este pirata fue asesinado por un esclavo. El pirata Thomas Tew también tenía su cuartel en Madagascar. Su lugar de operaciones fueron las aguas del mar Rojo y el océano Índico. Tew murió al estallar su barco durante un combate en alta mar. El más célebre pirata de esta región fue Thomas Collins, designado gobernador de la colonia pirata y que construyó un fortín para su defensa. Pero cuando fuerzas francesas atacaron la isla, Collins fue ajusticiado en la horca.
Llegaron a la isla, piratas como el capitán Dirk Chivers, cuya tripulación se apoderó de un tesoro valuado en unos 50 millones en monedas de oro y plata de un barco que transportaba peregrinos que regresaban de La Meca; el capitán Olivier Levasseur, conocido por el seudónimo de "El Buitre", quien robo un tesoro compuesto por unos 400 millones en diamantes y el capitán William Condon llamado "Billy Una Mano" porque al comienzo de su carrera como pirata había perdido un brazo en combate, quien consiguió un botín de unos 375 millones en un solo abordaje. Todos ellos llevaron los tesoros y los barcos capturados a la isla de Sainte Marie, esta ofrecía un puerto natural de fácil acceso y una pequeña bahía con una diminuta isla, la isla Dux Forbane, en la cual habían construido una bien artillada fortificación que la hacía prácticamente inexpugnable.

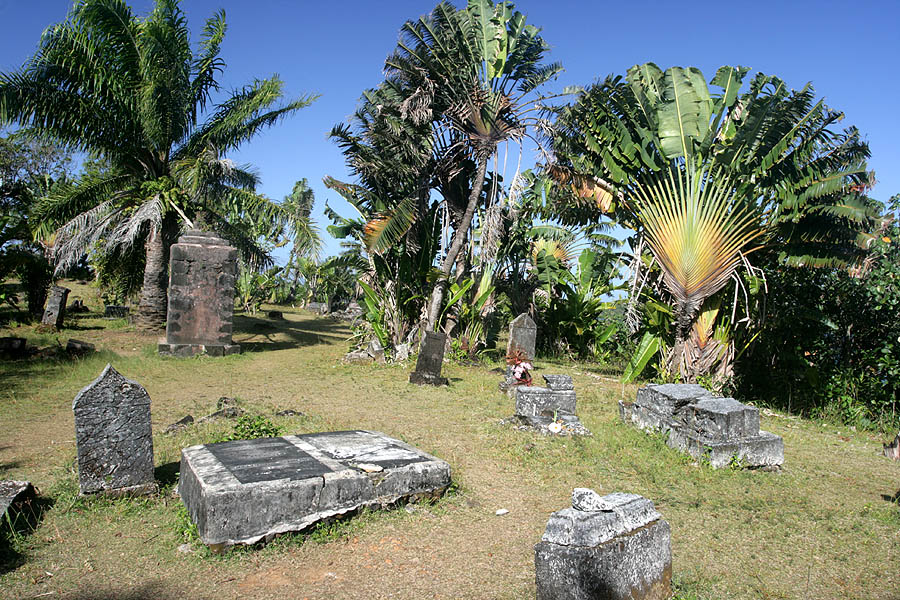
Cementerio de piratas en la isla Sainte Marie, capital de la colonia pirata de Madagascar.

Hacia el final de la época de mayor actividad en el Índico y en la isla de Sainte Marie, una pequeña flota de cuatro navíos de la Marina Real fue fletada desde Inglaterra para capturar a los piratas que controlaban dicha isla y el mar circundante, puesto que las tácticas de estos buitres del mar consistía en navegar próximos a las costas de Madagascar, atacar y abordar los barcos que bajaban hacia el sur provenientes de La Meca, transportando importantes tesoros, y capturar tanto los bienes, las personas e inclusive la propia embarcación que modificada por los mismos piratas pasaba a formar parte de sus naves depredadoras.
Con el comienzo de la década de 1720, Libertalia, tal el nombre de la presunta colonia pirata establecida en la costa norte de Madagascar, por el capitán Misson y el dominico Caracciolo en el siglo anterior, llegaba a su fin. De existencia discutida, se enmarca en el contexto de la piratería de los siglos XVII y XVIII, época de gran auge de corsarios y piratas y en la que florecieron gran número de asentamientos incontrolados de los mismos; con lo cual, la historia de la piratería, tanto real como utópica en Madagascar culminaba definitivamente.

#### Piratas de África
Los piratas de origen africano guardan una estrecha relación con la esclavitud, esto se debe a que existió una coincidencia cronológica entre la edad de oro de la piratería, especialmente en el Caribe y la época de apogeo de la esclavitud; otro factor y de importancia geográfica es el de las rutas marítimas del Atlántico Norte, éstas eran transitadas tanto por los barcos militares como los mercantes y tanto por los barcos piratas como los negreros. Por lo cual, el infame comercio de esclavos que salía de África era en muchas oportunidades interceptado por los corsarios y piratas, quienes al capturar dichos barcos se apoderaban de los esclavos; éstos entonces enfrentaban dos situaciones: los corsarios al servicio de un soberano proseguían con el tráfico de los esclavos, en cambio los piratas podían darles la opción de unirse a ellos y formar parte de sus tripulaciones.

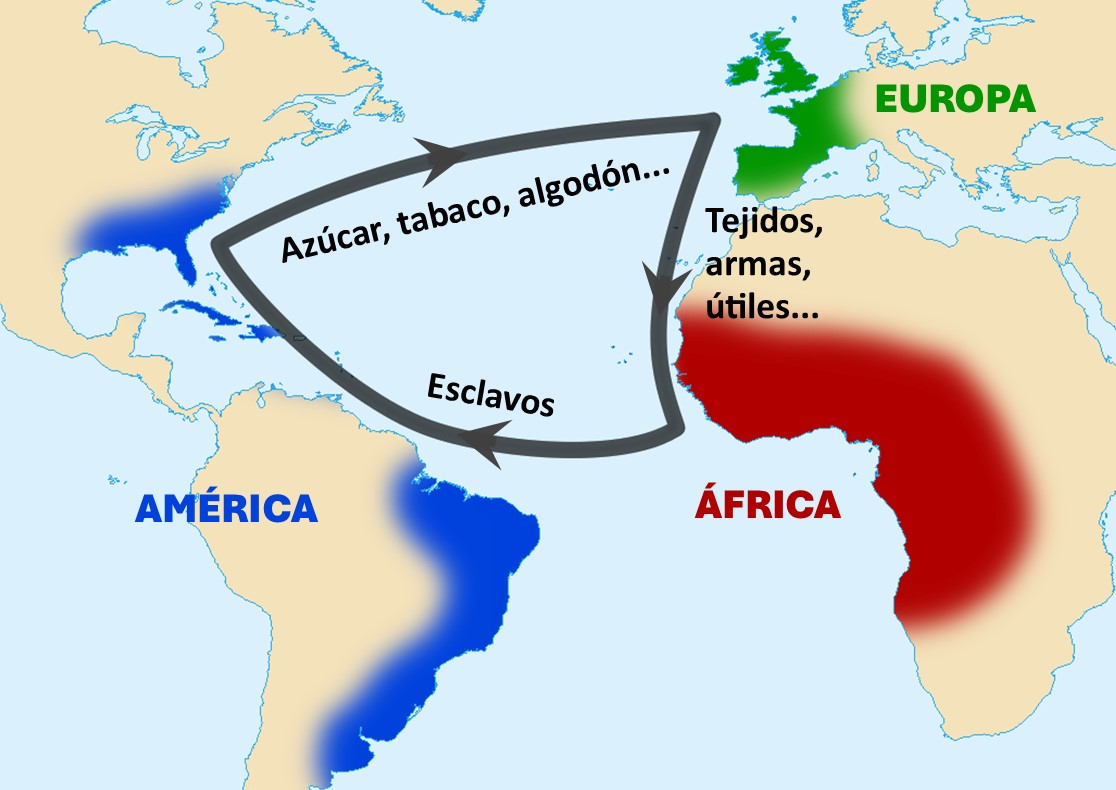
El comercio triangular sirvió económicamente los intereses de las colonias americanas y era base del sistema de producción de las plantaciones así como del crecimiento preindustrial en Europa. Se trata del camino de los barcos entre los puertos de Inglaterra, Portugal, España y Francia, hacia el Caribe, una vez cargados por la costa oeste de África.

Se estima que el comercio de esclavos movilizó a cientos de miles de africanos,[cita requerida] algunos de ellos lograban escapar y pasaban a la clandestinidad, en cambio otros eran bien recibidos cuando los capitanes piratas reclutaban nuevos marineros.
Los piratas negros fueron, en ocasiones, más crueles y feroces que sus camaradas, y esto debido a dos motivos principales: el resentimiento contra la sociedad que los había privado de sus vidas y su tierra, llevándolos a una injusta esclavitud, y el destino, ya conocido, que les esperaba si volvían a ser capturados; en consecuencia, defendían su nueva libertad con un accionar sin escrúpulos ni piedad. Por estas razones, a pesar de que la historia quiso mantener ocultos y olvidados a estos piratas, surgen como exponentes de una sociedad hipócrita donde la esclavitud y la piratería se fusionaron cruelmente.
Un pequeño número de piratas de origen africano ha trascendido y pasado a la posteridad con sus nombres, ellos fueron: Negro César, Diego Grillo, Hendrik Quintor, Juan Andrés, Peter Cloise, Domingo Eucalla, Francisco Fernando y Viejo Sur, entre tantos otros piratas descendientes de africanos, que de la infame e injusta esclavitud pasaron a la libertad de la piratería.
Este es un exiguo relato de sus vivencias, donde se fusiona lo histórico con lo legendario, en todo caso y común a ellos es la siempre presente condena a la esclavitud a que fueron sometidos y a la vez, el repudio a sus viles actos de piratería.
El pirata Negro César fue engañado junto a su tribu por un capitán esclavista que los obnubiló con seda, joyas y música; insistiendo en que quería comerciar con ellos y concretar las negociaciones a bordo de su barco. Cuando César y sus hombres estaban distraídos con aquellas riquezas, el barco zarpó y todos ellos fueron hechos prisioneros, continuó la travesía y por desgracia y fortuna a la vez los alcanzó un huracán que los llevó a zozobrar en el cayo Elliot.

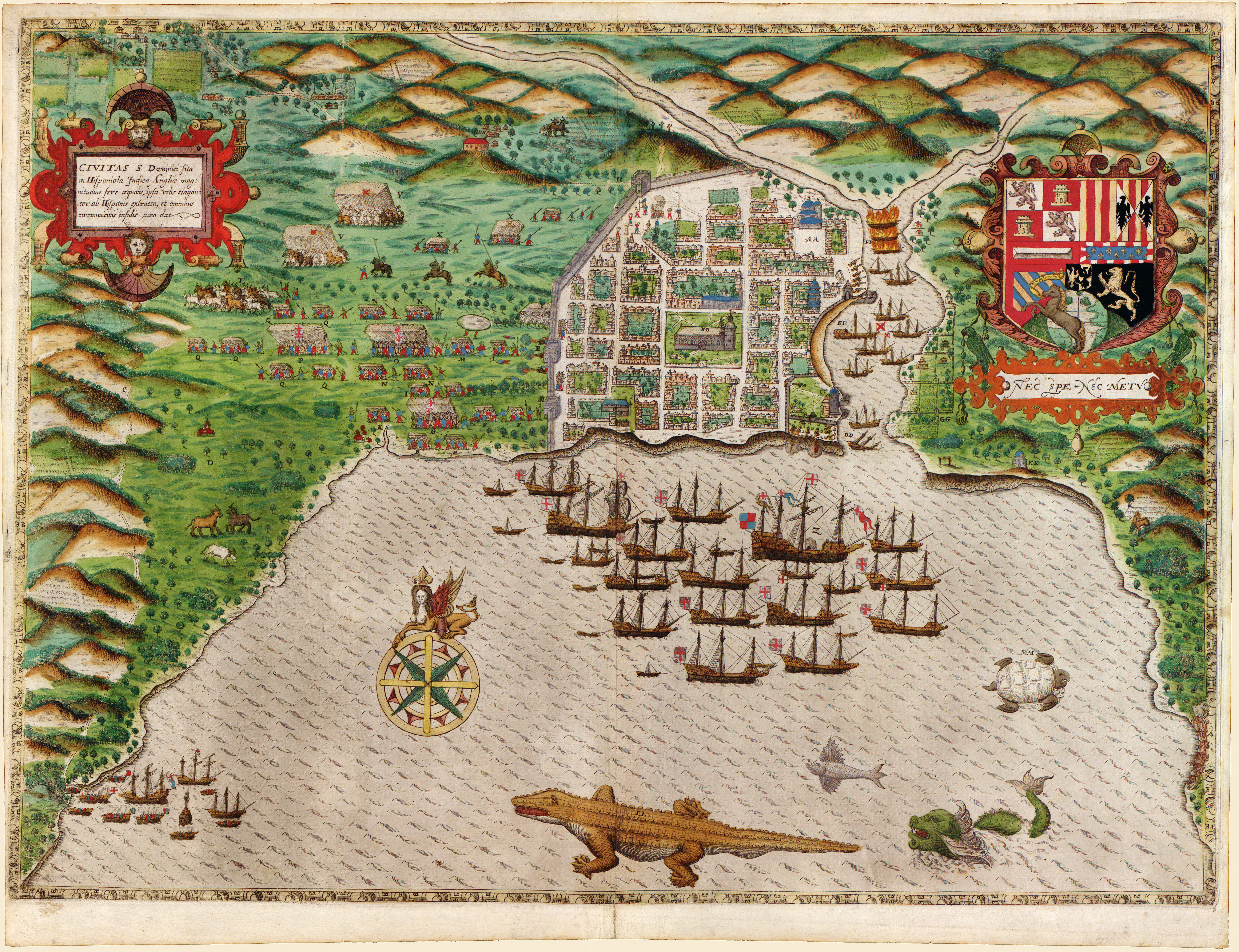
Mapa de la flota de mar de Francis Drake en Santo Domingo. Obra de Baptista Boazio de 1589, perteneciente a la Colección Jay Kislak de Library of Congress.

Libre de sus opresores, y en condición de náufrago saqueó la embarcación que los había rescatado; ese fue el comienzo de su carrera de pirata en los Cayos de Florida, porque su modus operandi era simular un naufragio con su pequeño barco, atacaba a sus rescatadores y les robaba; con la acumulación de botines logró reunir un importante tesoro.
Otro pirata notorio, descendiente de africanos, su madre había sido esclava y nacido en Cuba a mediados del siglo XVI, fue Diego Grillo. En la costa de Camagüey, Cuba, corría el año 1610, cuando en una audaz operación capturó un convoy compuesto por una decena de barcos que transportaban un tesoro tan fabuloso que le permitió retirarse, pasar al anonimato y establecerse como hacendado en su Cuba natal.
Destacados navíos, elogiados en su época, fueron en realidad infames transportes de esclavos, que se convirtieron en legendarios barcos piratas como el Queen Anne's Revenge del capitán Edward Teach, conocido como Barbanegra, y el Whydah Gally del capitán Samuel Bellamy, conocido como Black Sam. Muchos barcos como estos fueron los que comerciaron esclavos de África occidental, desde Gambia y Senegal a Nigeria y Benín; y luego de ser capturados por capitanes piratas, se los transformó borrando su pasado, en gallardos navíos.
El comercio a través de las rutas marítimas, como el denominado "comercio triangular", fue el escenario de dos flagelos: la piratería, condenada en forma unánime por toda la sociedad y la esclavitud, un flagelo inmensamente mayor promovido por esa misma sociedad.

#### Piratas del Pacífico
Los más famosos navegantes y piratas que exploraron el océano Pacífico y las costas continentales se caracterizaron por su accionar de impetuosos pioneros, pero totalmente eclipsados por su innata crueldad.
Olivier van Noort fue un navegante y pirata neerlandés del siglo XVII, el primero de su país en circunnavegar el mundo. Tiene más parecido con Thomas Cavendish que con Francis Drake. La crueldad de los actos presenta analogías con la del pirata inglés que, arruinado, abandonaba la corte para dedicarse al corso. Joris van Spilbergen fue un oficial naval militar y corsario neerlandés del siglo XVII que saqueó las costas de Chile, Perú y Las Filipinas.
Jacques de Clerck, también conocido como Jacques l'Hermite, fue un comerciante, almirante y pirata. Bloqueó y atacó al Callao en 1624 y en ese mismo viaje murió. Explorador al servicio neerlandés conocido por comandar un viaje alrededor del mundo con la flota de Nasáu (1623-26). Sirvió a la Compañía Neerlandesa de las Indias Orientales (Vereenigde Oostindische Compagnie, o VOC; que, literalmente, es Compañía de las Indias Orientales Unidas) como jefe comercial en la ciudad de Bantam y en la isla Ambon, en las Indias Orientales Neerlandesas. Las islas Hermite, que se localizan frente a las costas chilenas del cabo de Hornos y que su flota cartografió en febrero de 1624, fueron bautizadas en su honor.

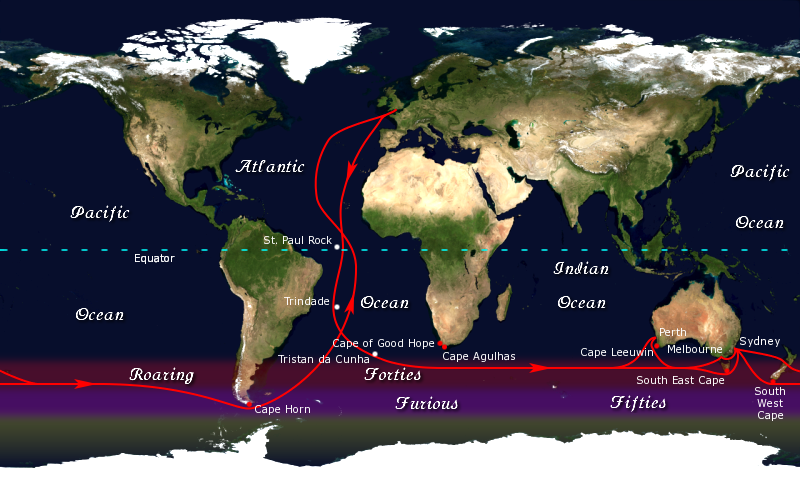
Los Rugientes Cuarenta es una corriente de aire global que se desplaza entre los 40° y 50° S de los océanos australes.

Hendrik Brouwer (a veces en español como Enrique Brouwer) fue un navegante, explorador, pirata y administrador colonial neerlandés, recordado por haber descubierto en el océano Índico en 1610 la zona de los Rugientes Cuarenta. Brouwer la convirtió en una vía rápida para viajar entre Sudáfrica e Indonesia. El atajo también es conocido a veces como la ruta de Brouwer. Esta ruta, debido a sus fuertes vientos dominantes, suele ser considerada de riesgo por los navegantes. Su presencia fue importante en la llamada ruta de los clíperes que comunicaba Europa con Australia, Nueva Zelanda y el Extremo Oriente. Este pirata participó en una frustrada expedición de conquista en 1643 en las costas chilenas en la que murió de enfermedad.
El historiador y poeta británico Robert Southey lo describió de la siguiente manera: «Era hombre de señalado valor, recto proceder y notable integridad, pero odioso a sus subordinados, porque su disciplina era dura a fuerza de ser severa, lo que provenía tal vez más del genio que de falta de discernimiento, pues, como la mayor parte de sus compatriotas de aquel siglo, no conocía Brouwer la compasión ni la clemencia.»
La debilidad del sistema defensivo español en puntos clave del Pacífico Sur propiciaron los éxitos de los depredadores. Otros factores también contribuyeron. La vasta extensión de los dominios de Felipe II que impedía acudir con prontitud al remedio de todas las carencias defensivas y los a veces, desacertados nombramientos de las autoridades encargadas de la gobernación de las ciudades atacadas, faltas de la mínima experiencia militar, facilitaron los ataques y saqueos, sin obviar por ello la audacia y cualidades militares de los corsarios y piratas.

#### Piratas de China
Desde finales del siglo XVIII, con el aumento de la población, la distribución de tierras se fue agravando día a día. Muchos campesinos perdieron sus tierras, y se convirtieron en bandoleros o piratas. La localidad de Giang Bình era conocida como semillero de piratas en esa época.

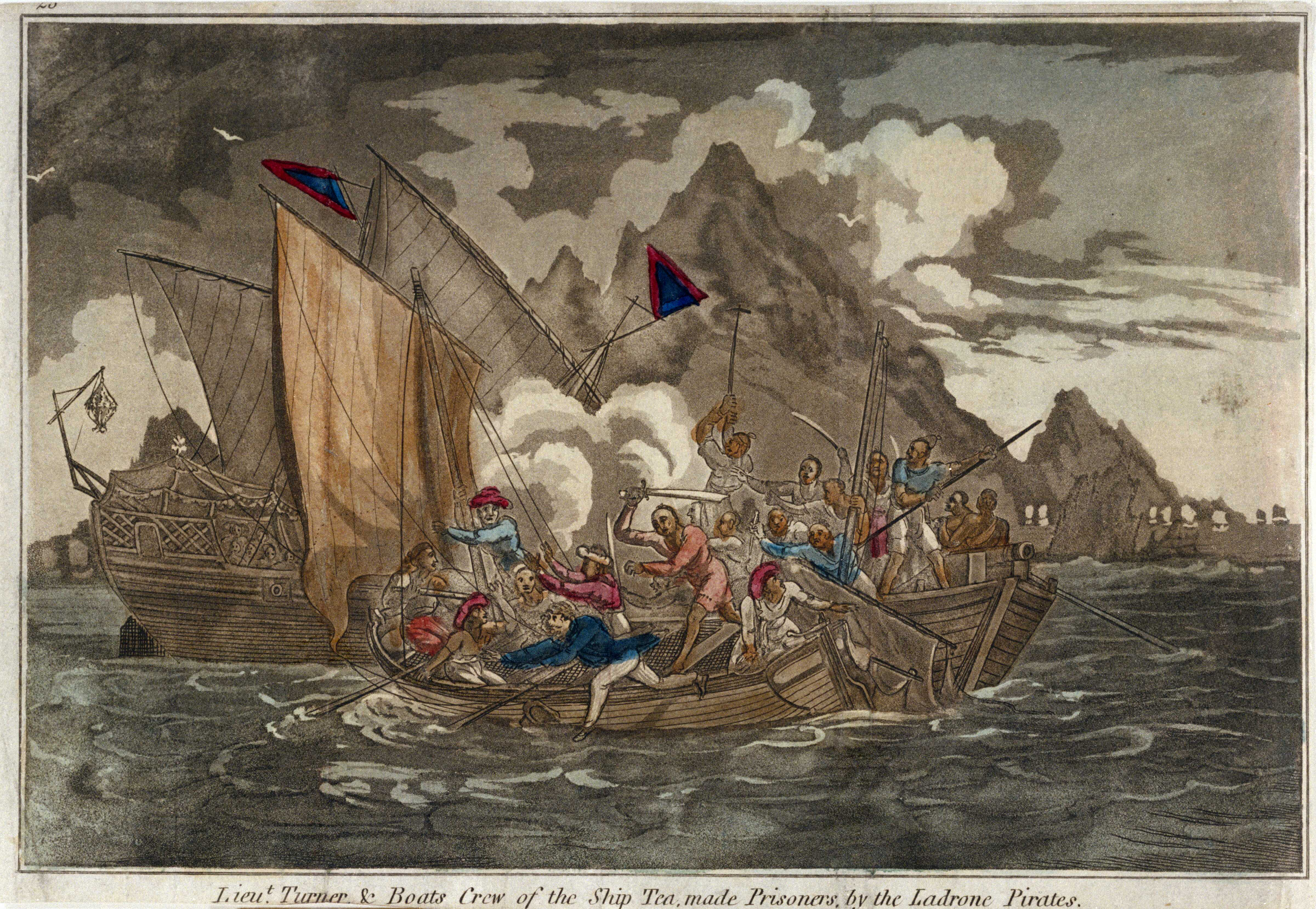
El barco Tay es atacado por los Piratas de Islas Ladrones.

En los primeros tiempos, la mayoría de los piratas chinos eran pescadores. Llegaron a Giang Bình en botes para hacer negocios, aunque el gobierno chino restringió el comercio marítimo privado. Giang Bình ubicado cerca de la frontera entre China y Vietnam; perteneció a Vietnam desde la Dinastía Ly, posteriormente, fue cedida a China tras el final de la Guerra Sino-Francesa, actualmente se la conoce como Jiangping Town, en China.
Giang Bình fue un crisol de vietnamitas y chinos, estaba estratégicamente ubicado; sin embargo, esta área fue descuidada por el gobierno vietnamita. La rebelión de Tay Son estalló en el sur de Vietnam en 1771.
La rebelión pronto echó a los señores Nguyen y Trinh fuera del poder. Muchos piratas chinos fueron contratados y se unieron a la guerra civil.
Nguyen Hue, uno de los líderes de Tay Son, coronó al emperador Quang Trung y derrotó al ejército invasor chino en 1789. Después de la batalla, Hue se reconcilió con China, sin embargo, esperó la oportunidad de vengarse de China. Proporcionó dinero a los piratas chinos. A tres piratas prominentes, Chen Tianbao, Mo Guanfu y Zheng Qi , se les ordenó contratar más piratas. Desde 1790, el número de piratas chinos creció rápidamente. La mayoría de ellos prometieron lealtad a la dinastía Tay Son y estaban completamente entrenados. A muchos piratas se les concedieron puestos oficiales. Pudieron bloquear las rutas marítimas y acosaron las costas del sur de China (Guangdong, Fujian, Zhejiang, Jiangsu) con frecuencia. Más tarde, también participaron en todas las batallas navales importantes contra Nguyen Anh.
En 1801, la armada de Nguyen llegó a Phu Xuan, estalló una batalla naval en el estuario de Non (actual estuario de Thuan An). Muchos piratas chinos fueron contratados por Tay Son para luchar contra el señor Nguyen. Jean-Baptiste Chaigneau describió que fue la batalla más feroz en la historia de Cochinchina. La batalla terminó con una casi aniquilación tanto de la armada de Tay Son como de los piratas chinos.

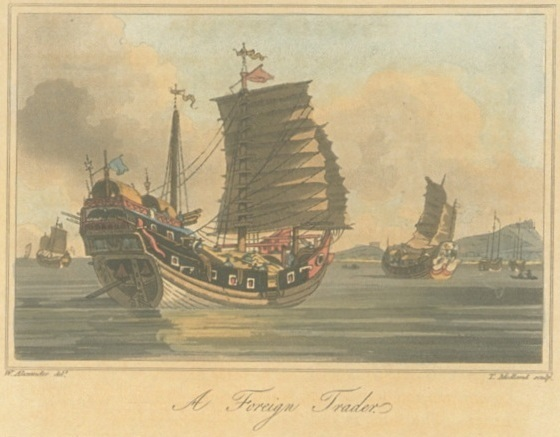
Junk chino descripto en "Travels in China", relato del viaje de 1804 desde Pekín a Cantón, por John Barrow.

La dinastía Tay Son fue derrocada por la dinastía Nguyen. A diferencia de los emperadores Tay Son, el recién coronado Gia Long comenzó a reprimir a los piratas. En septiembre de 1802, el ejército de Nguyen destruyó la guarida de los piratas en Giang Bình, capturó a Zheng Qi y lo ejecutó.
Después de este incidente, los piratas chinos tuvieron que huir a Guangdong. Para competir por el territorio, se atacaron entre sí. Finalmente, descubrieron que simplemente se destruirían a sí mismos. En 1805, siete líderes piratas hicieron un acuerdo, se fundó una alianza pirata.
Los siete líderes fueron: Zheng Yi (flota de bandera roja), Guo Podai (flota de bandera negra), Liang Bao (flota de bandera blanca), Jin Guyang (flota de bandera verde), Wu Shier (flota de bandera azul), Wu Zhiqing (flota de bandera amarilla) y Zheng Laotong. No mucho después, Zheng Laotong se rindió al gobierno chino, en realidad había seis bandas que se unieron a la alianza. La Flota de Bandera Roja dirigida por Zheng Yi era la pandilla más fuerte de la alianza, por supuesto, fue seleccionado como líder de la alianza.
Las islas Ladrones (actual archipiélago de Wanshan), Hong Kong y la península de Leizhou se convirtieron en semilleros de piratas, los cuales asolaron esos mares en las décadas siguientes.

### Edad Contemporánea
El fenómeno de la piratería ya estaba muy disminuido a medida que los Estados podían fletar armadas nacionales sin recurrir a los corsarios. Al mismo tiempo, la progresiva organización y fortificación de las colonias y colonización de nuevas tierras como África cierra las posibilidades a los buitres del mar de atacar posiciones en tierra.
Sin embargo, la piratería continúa existiendo.

#### SigloXIX: piratería en Norteamérica
A partir de 1850 los piratas son aún más acosados con la ayuda de adelantos técnicos y militares. Los ladrones del mar se ven impotentes, sobre todo ante el avance de los medios de comunicación y el aumento en el calibre y la precisión de las organizaciones defensivas.
En la América hispana se mezclan los idealistas, contrabandistas, mercenarios y negreros y luchan al lado de los independentistas que quieren liberarse de la Corona española. Actúan desde Florida, donde los filibusteros estadounidenses acosan los barcos españoles. Los historiadores ven en este proceder un antecedente para la guerra de Cuba.

Bandera de Florida. Desde esta península americana salieron varias expediciones de filibusteros estadounidenses.

Los investigadores y analistas de la piratería señalan que este no es un asunto resuelto aún y que sigue actuando de maneras diversas.
A mediados del siglo XIX, una nueva ideología se une a las anteriores compartidas en mayor o menor medida por los piratas. Es la Doctrina del destino manifiesto invocado por el gobierno estadounidense. Siguiendo esta doctrina, y teniendo en cuenta que la práctica totalidad de la superficie continental estaba dominada y anexionada, América Central era el próximo objetivo de los norteamericanos y el modelo era el Estado de Texas.
El caso texano consistió en inmigrar al territorio mexicano, proclamarlo independiente en violación del juramento de lealtad al gobierno mexicano, vencer al ejército mexicano (incluido el capítulo de la Batalla de El Álamo profusamente mitificado por los estadounidenses) y, una vez obtenida la plena soberanía, anexarlo a Estados Unidos. De acuerdo con Juan A. Sánchez Giménez, este resume: «parece un maquiavélico plan bastante premeditado y en cierto modo lo era».
Siguiendo el éxito anterior, Estados Unidos pretendía crear un imperio tropical, especialmente en los Estados del Sur, que formaría los efímeros Estados Confederados de América. A este fin se prestaron hombres de mar como John Quitman o Narciso López, de origen venezolano, que planearon invadir Cuba, proclamarla independiente de España y unirse a la emergente potencia mundial.
Personas como los citados volvieron a poner en uso el viejo término de filibustero sin ninguna connotación peyorativa en aquella época.

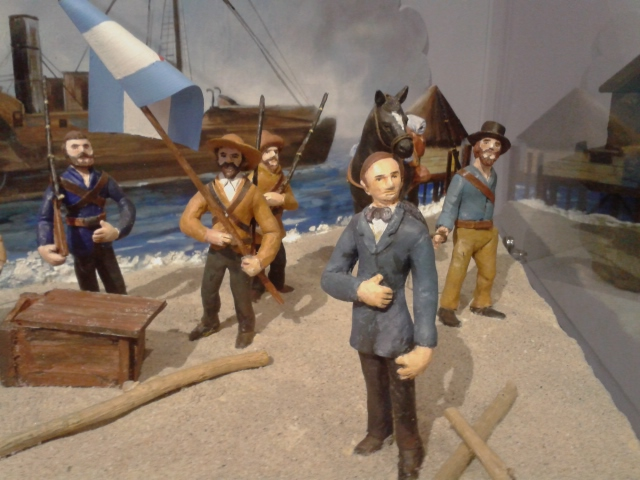
William Walker desembarca en El Realejo. Diorama del Museo Histórico Cultural Juan Santamaría de Alajuela, Costa Rica.

Quizá el más famoso de todos aquellos filibusteros, pese a su corta vida, sea William Walker, quien realizó tres expediciones para tomar distintas partes de América Central.
En la primera de aquellas incursiones y a sus 28 años conquistó La Paz, capital de la península de California, en 1853 con 45 hombres y proclamó la República de la Baja California. Poco después la uniría a la recién creada República de Sonora, proclamándose él como presidente. El ejército mexicano lo derrotó y cruzó a Estados Unidos por la frontera. Fue juzgado y en el jurado se puede apreciar la influencia de la Doctrina del Destino Manifiesto, pues solo tardaron un minuto en decidir que era inocente de haber provocado una guerra ilegal.
En 1855 se lanza a la conquista de Nicaragua con sus 58 Inmortales, 170 nicaragüenses y 100 norteamericanos. Vence al ejército nicaragüense el 1 de septiembre; pero en esta ocasión se muestra más prudente y nombra como presidente a Patricio Rivas. Pero el resultado no dista mucho del anterior: Nicaragua es invadida por 2500 hombres de Costa Rica y Walker es vencido en Santa Rosa (territorio costarricense) y Rivas. Posteriormente se celebran elecciones, pero las elecciones son amañadas por Walker y este sale elegido.
Sin embargo, esta serie de acciones son vistas como peligrosas por países centroamericanos al percibirlas como una amenaza para su soberanía, y los ejércitos de Costa Rica, Guatemala, El Salvador y Honduras lo derrotan y huye en 1857. En noviembre vuelve a ser juzgado en Estados Unidos y se vuelve a apreciar la creencia estadounidense de estar en su derecho de querer anexionar esas tierras, pues Walker es absuelto.
En su tercera expedición a Honduras en 1860 no tiene tanta suerte y es capturado por Nowel Salman de la Marina Real Británica. Fue juzgado en Honduras y fusilado ese mismo año.
Pese a ser acogido como un héroe en los Estados del Sur, Walker actualmente es un olvidado en Estados Unidos, no así en Centroamérica, donde las guerras contra él pueden ser, como indica Juan A. Sánchez Giménez, el equivalente a las Guerras de la Independencia del resto de las excolonias españolas que los pueblos de América Central no vivieron (véase Guerra Nacional de Nicaragua y Campaña Nacional de 1856-1857).

#### SigloXIX: piratería en Sudamérica
Mientras se desarrollaba la Guerra de Independencia los nuevos gobiernos independientes trataban de dañar el comercio marítimo de la Corona española y difundir la guerra en los territorios dominados aún por los españoles. Para ello, se valieron del corso marítimo, que permitía armar bajo su bandera a buques privados y atacar barcos realistas sin comprometer demasiados recursos del Estado en la empresa.
Mediante esta modalidad, los corsarios bajo bandera argentina obtuvieron unos 150 barcos como presas entre 1814 y 1823. La guerra de corso era entonces considerada una forma legítima de guerrear y muchos corsarios estadounidenses basados en Baltimore que participaron en la guerra entre su país y el Reino Unido entre 1812 y 1814, obtuvieron luego patente de corso en Buenos Aires. El contrato entre los corsarios y el Estado se llamaba patente de corso, recibiendo los primeros derechos de atacar, apresar, saquear o destruir buques de bandera enemiga, quedándose con una parte de botín obtenido.

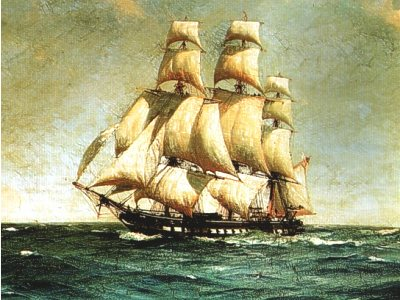
Pintura de una fragata de la clase Magicienne. Este tipo de navío, como la fragata La Argentina, determinaron el poderío naval del.

El crucero corsario de la fragata La Argentina fue una expedición naval de corso comandada por el marino francés al servicio de las Provincias Unidas del Río de la Plata, sargento mayor de marina Hipólito Bouchard. La expedición contra barcos y puertos españoles en América y las Filipinas se desarrolló entre julio de 1817 y julio de 1819, formando parte de la Guerra de Independencia Hispanoamericana.
Bouchard circunnavegó el planeta comandando operaciones de corso, combates y otras incidencias en las costas de Madagascar, Indonesia, Filipinas, Hawái, California, México y Centroamérica, para luego terminar siendo apresado en Chile por cargos de piratería. Durante el crucero corsario de La Argentina se obtuvieron 26 presas y se realizaron 10 acciones militares.
En Santa Bárbara, California, flamea la bandera argentina en uno de los muelles costeros visibles desde la 101 Highway, junto con las de España, Rusia, México y Estados Unidos, países que dominaron alguna vez California. En el segundo piso del County Court House de la ciudad un mural de Theodore Van Cina que representa el ataque corsario de 1818. En Dana Point, California, se celebra la Fiesta Anual del Pirata, en recuerdo del ataque de Bouchard a San Juan de Capistrano.
Al producirse la guerra de independencia de Chile, los habitantes del archipiélago de Chiloé tomaron partido por el bando realista y se enfrentaron a los independentistas en el territorio continental. Además, a partir de 1817, el gobernador de las islas, Antonio Quintanilla, le dio patente de corso a Mateo Mainery y su bergantín General Quintanilla para que hostilizaran a los mercantes chilenos. A principios de 1818 la independencia de Chile estaba consolidada, pero Chiloé no pudo ser derrotado entonces y las andanzas de corso contra los chilenos y la piratería contra barcos de otras banderas se extendieron hasta 1824.

#### Piratería en los siglosXXyXXI

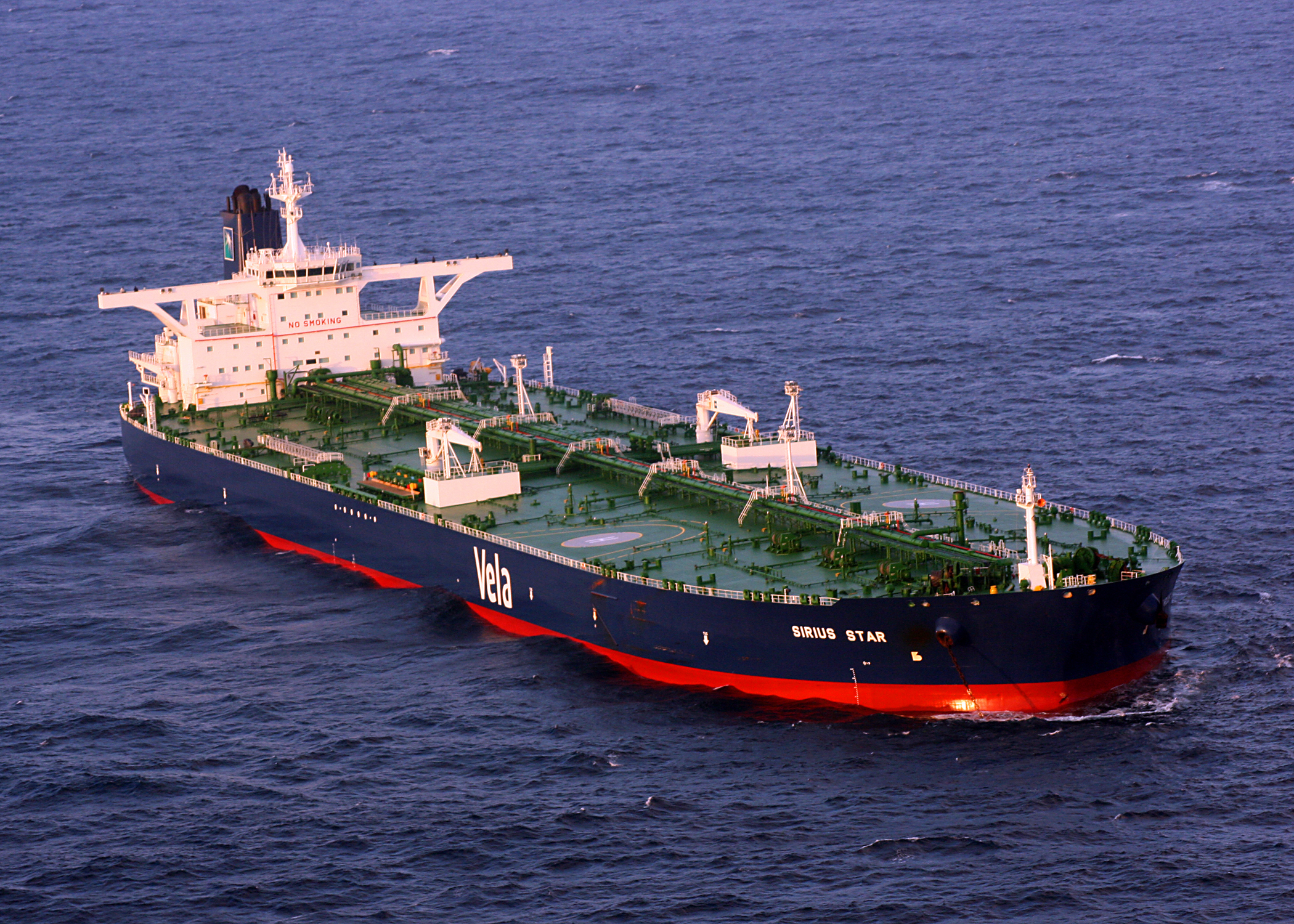
El buque petrolero MV Sirius Star, el mayor barco capturado por piratas.

Durante el siglo XX, la piratería, ejercida de forma sistemática, está concentrada a reductos del Tercer Mundo. Los países que, se estima, albergan más piratas son Somalia, Indonesia y Malasia. En especial alrededor de Asia y en particular en el estrecho de Malaca, un estrecho canal entre Singapur, Malasia por al noreste e Indonesia al suroeste. En 2004, los gobiernos de estos tres países acordaron incrementar la protección de las naves que lo atravesaban.
En el siglo XXI, los ataques piratas se realizan con apoyo del GPS y se dedican a robar las cámaras digitales y otros objetos de valor a los turistas. Su zona de actuación siguen siendo las mismas que en el siglo XX (sureste asiático, el Cuerno de África principalmente), donde los Estados no tienen verdadera jurisdicción y, a veces, ni siquiera el poder para controlar a sus fuerzas, ya sean de seguridad o armadas.
Los actos llamados de piratería para barcos de gran tonelaje son muy escasos en el Atlántico, buena parte del Pacífico y de gran incidencia en la costa oriental de África. La piratería también afecta a las aguas de Somalia y Nigeria y, en menor escala, en algunas costas de América del Sur.
Se pueden citar:

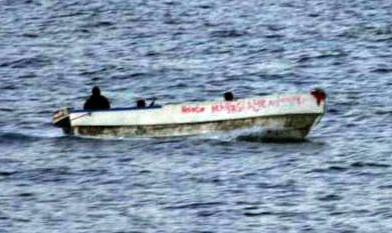
Lancha con piratas somalíes a bordo.

- Entre 1994 y 1995, Canadá y España mantuvieron una disputa, llamada guerra del fletán, cuando la marina de guerra del primer país atrapó y remolcó a uno de sus puertos a un pesquero de altura español cuando faenaba en aguas internacionales. El gobierno canadiense acusó a los pescadores españoles de expoliar el caladero de fletán negro. España consideró este apresamiento como un acto de piratería, a lo que respondió con el envío de un patrullero de altura de la Armada. Por su parte, Canadá amenazó con considerarlo un acto de guerra y unos pescadores ingleses capturaron otro pesquero español e izaron en él la bandera canadiense.
- En 1995 varios barcos españoles apresaron un pesquero francés por faenar con redes ilegales de un kilometraje superior al permitido. Como en el caso anterior, Francia lo calificó como un acto de piratería.
- En 2008 piratas somalíes capturaron, en el océano Índico, el buque petrolero más grande jamás secuestrado: el Sirius Star, que transportaba dos millones de barriles de petróleo a los Estados Unidos.[56][60]

Producto de los continuos actos de piratería en la zona, la Quinta Flota de los Estados Unidos desplegada en la zona anunció la creación de una fuerza marítima multinacional denominada CTF-151 para enero de 2009 para enfrentar dicha situación. En ella participarán 20 países y el área de operaciones comprenderá el Golfo de Adén, el mar Rojo, el océano Índico y el mar Arábigo, ya que solo en el 2008 se registraron alrededor de una centena de naves atacadas en las cercanías de la costa de Somalia. Uno de los medios utilizados por la comunidad internacional para enfrentar esta situación fueron patrullas militares navales organizadas en la Operación Atalanta de la Unión Europea, la Operación Escudo del Océano de la OTAN y la Task Force 150 de una coalición liderada por Estados Unidos, que operan en el golfo de Adén, el golfo de Omán, el mar Arábigo, el mar Rojo y el océano Índico.

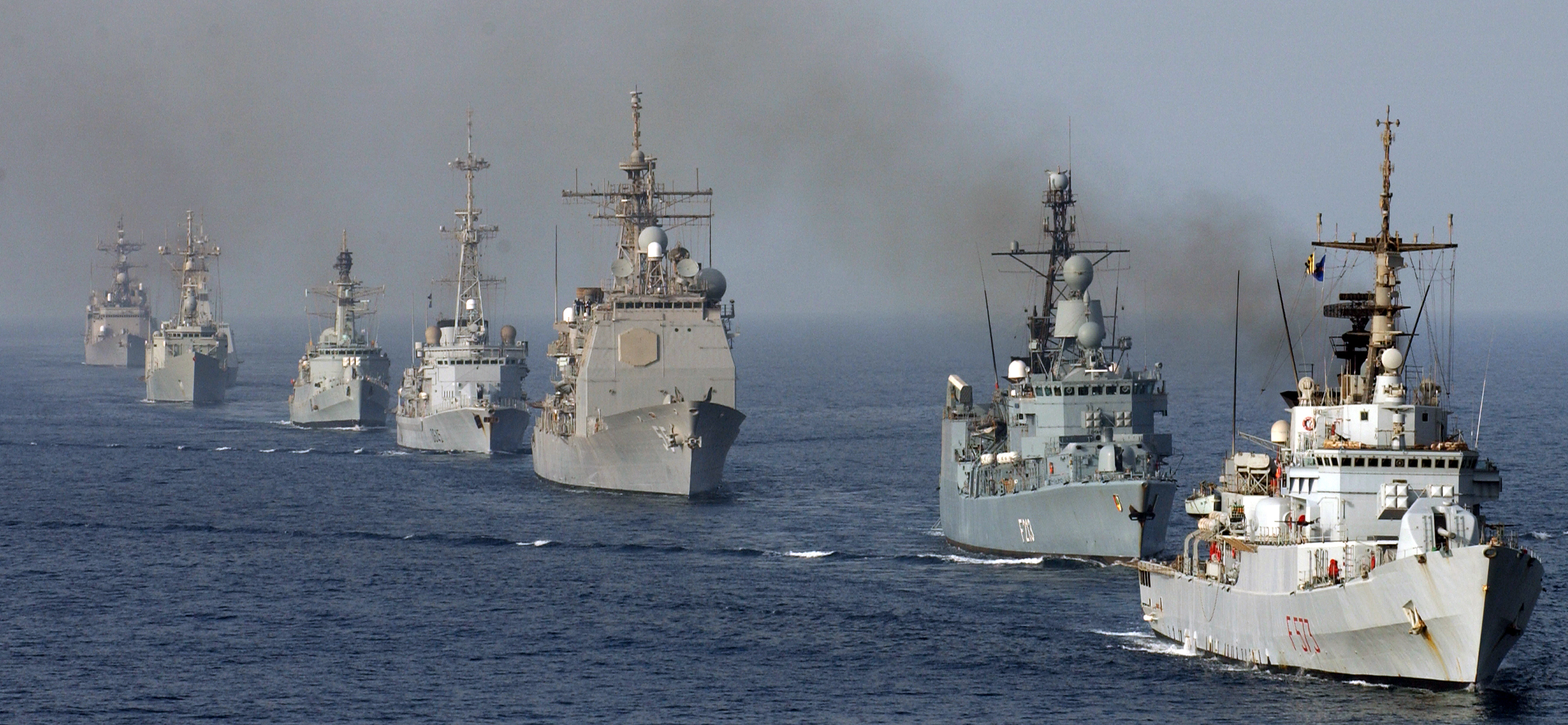
Grupo de barcos asignados a la Task Force 150. Foto de la U.S. Navy.

Por su parte, los piratas somalíes, autodenominados en un principio como «Guardia Costera Voluntaria de Somalia», la mayoría pescadores, denuncian que los verdaderos bandidos del mar son los pescadores clandestinos que saquean nuestros peces, en clara alusión a los barcos pesqueros de países desarrollados, y recuerdan a su vez, el grave problema de contaminación que sufren debido al vertido de sustancias contaminantes (radioactivas entre ellas) que estos países realizan en su litoral.
En cambio, la piratería es un problema casi endémico en las aguas del sureste asiático. Para luchar contra ella, Japón y otras naciones de la zona realizan maniobras para entrenar a sus fuerzas en la lucha contra la piratería y el rescate de embarcaciones, como la llevada a cabo a principios de febrero de 2007.
Asimismo, la piratería aérea ha tomado protagonismo en los siglos XX y XXI.

## Democracia pirata
La sociedad en democracia y el código de conducta fueron los pilares básicos de las organizaciones de piratas, cuyos principios fundamentales eran la igualdad de sus integrantes sin distinciones de razas, religiones y costumbres. De otra forma actuaban las agrupaciones de corsarios, las cuales respondían a la autoridad de un soberano, siendo la estructura de las mismas vertical como era el caso de las armadas regulares de las distintas naciones.

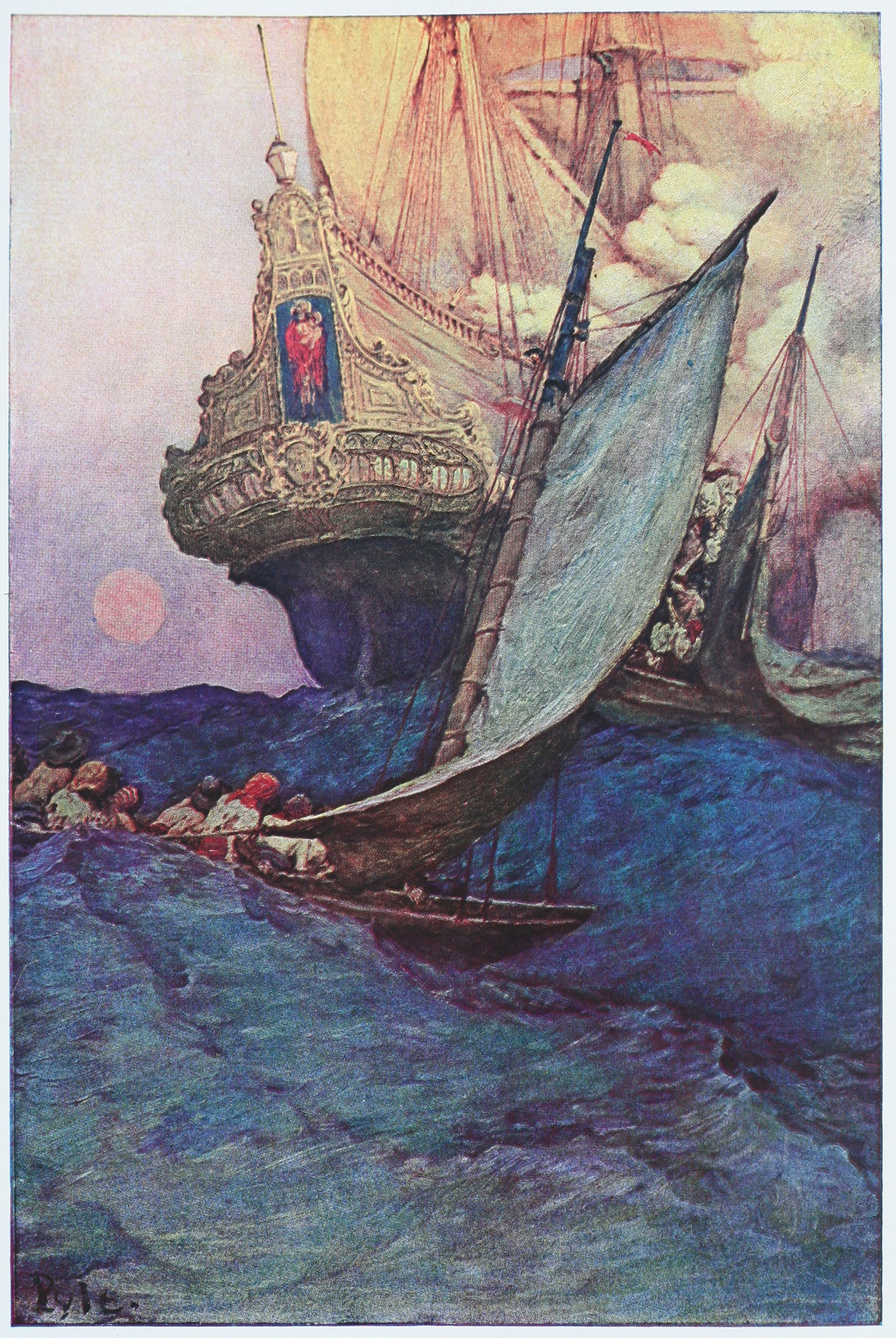
Piratas atacando a un galeón. Ilustración de Howard Pyle.

A diferencia de las tradicionales sociedades occidentales de la época, muchas tripulaciones de piratas caribeños de ascendencia europea operaban como democracias limitadas.  Las comunidades Pirata fueron las primeras que instalaron un sistema de controles y contrapesos (checks and balances) similar al usado hoy día por los Estados Unidos y muchos otros países.  El primer registro de dicha forma de gobierno de una organización pirata data del siglo XVII.
Tanto el capitán como el oficial de intendencia eran elegidos por la tripulación; ellos, por turnos, elegían a los otros oficiales de la embarcación. El capitán de barco pirata era a menudo un fiero luchador en el que los hombres podían depositar su confianza, más que una figura de autoridad tradicional. Sin embargo, cuando no estaban en batalla, el peso de la autoridad solía recaer en el oficial de intendencia. Muchos grupos de piratas compartían totalmente el botín; incluso los piratas heridos en batalla recibían una compensación monetaria como si de un seguro médico o de discapacidad se tratase.
Hay registros de la época que indican que muchos piratas colocaban una porción de sus riquezas en un fondo común que se usaba para compensar las lesiones sufridas por la tripulación. Las listas muestran unos pagos estandarizados de hasta 600 piezas de a ocho (156 000 pesos de la actualidad) por la pérdida de una pierna, a 100 piezas (26 800 pesos) por perder un ojo; cubriendo de forma específica todo tipo de lesiones.
El más famoso código fue el de Henry Morgan de 1671, el cual estaba compuesto por dieciséis artículos donde se enumeraba y con detalles específicos las indemnizaciones que les correspondería a los piratas en caso de recibir heridas en batalla. Por otra parte, los artículos de Bartholomew Roberts fueron enumerados en la obra del autor Charles Johnson, junto a las normativas de John Phillips y Edward Low. En total eran once artículos y pretendían marcar las normas de conducta de la tripulación a bordo. Fueron escritos en 1721 debido a una deserción masiva encabezada por Walter Kennedy. A menudo, todos estos términos fueron acordados y escritos por los propios piratas, pero estos artículos del código de conducta pirata, como el código pirata de los Hermanos de la Costa, también se podrían utilizar como prueba incriminatoria de que actuaban fuera de la ley.

#### Homosexualidad en la piratería

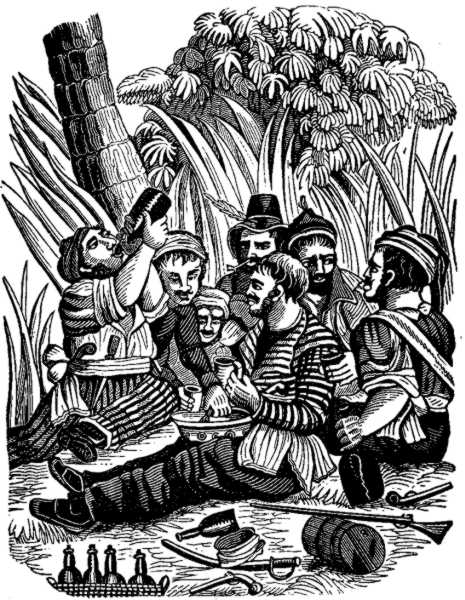
La tripulación de Bartholomew Roberts en un momento de relajación según el libro The Pirates Own Book.

En un ambiente marítimo carente de mujeres o grupo social de un mismo sexo, la homosexualidad y las prácticas homosexuales eran ampliamente aceptadas y parte de la vida diaria en el mundo de los bucaneros y piratas. Algunos piratas rechazaban la heterosexualidad incluso cuando en los puertos existía dicha posibilidad de tener contactos sexuales con mujeres, generalmente prostitutas. Sin embargo, este es un concepto que parte de la base de casos particulares, pero en general la realidad era otra. Por ejemplo: Port Royal, Jamaica, en el año 1680 contaba con 6000 residentes y gran número de visitantes; tanto residentes como visitantes en su mayoría eran piratas y de la población permanente había una inmensa cantidad de prostitutas. Este hecho lo confirma la estadística de que cada cinco edificaciones una funcionaba como burdel o prostíbulo. En este sentido, dos casos de piratas famosos demuestran esta diversidad de preferencias sexuales: el capitán Edward Teach, conocido con el seudónimo de Barbanegra, tuvo en su vida catorce esposas; y el capitán Bartholomew Roberts, conocido como Black Bart, en su vida mantuvo el estado civil de unión igualitaria.  Algunos piratas preferían a los muchachos jóvenes, debido a ello solían raptarlos y obligarlos a aprender sobre marinería siendo entrenados por un pirata tutelar. El pirata y su «aprendiz» creaban fuertes lazos llegando incluso a dormir y comer juntos, en algunas ocasiones compartían el botín. Estos piratas conformaron los primeros «matrimonios» o uniones del mismo sexo de la historia moderna en la institución conocida como matelotage. Era una unión contractual entre dos hombres, que incluía la herencia de los bienes en caso de fallecimiento de uno de ellos. El «matelot» era generalmente el pirata, pareja sexual o compañero más joven o económicamente desfavorecido. También se conocen casos de piratas mujeres con tendencias o rasgos homosexuales, tal es el caso de Anne Bonny y Mary Read, que formaban pareja y que además, estas dos famosas piratas formaron un triángulo amoroso con el capitán Jack Rackham, más conocido por su seudónimo de Calico Jack, cuando residían en la isla de New Providence, una de las de mayor población del archipiélago de las Islas Bahamas.

## Referencia popular en cine y televisión
En la imaginación moderna, los piratas eran rebeldes, eran grupos inteligentes que operaban fuera de la ley y la burocracia de la vida moderna. La imagen de los piratas se asocia frecuentemente con el izado de la Jolly Roger, nombre de la tradicional bandera de piratas europeos y americanos, y un símbolo que ha sido adoptado por las grandes producciones cinematográficas y en la creación de juguetes y peluches. Por ejemplo, "Piratas del Caribe" (en inglés, "Pirates of the Caribbean") es el título de una franquicia cinematográfica de aventura fantástica y piratas. La saga Piratas del Caribe cuenta con cinco películas estrenadas y una sexta en producción. La primera película de la saga «Piratas del Caribe: La maldición del Perla Negra» fue estrenada en el 2003, producida por Jerry Bruckheimer y basada en la atracción del mismo nombre del Parque Temático de Walt Disney Studios Park.

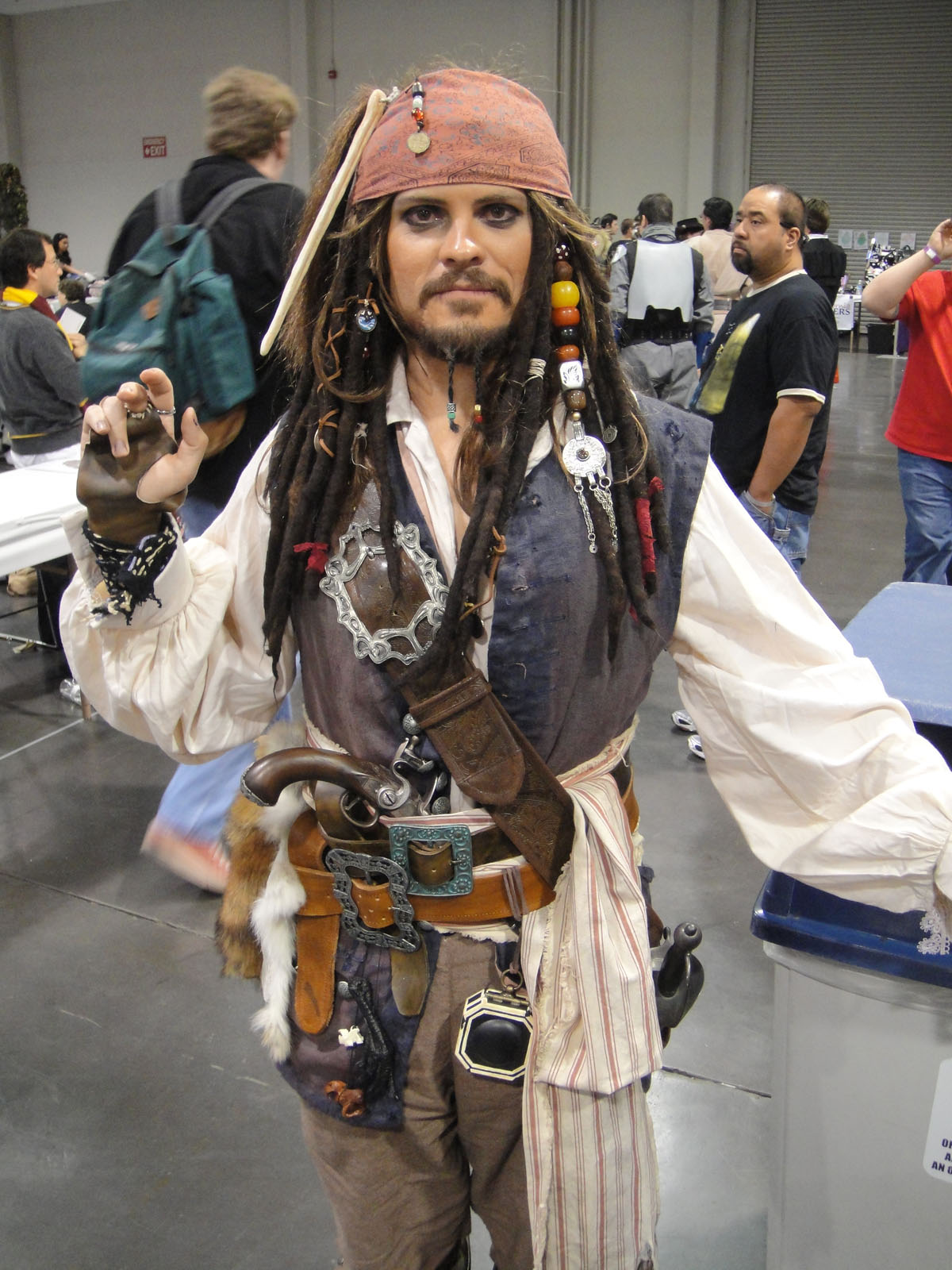
El capitán Jack Sparrow representado en Wizard World Anaheim.

La cinematografía internacional, especialmente los estudios de Hollywood, ha producido en distintas décadas filmes sobre el tema de la Piratería, convirtiéndose esta temática en clásica del cine. Los filmes más destacados han sido: El Pirata Negro (1926), La Isla del Tesoro (1934), El Capitán Blood (1935), Corsarios de Florida (1938), El Halcón del Mar (1940), Piratas del Mar Caribe (1942), El Cisne Negro (1942), La Princesa y el Pirata (1944), El Capitán Kidd (1945), El Pirata (1948), La Fortuna del Capitán Blood (1950), La Mujer Pirata (1951), El Pirata Barbanegra (1952), La Isla de los Corsarios (1952), El Secreto del Pirata (1952), Piratas de Trípoli (1955), Simbad y la Princesa (1958), Los Bucaneros (1958), Morgan el Pirata (1961), Piratas de Tortuga (1961), Gordon, el Pirata Negro (1961), El León de San Marcos (1963) y Viento en las Velas (1965).
Por otra parte, canales de televisión documental como National Geographic, Discovery Channel y History Channel, han producido en las últimas décadas documentales como los siguientes: Barbanegra, el Más Infame Pirata que haya existido (1997); Port Royal, la Ciudad perdida de los Piratas (1997); Los Barcos Piratas (1997); Historia de los Piratas del Caribe (1998); Piratas Reales (1998); Sin City Jamaica, el Paraíso Pirata (1998); El misterioso barco de Barbanegra (2005); Piratas del Caribe (2007); El barco perdido de Barbanegra (2009); La Isla de los Piratas (2011) y La ciudad pirata de Port Royal (2017); entre otras producciones de contenidos altamente documentados.
La visión popular de la piratería ha sido mayormente influenciada por el cine y la televisión, a lo largo de muchas décadas, pero en la realidad: «La piratería era como un "doblón de oro", siempre tuvo dos caras: una cara donde reinaba el idealismo, lo pintoresco y el romanticismo; y otra cara donde imperaba la violencia, el delito y la perversidad».

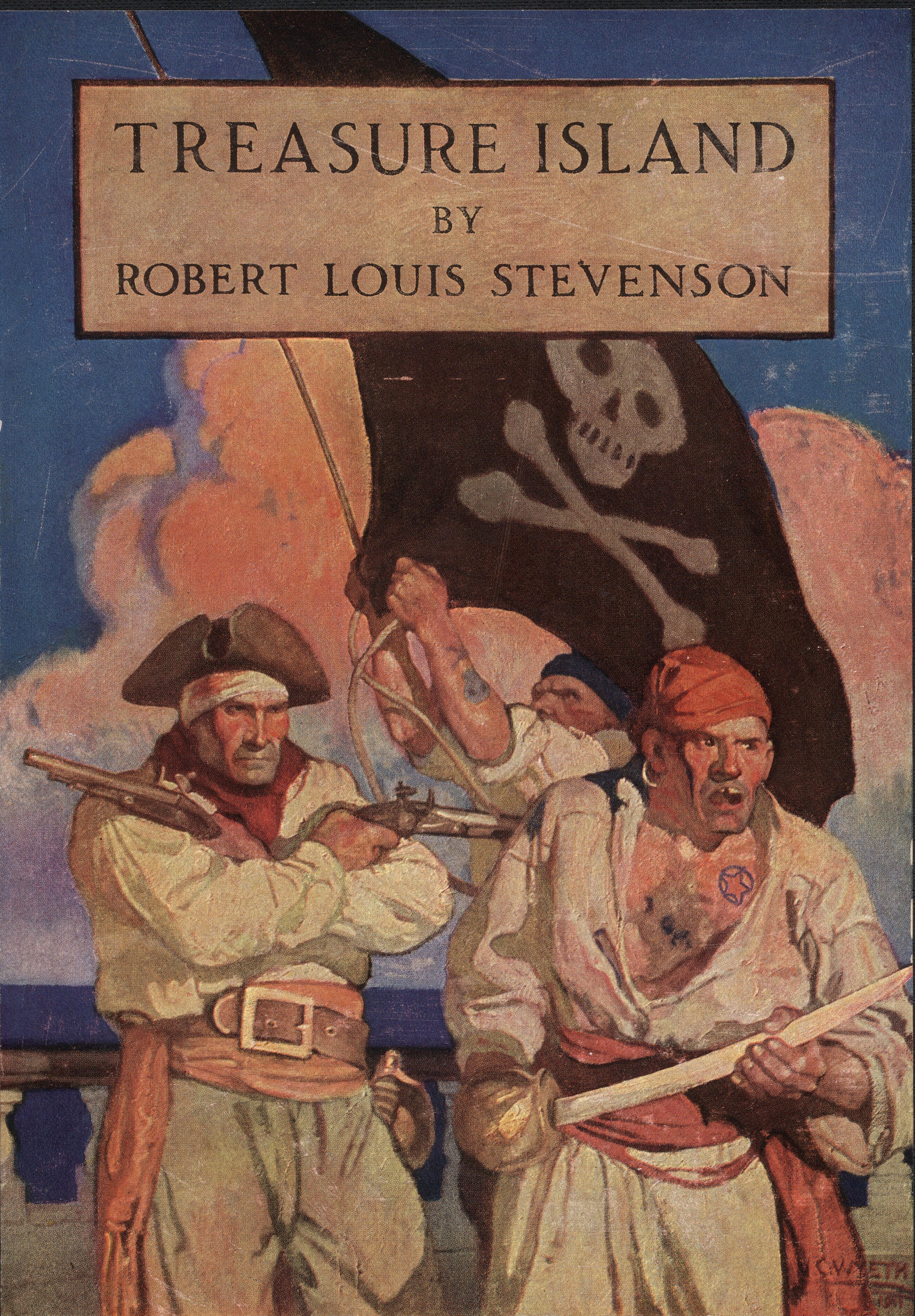
Portada de La isla del tesoro en una edición de 1911.

## Literatura y piratería
Tema de libros de aventura y poesía, la piratería ha tenido una parte importante en la literatura. Sirvan de ejemplo:
- La isla del tesoro, de Robert Louis Stevenson.
- Capitán Blood, de Rafael Sabatini.
- Sandokán, de Emilio Salgari.
- El corsario negro, de Emilio Salgari.
- La reina del Caribe, de Emilio Salgari.
- En costas extrañas, de Tim Powers (Piratas del Caribe y Monkey Island están basados en este libro).
- Canción del pirata, de José de Espronceda.
- El libro de los piratas, de Howard Pyle.
- Vampiratas, una ola de terror, de Justin Somper.
- La taza de oro, de John Steinbeck.
- El Pirata enmascarado, por Juan Carlos Riofrío Martínez-Villalba.
- Los piratas circulares, de Rafael Estrada.
- Long John Silver, de Björn Larsson.
- Pirata, de Luis Britto García.
- Historias de piratas, de Arthur Conan Doyle.
- Latitudes piratas, de Michael Crichton.
- El pirata comepapas, de Clausete González.
- Dinosaurios y piratas,una nueva etapa, de Kawa Cate Johnson.
- La Canción del Pirata, de Fernando Quiñones.
- Bandidos Del Mar, de Franco Álvarez
- One Piece, de Eiichiro Oda
- Piratas, de Alberto Vázquez-Figueroa

## Piratas célebres

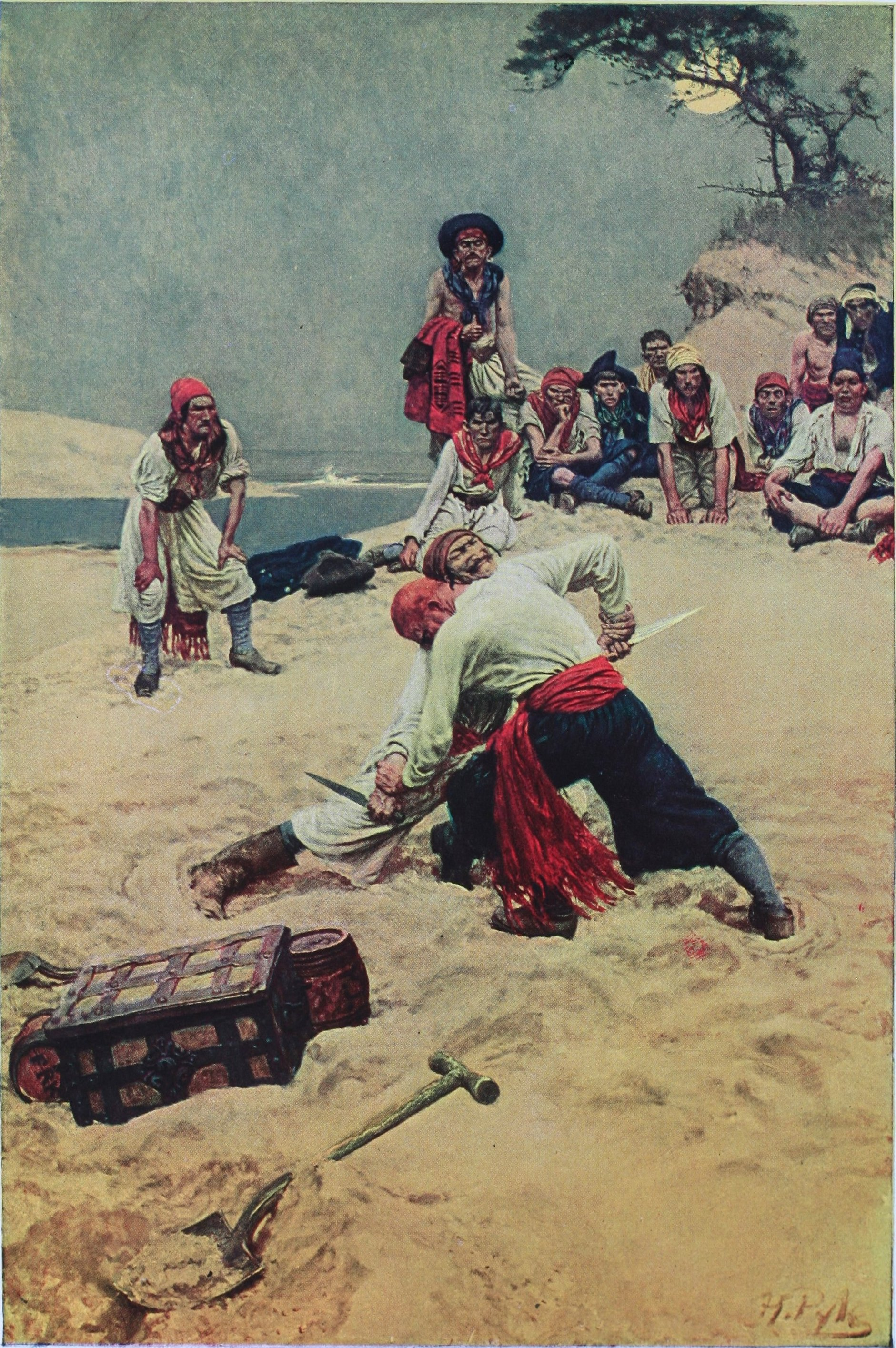
Ilustración de Howard Pyle de unos piratas luchando por resultar capitán.

Categoría principal: 'Piratas y corsarios''.
- Barbanegra
- Anne Bonny
- Mary Read
- Jack Rackham
- Grace O'Malley
- Henry Jennings
- Jeireddín Barbarroja
- Roger de Flor
- Francis Drake
- Agnes Annie Drake
- Hipólito Bouchard
- Tomás Espora
- Pier Gerlofs Donia
- John Oxenham
- Thomas Cavendish
- John Hawkins
- Richard Hawkins
- Olivier van Noort
- José Gaspar
- Michel de Grammont
- Laurens de Graaf
- Henry Morgan
- Amaro Pargo
- Jean David Nau
- John Clipperton
- Bartholomew Roberts
- Lope de Aguirre
- William Kidd
- Walter Raleigh
- Benito Soto Aboal
- Roberto Cofresí
- Hendrick Brouwer
- Samuel Bellamy
- Edward England
- Louis Michel Aury
- Bartholomew Sharpe
- Thomas Tew
- Woodes Rogers
- Mateo Mainery
- Jacques de Sores
- Walter Kennedy
- Amyas Preston
- George Somers
- Klaus Störtebeker
- Kristoffer Trondsen Rustung
- Charles Vane
- Benjamin Hornigold
- William Walker
- Henry Every
- William Dampier
- Roche Brasiliano
- Cabeza de Perro
- Pirata enmascarado

#### De ficción
- Guybrush Threepwood
- LeChuck
- Monkey D. Luffy
- Edward Kenway
- Gol D. Roger
- Jack Sparrow
- Héctor Barbossa
- Sandokán
- Simbad el Marino
- Capitán Garfio
- Capitán Blood
- John Silver el Largo
- Rackham el Rojo
- Davy Jones
- Charles Vane
- Negro César
- Jack Hunter
- Will Turner
- Elizabeth Swann
- Cervantes de León
- Armando Salazar
- Saïd (Mar i cel)